# Jókai Mór

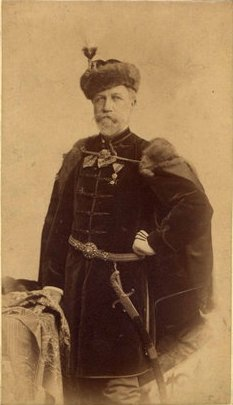
Díszmagyarban

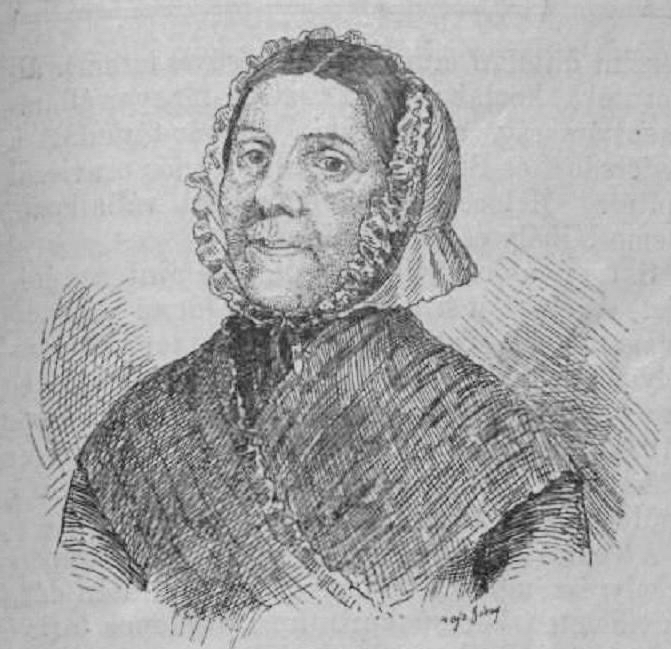
Édesanyja (Jókai festménye után, 1843)

Ásvai Jókay Móric, közismertebb nevén Jókai Mór (Komárom, 1825. február 18. – Budapest, Erzsébetváros, 1904. május 5.) a márciusi ifjak egyike, regényíró, a „nagy magyar mesemondó”, országgyűlési képviselő, főrendiházi tag, a Magyar Tudományos Akadémia igazgató-tanácsának tagja, a Szent István-rend lovagja, a Kisfaludy Társaság tagja, 1876-tól 1903-ig a Petőfi Társaság elnöke, a Dugonics Társaság tiszteletbeli tagja. Jókay Károly és Jókai Eszter öccse.

## Élete

### Családja, ősei
A családi legendárium szerint egyik névadó ági őse, Jókay Mihály I. Lipót király alatt Esztergom várában volt zászlótartó, a vár vívásánál felfedezvén, hogy a tüzérek meg vannak vesztegetve, maga irányzott egy ágyút és úgy célzott, hogy a vár alatt táborozó törökök közül egy pasának a karját szakítsa le a golyó. Érdemeiért 1668. február 5-én ásvai Jókay Mihály, Jókay Ferenc és Jakab fivéreivel együtt címeres nemeslevelet nyert.
Jókai Mór Komáromban kisbirtokos református nemesi értelmiségi családban született, ásvai Jókay József (1781–1837), ügyvéd, táblabíró és nemespulai Pulay Mária (1787–1856) gyermekeként 1825. február 18-án. Rá két nappal, február 20-án keresztelték meg. Bátyja Jókay Károly, nővére Jókai Eszter. Édesapja elszegényedett, s miután a földjeit kénytelen volt eladni, ügyvéd lett. Barátja volt az irodalomnak (amint maga írja: „tisztelettel, még pedig különös tisztelettel viseltetem hazánknak minden jelesebb poétai lélekkel ékeskedő fiai eránt”); maga is írt időtöltésből verseket, összeírogatott más szerzőktől érdekes dolgokat; ügyes rajzoló és festő is volt, és jegyzeteit találóan illusztrálta. Az 1812. augusztus 14-én megesküdött házaspárnak Móric volt az ötödik gyermeke (két bátyja még csecsemőként meghalt). Az apai nagyszülei ásvai Jókay Sámuel (1749–1829), ógyallai földbirtokos és Vörös Katalin (1761–1830) voltak. Az anyai nagyszülei nemespulai Pulay Dávid (1754–1806), banai földbirtokos, és baracskai Szűts Erzsébet (1764–1822) voltak.

### Neve
Jókay Móricz néven anyakönyvezték. Egy anekdota szerint írótársa, Tóth Lőrinc címzett először egy levelet „Jókay Mór úrnak”, amin Jókai kezdetben bosszankodott, s frappáns válaszul ő maga is „Tóth Lőr úrnak” címezte leveleit. Később Petőfi unszolására kezdte az irodalmi életben a Jókay Mór nevet használni. 1848. március 15. után nevében az y-t i-re cserélte, ezzel is jelezve, hogy nem akar élni a nemesi származás előnyeivel, így legismertebb regényei már Jókai Mór néven jelentek meg.

### Tanulóévei
Elemi iskoláit 1831-ben szülővárosában kezdte meg, 1832-ben már ugyanott a református középiskolában a gimnáziumi declinisták sorába lépett és 1833-ban conjugista lett; mind a két osztályban Keresztesi Barsi József volt a tanára. 1834–35-ben grammatista volt Sörös Lajos tanár keze alatt. A kis Móricban korán jelentkezett az erős képzelődés. Ennek tulajdonítható ideges félénksége, ami egyebek között abban nyilvánult meg, hogy rettegett a nagy szakállú zsidóktól, a kutyáktól és különösen attól, hogy élve eltemetik. Szülei nem eresztették el a háztól, pajtásai nemigen voltak, magában, bizarr játékokkal szeretett mulatni. Nagy hatást gyakorolt lelkére édesapja, aki barátja volt az irodalomnak, színészetnek és maga is írogatott időtöltésből verseket, rajzolgatott, festett, mesélt az 1809-es nemesi felkelésről, amelyben részt vett; valamint édesanyja, aki jeles adomázó volt. Mindezen hajlamokat tehát Jókai a szüleitől örökölte. Kilencéves korában megjelent két verse nyomtatásban (egy betűrébusz a Regélő 1834. 70. számában, és egy négysoros vers A város bolondjáról a Helmeczy Társalkodó-ja 1834/54. számában), melyeket Tóth Lőrinc vitt magával Pestre és ott adatta ki.
1835-ben Pozsonyba adták cserébe Zsigmondy Sámuel ágostai evangélikus líceumi tanárhoz, a német nyelvet tanulni.[forrás?] Tobias Gottfried Schröer volt a tanára, aki az akkori idők szelleme szerint szigorúan óvta az ifjakat a magyar nyelvű beszédtől és irodalomtól. Jókai a németen kívül jól megtanult latinul és az ógörögbe is belekezdett – kitűnő tanuló volt. 1837-ben, hazatértekor már halálos betegen találta szeretett atyját és még abban az évben el is veszítette. A fájdalom ágyba döntötte az ifjút, és méltán féltették életét. Hálával emlékezik a költő „áldott jó Eszter nénjére”, aki őt ápolta, s ennek köszönhető, hogy életben maradt.
Gimnáziumi tanulmányait Komáromban folytatta. Tanárai közül nagy szeretettel és hálával emlékezik meg Váli Ferencről, aki később sógorává lett. Úgy jellemzi őt mint puritán szigorúságú, sokoldalú, tudományosan képzett férfiút és jeles tanárt. Tőle tanult meg Jókai három év alatt franciául, angolul és olaszul; az ő vezetése alatt készítette retorikai (1837–38) és poetikai (1838–39) feladatait. Jókainak télen-nyáron minden nap hajnali öt órakor ott kellett lennie tanítója írószobájában, és ezt úgy megszokta, hogy idős korában is reggel hat órakor kelt fel és 10 órára elvégezte írnivalóját. 1839–40-ben a logikai évfolyamot ugyancsak a komáromi református középiskolában végezte Váli vezetése alatt. A II. bölcseleti osztályra, melyet akkor fizikának neveztek, az 1841–42-es iskolai évre a pápai református iskolába küldte őt édesanyja, ahol végül az érettségi vizsgát letette. Jeles tanárai voltak, köztük a természettudós Tarczy Lajos, aki egyébként az irodalmi foglalkozásban is vezetője volt az ifjúságnak. A szerencsés véletlen több tehetséges kortárssal, többek közt Kerkapoly Károllyal, Petrich Somával, Kozma Sándorral és Petőfi Sándorral hozta össze; utóbbival szoros barátságot is kötött.
Jókai 11 tantárgyból mind a két félévben csupa jeles osztályzatot kapott és az elsők között volt poétaként is. Volt ugyanis az iskolában egy önképző-társulat, amelynek tagjai hetenkénti üléseiken a beadott irodalmi műveket bírálták, s amit elfogadtak, azt a szerzők felolvasták és saját kezűleg az érdemkönyvbe iktatták. 1841. november 21-én érdemkönyvbe írásra ítélték: Mi az? c. lírai költeményét, majd 1842-ben Az istenítélet c. elbeszélését. Írt még számos lírai művet, 1842. július 26-án pedig egy arany jutalmat nyert Tűz és víz c. elbeszélésével.

### Írói pályafutásának kezdete

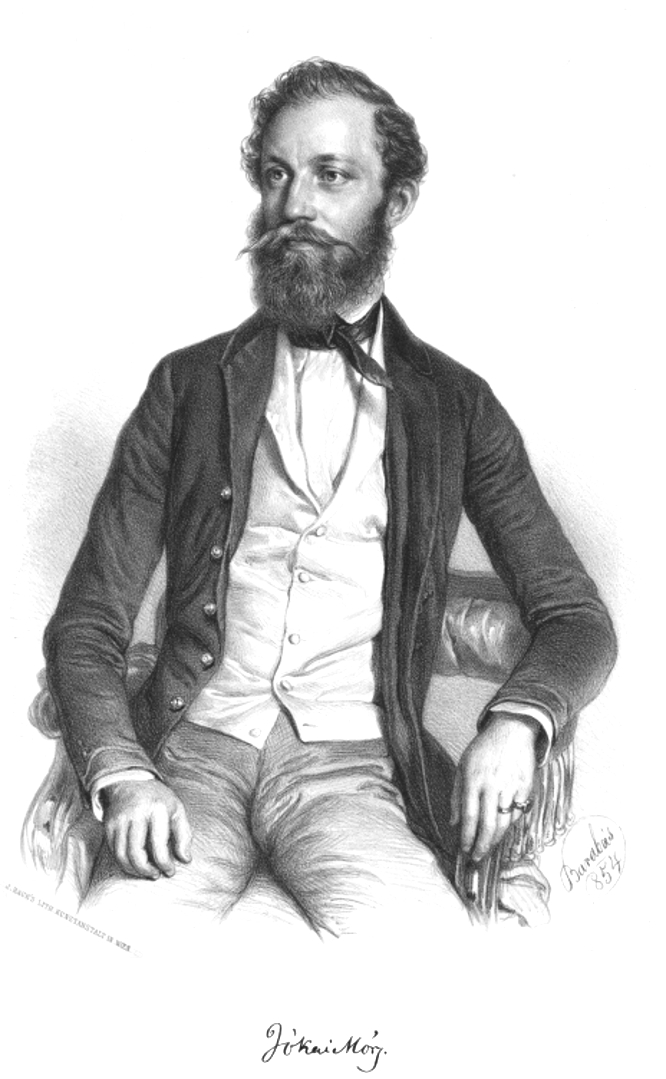
Jókai Mór (1854)

Erős és gyakori mellfájás kínozta, meg volt győződve arról, hogy tüdővésze van. Az iskolai év bevégeztével, augusztus 21. után hazament. Petőfi és Orlay pár nappal azután szintén elhagyták Pápát és Komárom felé vették útjukat, hogy Jókait meglátogassák; az anya szívesen fogadta és csak három nap múlva bocsátotta el őket. Levegőváltozásra lévén szüksége, anyja Kecskemétre küldte őt jogot tanulni. Ezen alföldi város testére, lelkére egyaránt üdvösen hatott. „Itt lett belőlem ember! Itt lett belőlem magyar író”, mondja visszaemlékezésében ő maga. Mellbaja teljesen megszűnt, szervezete megerősödött. Megismerte az igazi magyar népéletet, a népjellemet, a puszták világát.
Kecskeméten a visszatért életkedv elég változatossá tette napjait. A sugárzó szemű, szőke, választékos modorú ifjú meg is tudta magát kedveltetni a diákság körében. Szorgalmasan tanult, de volt ideje színielőadásokat rendezni, bennük játszani, rajzolni és festeni; sőt, kisdiákokat is tanított rajzolni. Itt írta a Zsidó Fiút, 1842-ben. A darabot pályázatra szánták, idegen kéz kellett hogy megírja. Petőfi mint színész 1843. január közepén Kecskemétre került és felkereste Jókait. A színészköltő sanyarú helyzetben volt, Jókai arra kérte őt, másolja le drámáját, gondolván, hogy majd tisztességes honoráriumot ad neki. Petőfi örömmel tette meg a baráti szolgálatot; a honoráriumot azonban nem fogadta el. Jókai tehát azzal fejezte ki háláját, hogy lefestette barátját olaj-miniatűrben, violaszín sárga gombos frakkban. Petőfi nagyon megörült a képnek és később is szívesen mutogatta azt pesti barátainak. (Ekkor festette bankházi Ács Pál arcképét is, mely a kecskeméti főiskola birtokában van). Jókai március 8-án nyújtotta be darabját a Magyar Tudományos Akadémiához és október 31-én dicséretben részesült (a pályadíjat Obernyik Főúr és pór c. drámája nyerte el.)
Április elején elkísérte Petőfit Pestre, és együtt ment vele Frankenburg Adolf lakására. A jogi tanulmányok befejezése után egy évig bojtár volt Asztalos István komáromi ügyvédnél, kinek lánya Etelka (1834–?) volt az író első szerelme, de a vallási különbségek miatt Jókai anyja nem engedte azt beteljesülni, azután mint jurátus Molnár József irodájába jutott Pesten. Javadalmazása a szálláson kívül 6 forint egy hónapra. Petőfi már ekkor Pesten lakott és ünnepelt költő volt. Örömmel fogadta Jókait és büszkén mutatta be fiatal írótársainak, akik az Életképek-ben megjelent A Nepean-sziget után ismerték. Ekkor írta Petőfi Jókai Mórhoz c. költeményét, mely a Pesti Divatlap-ban (1845. II. 37. sz. dec. 11.) jelent meg.

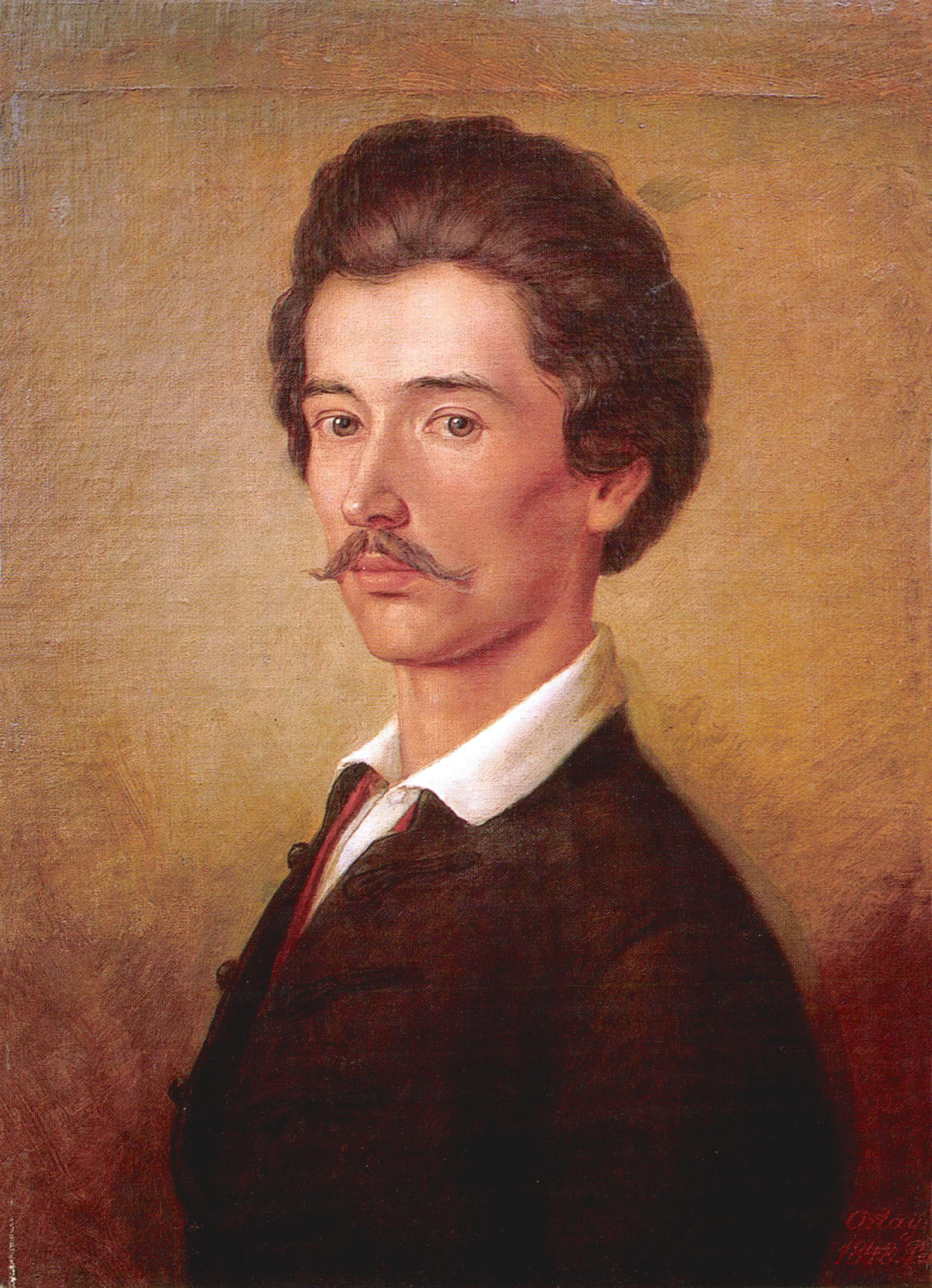
Orlai Petrich Soma: Petőfi Sándor (1840-es évek)

1845-ben a nyári hónapokat Komáromban, édesanyja körében töltötte; a társaságot kerülve rendesen kora reggel ment ki szigeti kertjükbe és késő este tért haza; ott készült az ügyvédi szakvizsgára és írta a Hétköznapok c. regényét. Olykor ellátogatott Orbán Gábor városi rajztanárhoz, ahol olajba festett egy várat. Az 1845–46-os telet ismét Pesten töltötte, többnyire Petőfi Sándor, Lisznyai Damó Kálmán, Czakó Zsigmond, Pákh Albert, Vahot Imre és Tompa Mihály tartozott a társaságukhoz. 1846-ban ügyvédi oklevelet szerzett, és egy pert is szerencsésen megnyert.
De az ügyvédi pályával csakhamar szakított. 1846-ban, első regényének, a Hétköznapoknak a sikere után az írásnak szentelte életét. Eszménye, az irodalom, vonzotta őt ellenállhatatlanul. Amikor megismerkedett Victor Hugo és főképpen Eugène Sue műveivel, természeti hajlandósága és e példák egyenesen arra utaltak, hogy ő is ebben a költői formában és szellemben próbálja meg erejét; egymást követték a lapokban elbeszélései és regényszemelvényei. 1846-ban Frankenburg lapjánál vállalt állást, a színházi rovatot vezetve, nemsokára azonban Helmeczy Jelenkoránál az újdonságok rovatának vezetését vette át és itt működött három hónapig.
1846 tavaszán Petőfi ösztönzésére a fiatal írói nemzedék legkiválóbb tagjai állást foglaltak a kiadók és szerkesztők ellen. Ígéretet tettek egymásnak, hogy egy évig semmiféle lapba nem írnak, hanem maguk fognak lapot alapítani, mely az ő irányukat képviseli. Tízen voltak az új irány hívei: Petőfi Sándor, Pálffy Albert, Degré Alajos, Obernyik Károly, Pákh Albert, Bérczy Károly, Tompa Mihály, Kerényi Frigyes, Lisznyai Damó Kálmán és Jókai Mór; mindnyájan a francia iskola tanítványai voltak. A kormány ismerte embereit, semmi sem volt tehát természetesebb, mint hogy a Tízek Társasága nem kapott engedélyt lap kiadására. Frankenburg felszólította őket, hogy dolgozzanak lapjába. Félévi szünet után a társak felmentették egymást a fogadalom alól, és Obernyiket kivéve mindnyájan elfogadták a meghívást. Jókai eleinte a Pesti Füzeteket, majd annak betiltása után a társaság új lapját, az Életképeket szerkesztette, dolgozatai tetemesen fokozták a lap népszerűségét. 1847 közepén Frankenburg az udvari kancelláriánál kapván hivatalt, Bécsbe költözött. Lapjának szerkesztését Jókainak adta át. Petőfi is ekkor tért Pestre (június 14-én) utazásából; Jókai naponta találkozott vele, szövetkeztek a lap érdekében; megnyerték Arany Jánost, Tompa Mihályt és többeket munkatársaknak.

### Az 1848–49-es forradalom idején
Petőfi nejével 1847. november 4-én érkezett Pestre, ahol a Dohány utca 373. sz. alatti Schiller-ház első emeletére költözött. A lakás előszobából és három utcai szobából állott, ebből az egyiket – aminek a konyhán át külön bejárata volt – Jókainak adták ki (itt laktak együtt 1848. június 12-ig, amikor a két barát összezördült, és a költő elköltözött tőlük). A közös ebédet az Arany Sasból hozatták, bort egyikőjük sem ivott; az esték beszélgetéssel teltek el, tea mellett. 1848. március 14-én az Ellenzéki Kör közgyűlést tartott, melyen az ifjúság, köztük Jókai is, elhatározta, hogy a reformokat 12 pont alakjában a királyhoz felterjesztik.
Este a Pilvax-kávéházban értesültek a március 13-i bécsi forradalomról. Ekkor már elhatározta az ifjúság, hogy a 12 pont érdekében nem peticionálni, hanem megadásukat követelni fogja. Másnap, március 15-én Petőfi az ifjak kávéházába (Pilvax) ment, onnan Vasvári Pállal és Bulyovszky Gyulával pedig Jókaihoz. Itt a négy ifjú megegyezett a sajtó felszabadításában. Jókai és Bulyovszky proklamációt szerkesztettek a 12 ponthoz. Amikor ez elkészült, elindultak a Pilvaxba, ahova 8 óra körül érkeztek meg. Itt Jókai felolvasta a proklamációt és a 12 pontot. Innen az Újvilág (ma Semmelweis) utcai orvosi egyetemhez mentek, ahol beszóltak a tantermekbe, mire a hallgatók az udvarra tódultak. Jókai székre állva még egyszer felolvasta a proklamációt és Petőfi elszavalta a Nemzeti dal-t.
Az ifjak vállalkozása magával ragadta a tömeget, mely zajosan követte őket a mérnöki egyetem felé. Jókai ismét felolvasta a proklamációt és Petőfivel újból elszavaltatták a Nemzeti dalt. Ezután a Landerer és Heckenast-féle nyomdához indultak, a Hatvani (ma Kossuth Lajos) utcai Horváth-házba. A proklamációt és a Nemzeti dalt kinyomatták. Ezalatt Jókai jelentette a történteket a népnek. Fél 12 tájt a szabad sajtó első termékeit, a 12 pontot és a Nemzeti dalt, Irinyi József mutatta be a népnek és ezrével osztották szét. Délután a Nemzeti Múzeum terén népgyűlés volt és innen a városház tanácskozó termébe tódult a nép, ahol többek közt Jókai is beszélt a nép nevében és erre Szepessy Ferenc polgármester társaival együtt kijelentette csatlakozásukat és aláírta a 12 pontot. Rögtön választottak egy rendre ügyelő választmányt, melynek másnap Jókai is tagja lett.
Budán Táncsics Mihályt kiszabadították börtönéből és a Nemzeti Színházhoz vitték. Itt közkívánatra a Bánk bánt adták elő, a sokaság beözönlésére felbomlott az előadás, a zenekar a Rákóczi-indulót harsogta, a közönség a Marseillaise-t követelte, majd Egressy a Nemzeti dalt szavalta el; annak eskütartalmú szavait a nép utána dörögte. Vasvári, Irinyi, Petőfi hiába csillapította a tömeget a nézőtérről, az még zajosabban követelt. Ekkor Jókainak hirtelen ötlettől vezérelve felrohant a színpadra, hogy onnan szóljon a néphez. Ott találta Laborfalvi Rózát, a nagy drámai művésznőt Gertrúd királyné szerepében, aki saját nemzeti színű kokárdáját tűzte mellére. Így felékesítve, egyébként „térdig sárosan (egész nap esett az eső), karbonári köpönyegben, behorpadt cilindere mellett óriási veres tollal, oldalán jurátus karddal” lépett a közönség elé. Meghallgatták és a nép lecsendesedett: lelkesülten, de szépen, rendesen oszlott szét. Jókai a további eseményekben is folyamatosan részt vett; nemcsak gyűléseken, demonstrációkban, a nemzetőrségben, hanem lapjában is teljes lélekkel szolgálta a szent ügyet.

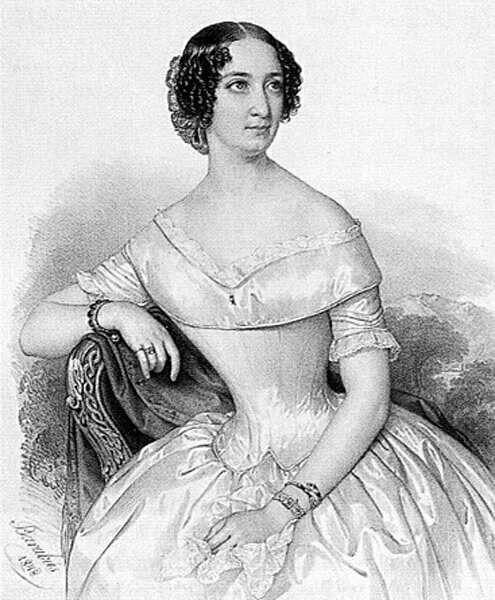
Jókainé Laborfalvi Róza egy 1848-as, Barabás Miklós készítette litográfián

Az Életképek szinte politikai lappá alakult át. Mint igazi demokrata, nevének nemesi y-ját i-re cserélte fel. A nemzeti politikát cikkekkel, a Charivari rovatban. zseniális elmésséggel támogatta; április 30-tól Petőfivel együtt szerkesztették a lapot, melynek mottója lett: Egyenlőség, szabadság, testvériség. Jókai természeténél fogva mérsékeltebb volt világszabadságért rajongó barátjánál, de ez ellenállhatatlanul ragadta magával. Ahogy Petőfi az augusztus 21-i szavazásnál Vörösmartyt is a kormány mellett hallotta szavazni, azonnal megírta költeményét Vörösmartyhoz, melyben szenvedélyesen elítéli az emberben a költőt; barátai tiltakoztak annak kiadása ellen. Amikor azonban Jókai Laborfalvi Rózával augusztus 29-én történt esküvője előtt néhány napra eltávozott a fővárosból; Petőfi augusztus 27-én mégis kiadta a költeményt az Életképek-ben. Jókai szerkesztői nyilatkozatban rosszallta Petőfi eljárását, aki erre kíméletlen hangú ellennyilatkozatban felelt, hálátlansággal vádolta őt, tiltakozott a leckéztetés ellen és végül kijelentette, hogy a kiadónál felmondta a szerkesztést. Ezzel köztük a barátság örökre felbomlott és Petőfi ez időtől kezdve egykori barátjával megszakított minden érintkezést. Egyébként ez már elébb hidegséggé változott amiatt, hogy Petőfi nem helyeselte Jókai házasságát és okait Jókai anyjának is megírta, aki szintén ellene volt fia nősülésének, mégpedig, mint Jókai sejteti, éppen eme beavatkozás miatt. A házasság komoly felzúdulást váltott ki mind családja, mind barátai körében, mivel az akkor már ismert és sikeres színésznő idősebb volt Jókainál és volt egy házasságon kívüli gyermeke (Benke Róza) is.
1849-ben, Buda bevétele után, egy lakoma alkalmával találkozott utoljára Petőfivel. Jókai ott felköszöntötte azokat, akik ezután fognak meghalni a hazáért. Erre Petőfi, elbúsulva a halál sejtelmétől, oda lépett hozzá és így szólt: „Köszönöm, hogy én értem is ittál”.
1848. szeptember 24-én Kossuth engedélyt kapott az országgyűléstől, hogy az Alföldön népfelkelést szervezzen. Az ifjúságból többen csatlakoztak hozzá, köztük Egressy Gábor, Csernátony Lajos és Jókai Mór mintegy testőrségképpen, esetleg, hogyha kimerülne, felváltsák a beszédben. Kossuth elfogadta Rózsa Sándor folyamodását bűnbocsánatért és a kegyelmet Jókai vitte meg a fogolynak. A harmadik bécsi forradalom kitörése után, október elején Kossuth Jókait és Csernátonyt küldte Bécsbe, hogy a felkelőket segítségre szólítsák. Az Életképek befejezvén pályafutását, Jókai készséggel fogadta Landerer és Heckenast meghívását, hogy újévkor a kormányhivatalba lépő Csengery Antal helyett a Pesti Hírlap szerkesztését elvállalta; már december 3-án közölte programját, melynek lényege «Magyarhon független egységének biztosítása». Bécs megfékezése után az osztrák hadsereg Pest ellen kezdett nyomulni; december 30-án a főváros lakossága a Gellért-hegy alatt hatalmas sáncokat emelt; több ezren dolgoztak a sáncokon rangkülönbség nélkül, férfiak és nők, köztük Jókai is nejével.
A móri csata után, 1849. január 1-jén ők is Debrecenbe menekültek. Itt is hírlapírással tartotta fenn magát; február 22-én megindította az Esti Lapok-at, melyet az alkotmányos irány független képviseletére alapított a radikálisok főorgánuma, a Marczius Tizenötödike ellen. Április 14-én az országgyűlés egyhangúlag mondotta ki a trónfosztást, Jókai is radikálissá lett és már előbb (április 3-án) a köztársaság mellett nyilatkozott. Amint honvédjeink Buda várát bevették, a kormány és az országgyűlés Pestre költözött. Jókai is ott adta ki az Esti Lapok-at és a Pesti Hírlap szerkesztését is átvette. Mind a két lapnak egyedüli törekvése a haza védelmére való buzdítás volt. A kormány egy hónap múlva azonban az osztrák és orosz hadak előrenyomulása miatt Szegedre, onnan pedig Aradra tette székhelyét. Jókai is követte azt mindkét helyre. A világosi katasztrófa után menekülését Rákóczy János, Kossuth rokona és titkára intézte, aki kocsit, lovat vett, felöltözött kocsisnak, felvette Jókait utasnak és vakmerően keresztülhajtott a szembe jövő orosz táboron. Gyulán találkozott ismét nejével és vele együtt menekült tovább a Bükk-vidék borsodi rengetegeibe. Tardonán, az erdős hegység elrejtett völgyi falujában, Csányi Béni földbirtokosnál húzta meg magát és itt élt, leginkább festéssel foglalkozva, négy és fél hónapig. Ezt az időszakot meséli el az Egy bujdosó naplója című műve. Jókainénak állítólag sikerült egy Klapka-féle komáromi menlevelet szereznie, Jókai Mór, mint Klapka György által kinevezett honvédhadnagy számára kiállítva és amelyet Szathmáry Zsigmond (Szigligeti Ede testvére) honvédkapitány kézbesített. Élete így meg volt mentve, de az óvatosság nem volt felesleges. Pestre csak később, Kovács János neve alatt Miskolcon szerzett útlevéllel tért vissza, s még itt is több hónapig részint neje lakásán, részint a budai hegyekben Adliczer vendéglőjében rejtőzött.

### Az 1850-es évek
Az irodalom férfiaival szemben a katonai kormány kíméletes volt; azonban örökké szégyen marad, hogy egy magyar közvádló, Hegyesi József 34 írót, köztük Jókait is halálra jelölt ki; de egy másik tisztességes államügyész, Kossalkó János, terjedelmes emlékiratban megvédte őket, kimutatván, hogy az irodalom nem vezette a forradalmat, csupán visszhangja volt a közérzésnek. Így volt lehetséges, hogy az 1850-es irodalmi művek közt Jókai (Sajó álnév alatt) munkái is megjelenhettek, elébb a Szilágyi Sándor által szerkesztett a Pesti Röpívek-ben, a Magyar Emléklapok-ban és ennek utódlapjában a Magyar Irók füzetei-ben. Álnevének keletkezéséről később így írt: „Ha a nevem alatt nem írhatok, írok a gazdám kutyájának a neve alatt: leszek »Sajó«: ugatni fogunk, ha nem beszélhetünk, de el nem hallgatunk.”

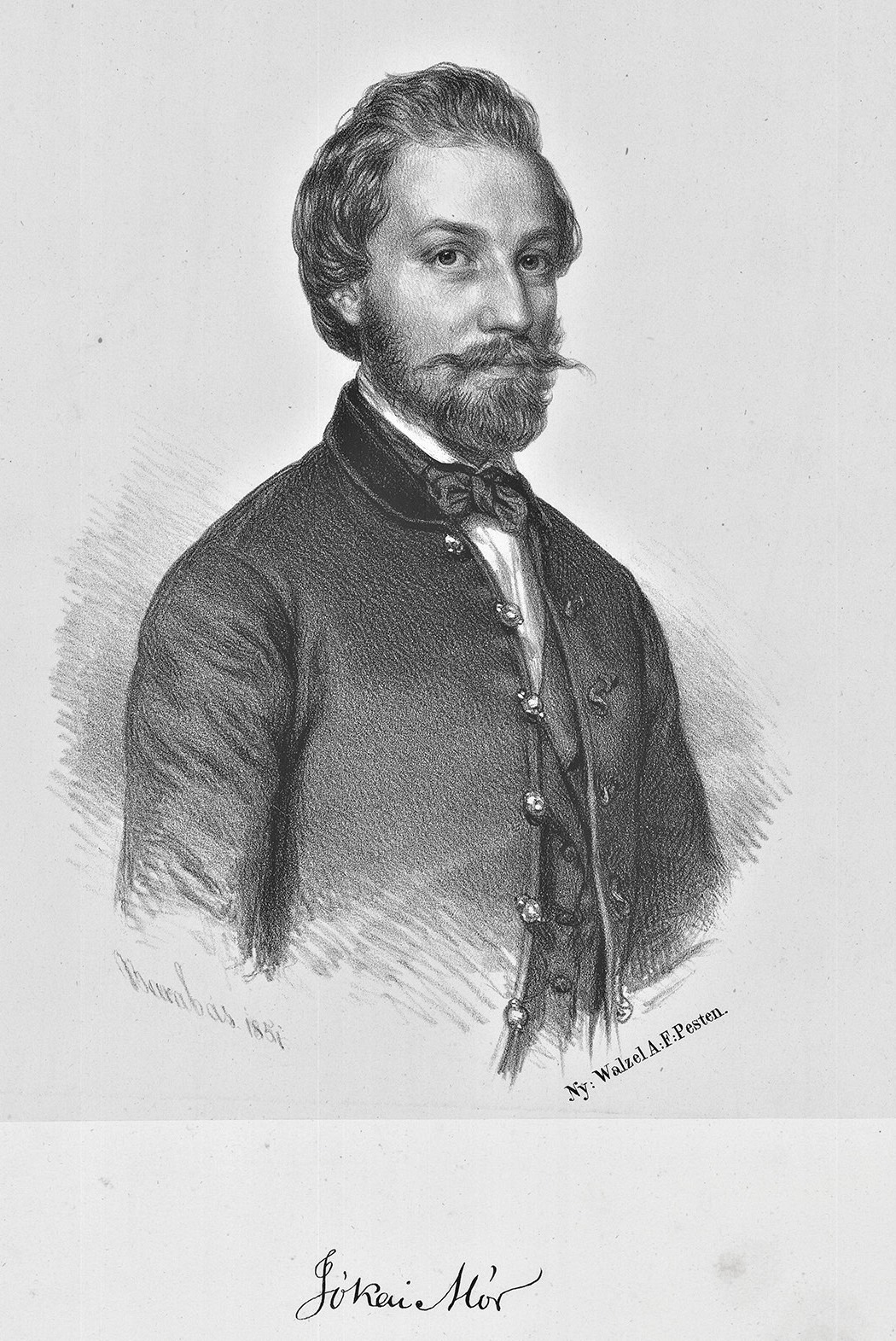
Jókai Mór, Barabás Miklós litográfiája (1854)

Az 1850-es években Jókai egyike volt azoknak az íróknak, akik tollukkal a nemzetmentés nagy ügyének tettek halhatatlan szolgálatot, s többet e téren nem tett nála senki. A közélet sorompói le voltak eresztve, Jókait semmi sem vonta el az irodalomtól, kizárólag annak élhetett, s ekkor jutott el dicsősége és hatása tetőpontjára. 1851-ben élénkebb irodalmi élet kezdődött, Jókai munkatársként támogatta az új szépirodalmi lapokat, és már saját neve alatt dolgozgatott Vahot Imrével szövetkezve, akinek Remény című folyóiratába írt és fél évig szerkesztőtársa volt. Minthogy lapszerkesztésre nem kapott engedélyt, 1853–54-ben a Festetics Leó gróf alapította Délibáb-nak lett főmunkatársa és névtelenül szerkesztette is a lapot, melybe sokat írt. 1854-től Jókai tevékenységét jó részben az akkor megindult Vasárnapi Ujság-nak szentelte, s amelynek eszmeisége is Jókaié volt, de szerkesztője nem lehetett, tehát főmunkatársa maradt. Jókai már ekkor igen népszerű volt a magyar irodalomban. A Hölgyfutár már 1854-ben megírta, hogy Jókai eddig 45 kötetet írt 611 ívvel. Erdélyi János egyik legtanultabb, legönállóbb és igen lelkiismeretes esztétikusunk, a Pesti Napló-ban (1855. II. 108. sz.) Egy századnegyed a magyar szépirodalomból c. szemlét tartván az újabb regényirodalom felett, Jókaival is foglalkozott és e rövid mondatba foglalja észrevételét: „Jókai Mór inkább élvezendő, mint ítélendő”.
Nagyon sok regényt írt és az 1850-es években hatalmas népszerűségre tett szert. Ez volt a legtermékenyebb időszaka; ezáltal ő lett az első magyar író, aki honoráriumaiból nagypolgári színvonalon élhetett.
Mindaddig keveset utazott; regényeinek érdekében 1853 májusa elején meglátogatta Erdélyt (ekkor járt ott először) és ott több hetet töltött el. Január 4-én érkezett Kolozsvárra (azután 1871. április 1-jén nejével együtt már ismét ott volt; 1874. február 18-tól március 4-ig Prágában és Berlinben, ahol Bismarckot is meglátogatta, 1876. április 9-én Észak-Olaszországba utazott és ott két hetet töltött, hogy Egy az Isten c. regényéhez tanulmányokat folytasson; augusztus 12-én erdélyi útjából visszatérve, Teleki Sándor grófhoz rándult ki Koltóra, innen Nagybányára. 1879 augusztusára esik vágvölgyi utazása, 1881. január 4-én érkezett a székelyekhez, 1883-ban tanulmányutat tett Lőcsén, Betléren és máshol is Gömör megyében, 1886. április 28-án egy napot töltött Boszniában a Doboj–Simin Han-i vasút megnyitásánál.) Feleségét is többször elkísérte fellépéseire, 1857. szeptember 3-án Jókai nyitóbeszédével és Laborfalvi Róza vendégjátékával nyílt meg a Miskolci Nemzeti Színház. Ugyanebben az időszakban derült fény tüdő- és szívbajaira.
1856. március 13-án halt meg édesanyja Komáromban, 66 éves korában. 1856-ban alapította a Nagy Tükör c. humorisztikus képes folyóiratot és azután 1858. augusztus 21-én az első humorisztikus hetilapot, az Üstökös-t. Nagy érdemei vannak a magyar néphumor összegyűjtése körül és ő nyújtott először tért a humoros rajzművészetnek. A Magyar Tudományos Akadémia 1858. december 15-én választotta levelező tagjai sorába (1861. december 20-án rendes tag lett és 1883. május 17-én tiszteletbeli, 1892. május 5-én igazgató tag); a Kisfaludy Társaság 1860. július 15-én szintén tagjává választotta. Az 1850-es évek végére, a Habsburg Birodalom kudarcai után esély nyílt a magyarság számára, hogy a szigorú elnyomás alól szabadulni tudjon. Jókai visszatért a politikába.

### Politikai pályafutása

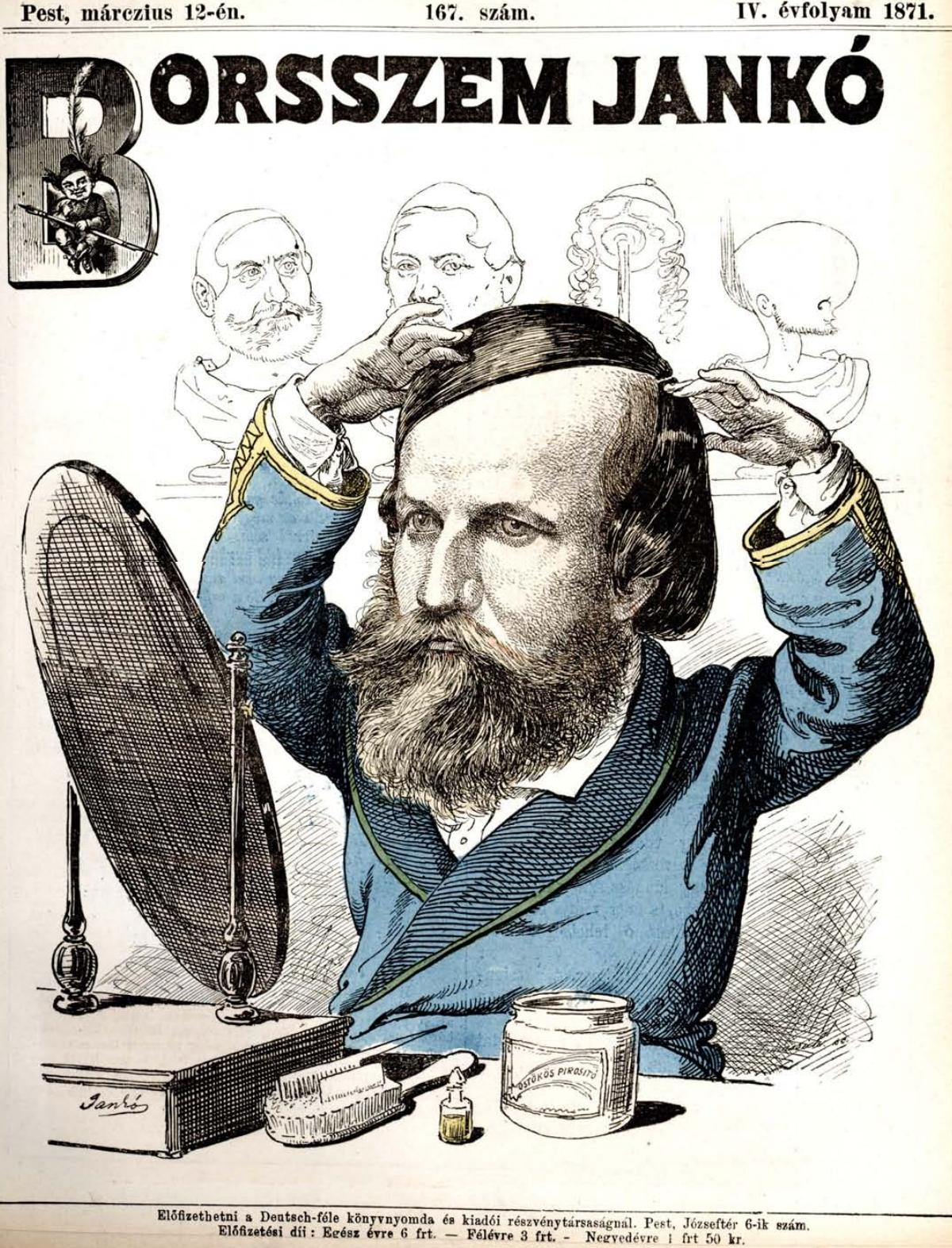
Parókai Jókai Mór. Politikai karikatúra, Borsszem Jankó, 167. szám (1871)

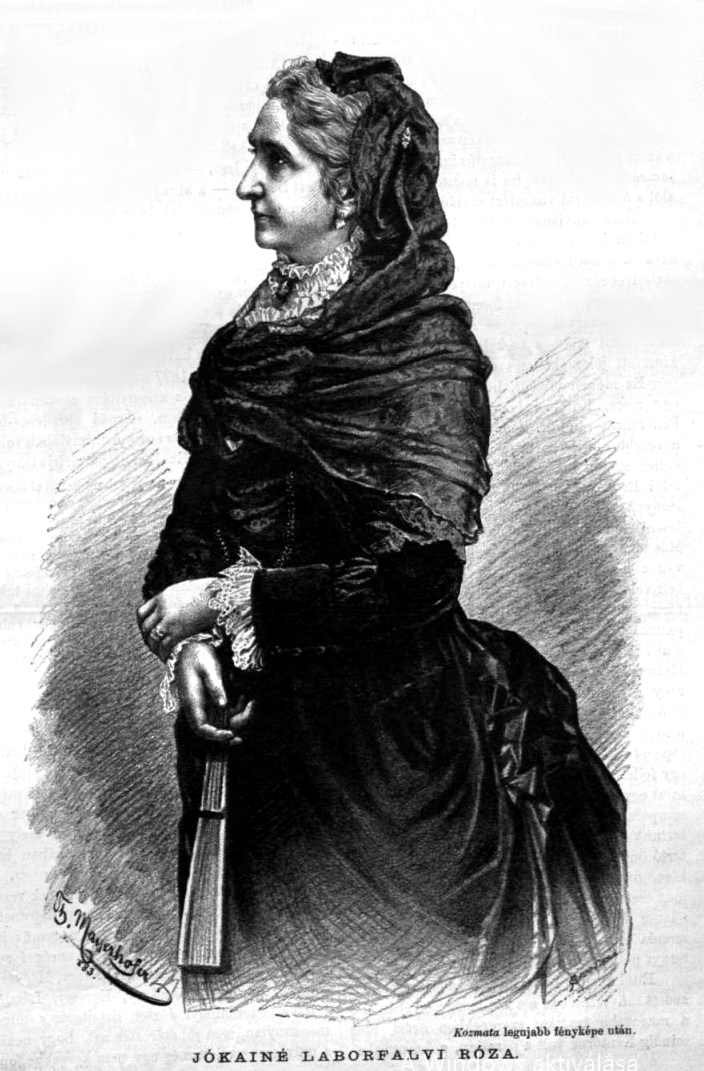
Laborfalvi Róza, a Vasárnapi Ujság illusztrációja (1883)

1861-ben Siklós városának képviselője lett a Teleki-féle Határozati Párt színeiben.
Az 1861. évi országgyűlésen mint a siklósi kerület képviselője, a határozati párthoz csatlakozott, május 24-én mondott szűzbeszédet. Későbbi politikai pályáján is megnyerő volt az ő kedélyes, társalgásszerű előadása és nála is érvényesültek Cicero szavai, hogy: „édes és hasznos néha a tréfa és elmésség”. Az ő humora az orátori formában is mindig elbájolónak bizonyult, és bármennyire is népszerűtlen volt az ügy, melyért síkra szállt, az esztétikai siker mindig biztosítva volt számára.
1856-ban útnak indította a Nagy Tükör című lapot. 1858-tól a Magyar Sajtónak volt főmunkatársa, s 1862-ben szerkesztését is átvette; minthogy azonban e lap nem mozoghatott elég szabadon, 1863-ban maga alapította meg A Hon című nagy politikai napilapot. Jókai és Zichy Nándor gróf akkor még a perszonálunión alapuló állami önállóságért küzdöttek. Alig állott fenn A Hon öt hétig, abban február 7-én Zichy gróf Alapkérdéseink című cikke alkalmul szolgált Pálffy Móric helytartónak arra, hogy a sajtót megfélemlítse: perbe fogták a szerkesztőt és az írót is; február 17-én a katonai törvényszék meghozta az ítéletet; csendháborítás címén Jókait egy évi nehéz börtönre, vasban, nemessége és 1000 forint biztosíték elvesztésére, Zichy Nándort pedig szintén egy évi nehéz börtönre vasban, továbbá grófi és kamarási méltósága elvesztésére ítélte. Április 23-án Jókai a budai József-kaszárnya kazamatájába vonult be, fogságát letöltendő, pár hétre rá Zichy Nándor is követte. Parancsnokuk, Haymerle kapitány, a későbbi külügyminiszter öccse, igen elnéző volt a foglyok iránt; a bilincs helyett fél napra terjedő svábhegyi kirándulás, olvasás, írás, „lukulluszi lakmározások” váltogatták egymást és egy hónap múlva, őfelsége kegyelméből visszanyerték szabadságukat is.

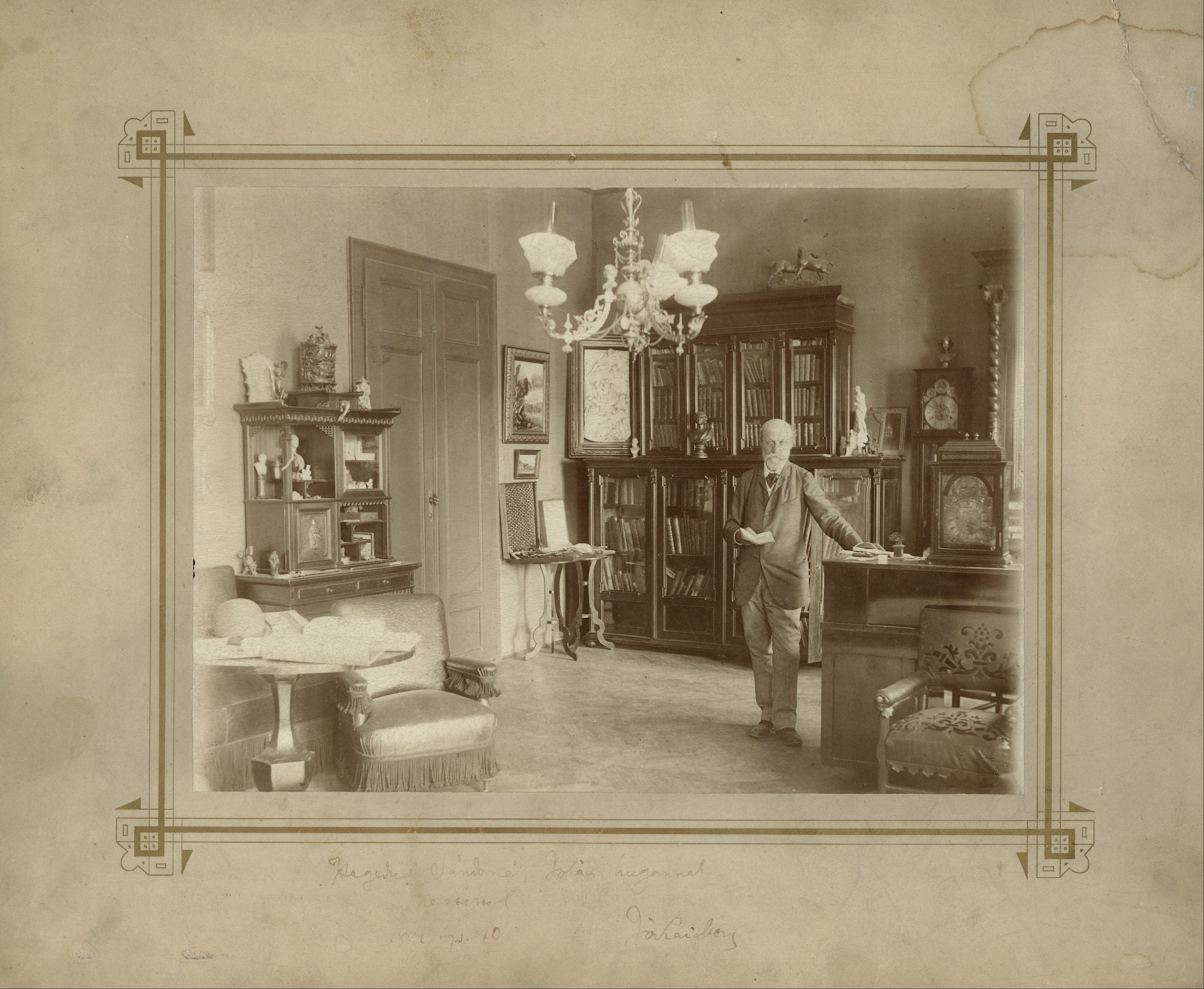
Jókai a dolgozószobájában. Fénykép az 1890-es évek végéről

1865-ben Jókai ismét a siklósi kerület mandátumával jelent meg az országgyűlésen. 1867 után is előkelő tagja volt a balközépnek, benső barátja s híve Tisza Kálmánnak. 1869-ben a budapest-terézvárosi kerületben megbuktatta Gorove István minisztert; 1872-ben azonban kisebbségben maradt ugyanott Radocza János Deák-párti jelölt ellenében. Ekkor a dárdai választókerület tisztelte meg őt bizalmával. 1875-ben Jókai a balközépi párt kebelében a fúzió érdekében felszólalt, miután az idők tanulságai meggyőzték arról, hogy a Deák Ferenc által teremtett alapon biztosan áll Magyarország független államisága s ezentúl mint az új Szabadelvű Párt tagja vett részt a törvényhozásban és dolgozott mint újságíró. (Az 1875–78-as országgyűlésen a budapest-józsefvárosi, 1878–81-ben az erdélyi erzsébetvárosi, 1881–84-ben az illyefalvi kerület, 1884–96-ra a Krassó-Szörény megye oravicai kerületében választatott meg és 1896-ban Karcagon kisebbségben maradt). Később a Szabadelvű Pártot is otthagyta.
A Hon-t 1882-ig szerkesztette, amikor lapja Csernátony Ellenőr-jével összeolvadt és belőlük Nemzet címmel új kormánypárti lap lett. Ennek Jókai kezdettől fogva főszerkesztője volt, majd megszűnése után utódjának, a Magyar Nemzet-nek maradt haláláig a névleges főszerkesztője. Még 1867-ben alapította az Igazmondó című politikai néplapot, melyet 1879-ig szerkesztett. Az Üstököstől 1880-ban vonult vissza.
Mikszáth Kálmán gyűjteményes kötetben 1878-ban megjelent politikai portréja szerint Jókai nem foglalkozott komolyan a politikával. Az író-képviselő a képviselőházban legfeljebb egy-két napi élc erejéig megálló, de amúgy sietősen átsuhanó vendég volt, ahogy életének számos más színhelyén is: az akadémiában, a klubban vagy éppen a Kisfaludy Társaságban. De ahogy Jókai sem vette komolyan a politikát, úgy a politika sem vette komolyan Jókait, akiről "mindenki tudja, hogy sokkal szeretetreméltóbb, mintsem hogy árthasson." Jókai elvbarátai és politikai ellenfelei közt egyaránt páratlanul népszerű volt: ennek bemutatására a portré felidézett egy anekdotát is, amely szerint egy Pest vármegyei, szélsőbaloldali többségű választókerület részben azért nem választotta meg képviselőjének a szintén szélsőbaloldali Szederkényi Nándort, mert az túl durván kritizálta Jókait a lapjában.

### Időskora

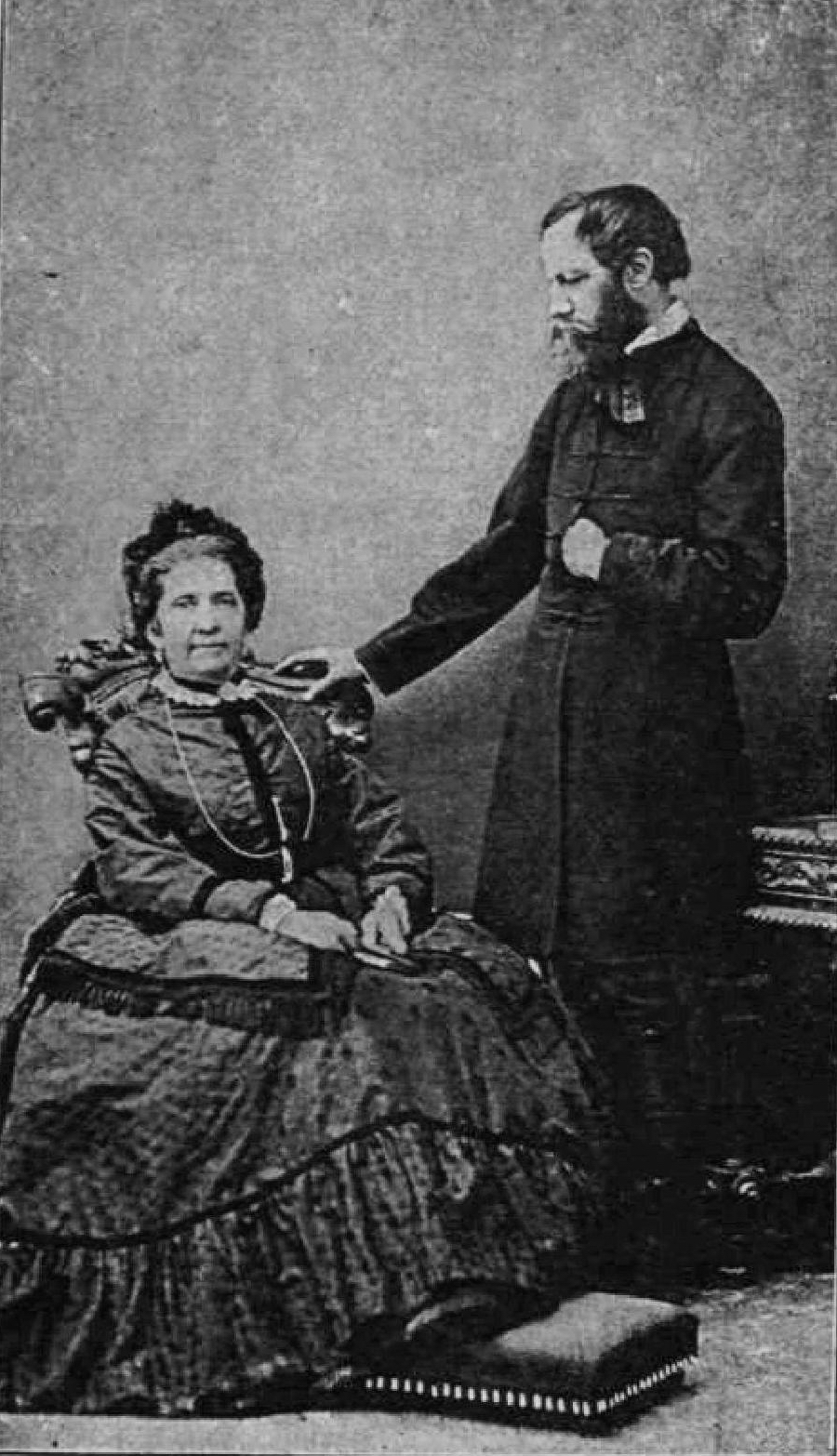
Jókai és Laborfalvi Róza egy 1873-as fényképen

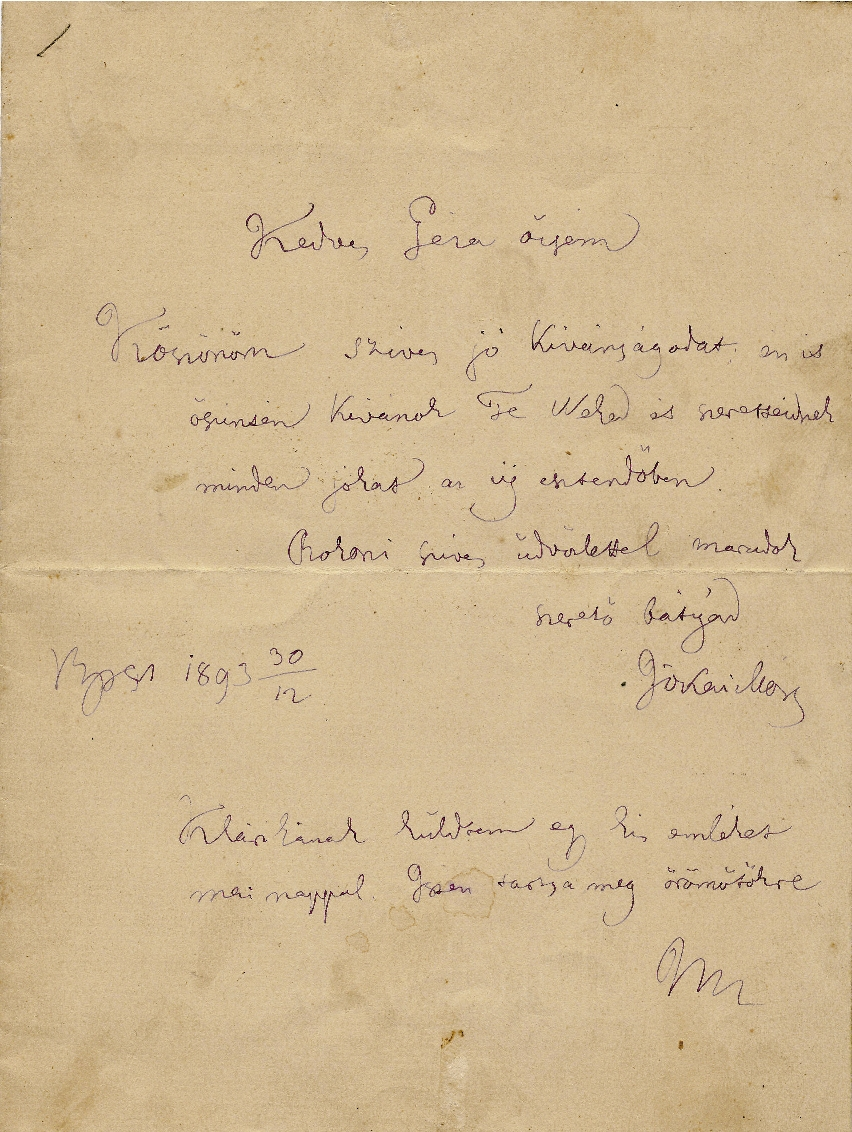
Jókai Mór egyik kézzel írott levele 1893-ból

1886. november 20-án vesztette el nejét, Laborfalvi Rózát, s ettől kezdve fogadott leánya (Laborfalvi Róza unokája), Jókai Róza (Benke Róza leánya) házában élt, aki Feszty Árpád festőművész felesége volt. Később Olaszországban keresett vigaszt.
Jókai költészete a haza határain túl is hódított, és terjesztette a magyar név becsületét Európa minden népe között. A külföldi kritika a legnagyobb elismeréssel szólt humoráról, a magyar népéletet és társadalmat festő alkotásairól. Bírta a munkát, mert örömét lelte benne; életmódja juttatott reá időt. Gyermekkorától fogva minden nap hajnalban kelt fel, és dolgozott tíz óráig; azután jöttek – mint maga mondta – a „nobile officiumok”. Egy nyomtatott ívet is megírt egyhuzamban. Egyszerre több munkán dolgozott, és egyik fáradtságát úgy pihente ki, hogy másra tért át. Volt súlyos beteg is, vért hányt, de ő ebben az állapotban is írt. Egyébiránt egészséges szervezete volt; tornázott, kitűnően lőtt és vívott. Két párbaja volt mint szerkesztőnek: az egyik karddal Bulyovszky Gyulával, a másik pisztollyal Pulszky Ferenccel; amaz az ellenfél megsebesülésével, emez minden baj nélkül végződött.
Művészi ügyessége nemcsak a rajzolásban és festésben tűnt ki, hanem a műfaragásban is. Senkitől sem tanulta, de pompás dolgokat készített fából, elefántcsontból. Fogságában felesége mellképét faragta ki hársfából, meglepő hűséggel. Mint igazi költő, rajongott a természetért. 1853-ban a Svábhegyen megvett egy kétholdas, addig kőbányának használt üres telket. Ebből a sivár helyből gyönyörű kertet, szőlőt csinált ő maga, házat épített és egész kis gazdaságot rendezett be rajta. A gyümölcstermesztés egyik szenvedélye; a siker e téren büszkesége lett. Hosszú évekig élvezte zavartalanul az idilli magány boldogságát, mindaddig, amíg erdős, regényes szomszédságát szőlőheggyé nem alakították. Ekkor a kocsmai kurjongatás kezdte felverni a tájék csendjét, és ő fájó szívvel bár, megvált egy időre a drága tanyától. Balatonfüreden vett villát, és ott töltötte a nyarat, egészen neje haláláig. Ekkor eladta a nyaralót, és az azóta megváltozott svábhegyi viszonyok ismét lehetővé tették, hogy az ő régi kedves helyére vonuljon vissza, ahová a főváros zajából az ő módja szerint pihenni, azaz dolgozni menekült.

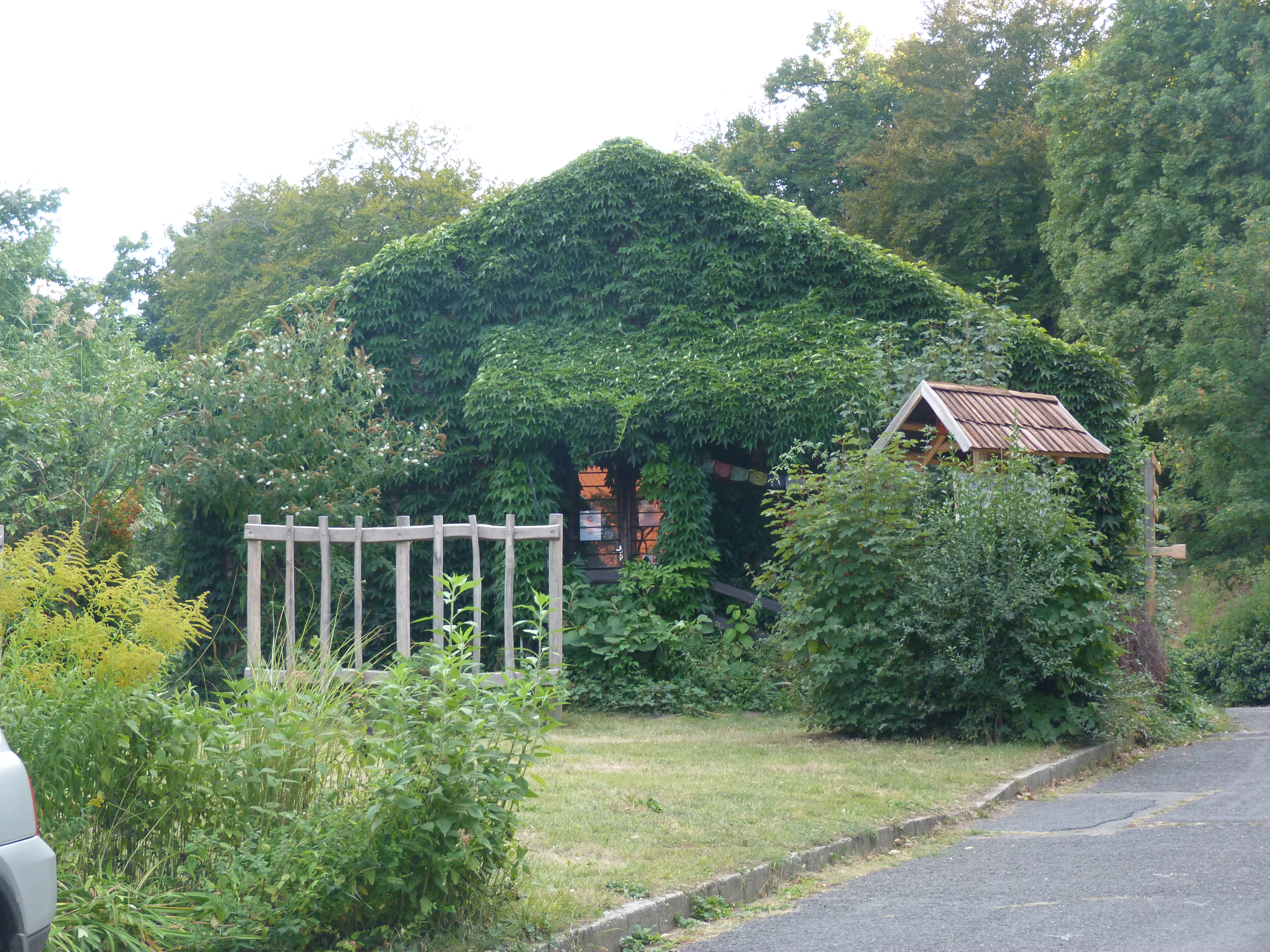
Jókai kertje a Svábhegyen

Állandó fővárosi lakása a Bajza utcában veje Feszty Árpád festőművész villájában, szerető rokonok közt volt. A természettudományokat behatóan tanulmányozta; mint botanikus jóval többre vitte a dilettánsnál. Különös szeretettel foglalkozott a tengeri csigákkal, melyekből ritka szép és értékes gyűjteménye volt. Különben természettudományi ismereteit kamatoztatta nem egy regényében. Számos kitüntetés közt, uralkodói kegyekben is nagy mértékben részesült. A királyné a koronázás idején gyönyörűséggel olvasta műveit, és érdeklődött a költő személye iránt is. Jókai Deák Ferenctől tudta meg ezt, és 1869-ben megjelent regényét, a Szerelem bolondjait személyesen nyújtotta át őfelségének. 1876-ban a királytól a Szent István-rend kiskeresztjét kapta. 1885-ben Habsburg–Lotaringiai Rudolf osztrák–magyar trónörökössel ismerkedett össze. Ekkor indult meg ugyanis Az Osztrák–Magyar Monarchia Írásban és Képben c. vállalkozás; a trónörökös Jókait bízta meg a magyar kiadás szerkesztésével és ez a munka gyakrabban hozta őt érintkezésbe a nagyra hivatott fejedelmi sarjjal, akinek váratlan halála mélyen lesújtotta. Kegyeletének méltó kifejezést adott az Akadémián fölötte május 5-én tartott beszédében. A felső-baranyai református egyházkerület 1862-ben világi elnökévé választotta; 1867. január 5-én a Concordia Budapesti Jótékonysági Egylet dísztagjául választotta; a Petőfi Társaságnak megalakulása (1876. január 1.) óta elnöke volt; 1879-ben a Bécsi Egyetemen fennálló osztrák–német olvasókör dísztagjául választotta; 1881. augusztus 20-án Komáromban szülőházát emléktáblával jelölték meg (később azt a házat is, ahol 1826-tól 1841-ig növekedett).
A magyar közélet, irodalom és társadalom megújuló ovációval ünnepelte a költő 50. és 60. születésnapját, de különösen az egész nemzet lelkes részvételével ünnepelték meg 50 éves írói jubileumát. 1894. január 6-án József főherceg védnöksége alatt alakult meg az ünnepet rendező bizottság. Jókait ez alkalommal a kitüntetések egész özönével halmozták el. Őfelsége a király elismerését és jókívánságait miniszteri ellenjegyzéssel a hivatalos lap közölte. A királyné, Stefánia özvegy trónörökösné, József főherceg, Ferdinánd bolgár fejedelem üdvözlő leveleket intéztek hozzá. A szerb király február 7-én a Szent Száva-rend nagykeresztjét küldte meg neki; a budapesti Királyi Magyar Tudományegyetem február 19-én tiszteletbeli bölcsészdoktorrá avatta. A városok, Budapest székesfővárossal élükön, díszpolgárukká választották; az irodalmi, tudományos, közművelődési és egyéb testületek, kormány, törvényhatóságok és városok díszoklevelekkel és üdvözlő iratokkal tüntették ki. Magyar hölgyek, művészek, különféle társulatok értékes ajándékokkal, albumokkal árasztották el. Az ünnep maradandó emlékéül létesítették összes műveinek nemzeti díszkiadását, amely magába foglalja összes szépirodalmi munkáit 100 nagy kötetben, Révay Mór János szervezésében. A nagyszabású vállalkozás, melyre 200 forintjával hirdettek előfizetést, a legnagyobb sikerrel járt; a feltételezett ezer előfizetőnél jóval több gyűlt össze, a számuk csakhamar hatezerre nőtt, mire 60 kötet megjelent. Ezáltal a rendezőbizottság a jubileum napján átadhatta a költőnek az előfizetési összeg felét, 100 000 forintot mint nemzeti tiszteletdíjat. A sorozat végül 1898-ban zárult, a századik kötettel.
1894. április 1-jén, Kossuth Lajos temetésén – az uralkodó irányában viselt lojalitása ellenére – gyászbeszédet mondott. A Sárga rózsa c. művével elnyerte a Péczely-jutalmat.
1895-ben a sovinizmus és a háborús uszítás ellen mondott beszédet az Interparlamentáris Unió brüsszeli kongresszusán, ami egyben öregkori békebarát tevékenységének csúcspontját is jelentette. 1896-ban a karcagi választásokon megbukott, 1897-ben Ferenc József főrendiházi taggá nevezte ki.

### Második házassága

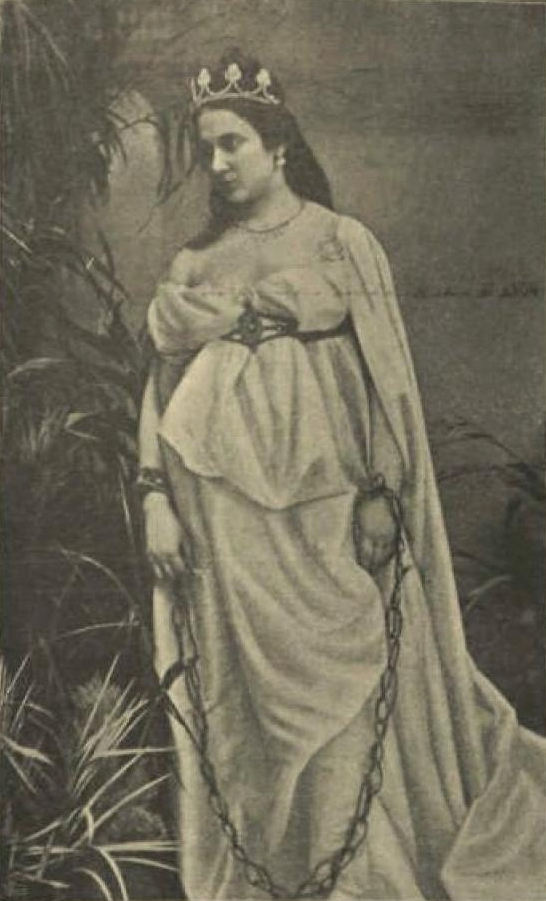
Nagy Bella, házasságkötésük évében

1897 tavaszán bekopogtatott Jókaihoz egy fiatal lány, aki előadta, hogy színésznő szeretne lenni, azonban szülei nehéz anyagi helyzete nem teszi számára lehetővé, hogy a színiiskolai tandíjat kifizessék. Arra kérte az írót, hogy hallgassa meg szavalását, s ha arra méltónak találná, pártfogolja őt művészi tanulmányaiban. Nagy Bella elszavalta a Tetemre hívást, s amikor befejezte, Jókai homlokon csókolta a lányt. Segítségével bejutott a Nemzeti Színházba, ahol ösztöndíjasként tanult, de tanárai nem látták benne az elhivatottságot. Ekkor az író elintézte, hogy a lány Rákosi Szidi iskolájában képezhesse magát tovább, tandíjmentességet élvezve.
Nagy Bella ezután főleg Jókai darabjaiban lépett fel az óbudai színházban és a krisztinavárosi Fővárosi Nyári Színkörben, az író pedig minden szereplését megnézte. Ő hívta fel a lapok figyelmét is a lányra, s már azt is rebesgették, hogy nem csupán pártfogás ez az író részéről, hanem szerelem bontakozik ki kettejük között. Fesztyék és Hegedűs Sándorék a házasság hírének szárnyrakapását követően cáfolatot jelentettek meg a lapokban. Családja azon volt, hogy Jókait megingassa elhatározásában, s Nagy Bellát, hogy tegyen le róla.
Jókai viszonya Benke Róza lányával időközben megromlott, mert az idős író 1899. szeptember 16-án Budapesten, a Terézvárosban feleségül vette az akkor húszesztendős Nagy Bellát, aki egy Grósz nevű, szegény zsidó szatócs lánya volt. Adatok mutatnak arra, hogy az ara gyermeket is várt ekkor, s tán nem is a 75 éves írótól. A felek a terézvárosi elöljáróságtól igazolást kértek, hogy három hónapnál régebben laknak a VI. kerületben, ám a házasságkötési szándék kihirdetése alól Jókai felmentést kért, amelyet a helyettes polgármester meg is adott.

„Míg végre 1899 őszén szeptember 16-án kipattan minden. A lapok a leghitelesebb formában meghozzák a hírt, hogy a hetvennégy éves aggastyán megházasodott, elvett egy fiatal színésznőt, Grósz Bella kisasszonyt. Az egész országon végigszáguldott a villám gyorsaságával a pikáns hír. És feltárultak egész meztelenségükben a kínos családi jelenetek, melyek azt megelőzték, a baráti közbelépések és minden egyéb, ami azzal összefüggött, végighurcolva a dicsőségtől körülragyogott emberi főt a parázna beszédek, gúnyos tréfák kloákáján. Minden jobbérzésű embernek fájdalmat, lehangoltságot okozott ez.”

– Mikszáth Kálmán: Jókai Mór élete és kora

Az eseményt a közvélemény is óriási felháborodással fogadta. Az olvasóközönség egy része regényeit a fiatal zsidó színésznővel kötött házassága miatt nem vásárolta, csökkentek az eladott példányszámok. Feszty Árpádné Jókai Róza az író követésére magándetektívet akart fogadni és gondnokság alá kívánta helyezni Jókait.

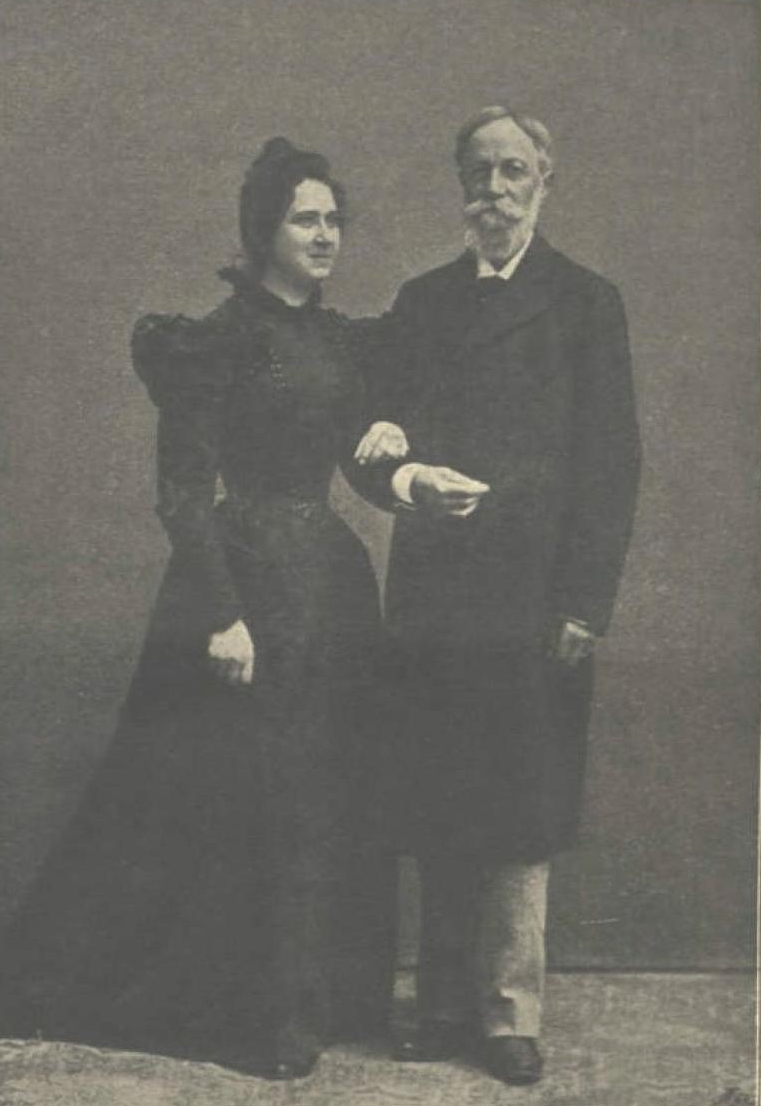
Jókai és neje, Nagy Bella 1899-ben, olaszországi nászútjuk során készült fényképen. Jókai a képről a következő tréfás megjegyzést tette: „A nápolyi fényképész ugyancsak becsületes ember volt; engem húsz évvel fiatalabbá tett, nőmet tízzel öregbítette s így harmincz évvel közelebb hozott egymáshoz”

A család nyilván nem nézte jó szemmel a százezres várható örökségük füstbe menetelét, de a párocska nem törődött a támadásokkal, elköltöztek Fesztyéktől, majd számos külföldi utazáson vettek részt. Bécsen át utaztak Olaszországba, nászútjukról Nápolyban készült az említett és mellékelt fényképfelvétel.
Jókai töretlen lendülettel írta regényeit, mint Az én életem regénye, A mi lengyelünk, Ahol a pénz nem isten (amelyhez János Szalvátor főherceg adta az ihletet) vagy A börtön virága, bár ezek színvonala már nem érte el a korábbi remekművekét.

### Az ünnepelt írófejedelem
1900. május 28-án feleségével, Bellával közösen útnak indult, hogy ellátogassanak a párizsi világkiállításra, a francia írók is fogadták Jókait. 1901–1902 telén feleségével Abbáziában jártak.
1902 októberében Jókai és felesége Kolozsvárra látogatott, mivel hivatalosak voltak a kolozsvári Mátyás-szobor leleplezési ceremóniájára. Kolozsvár népe nagy ünnepséggel és ujjongással fogadta az írót, amikor a város díszhintóján végighaladt az utcákon. Tiszteletére még aznap este fáklyás zenés felvonulást tartott az ifjúság. Díszvendégként volt jelen október 12-én a szobor felavatásán.
Somogyi Károly, a nagyváradi színház igazgatója is értesült az utazásról, és Budapestre ment, hogy személyesen kérje meg Jókait: látogasson el színházába, ahol az ő tiszteletére fog előadást rendezni. Meg is állapodtak, hogy a visszaúton Nagyváradon is megállnak. Október 13–14-én tartózkodott Jókai és neje Nagyváradon. Miután vonatjuk befutott az állomásra, ott is lelkes fogadtatásban volt részük. Este a színházban a Szigetvári vértanúk volt műsoron, az előadást követően bankettet is tartottak. Számos embert mutattak be az írónak, köztük az ifjú költőt, Ady Endrét is. Másnap Jókai és felesége kocsira szálltak, és ellátogattak Püspökfürdőre, majd ezután következett a búcsúzkodás. Ekkor Jókai megcsókolta Adyt, és ezeket a szavakat intézte hozzá: „Amit rólam írtál, a mélyen érző igazi költő írása volt. Meg fogom őrizni írásodat s az emlékedet is halálomig.”
1903-ban már ritkán mutatkozott a nyilvánosság előtt, legfeljebb a közgazdasági társaságok üléseire ment el. A Svábhegyen és Balatonfüreden töltötte a nyarat, télen pedig Abbáziába vagy a Riviérára utazott.

### Utolsó útja
Én, alulírott dr. Jókai Mór a mai napon a következő végrendeletet teszem: Lelkemet Istennek, poraimat az anyaföldnek ajánlva, teljesen ép elmével és testi jó egészségben, minden külső kényszerítés vagy befolyás nélkül vagyonomról eképen intézkedem elhunytom esetére: Miután fogadott leányomat, Feszty Árpádné Jókai Rózát az őt megillető köteles részen túl is már életemben kielégítettem, különben is részéről életemben sok keserűséget szenvedtem: annál fogva elhalálozásom esetére minden ingó és ingatlan vagyonom és járandóságom öröklésére nézve, általános és egyetlen örökösömmé szeretett feleségemet, dr. Jókai Mórné, született Grósz Bellát nevezem ki. Ezen végrendeletemet saját kezűleg írtam és aláírtam.

Kelt Budapesten, 1903. február 20-án.

Az író és neje Nizzába indult, ez volt utolsó közös útjuk, amely közel fél évig tartott. A városban 1903. november 21-től 1904. április 17-ig tartózkodtak, a mellkasi fájdalmakra panaszkodó Jókaira gyógyító hatással volt a tenger, a látvány és a klíma. Nagy Bella így írt az ott-tartózkodásukról: „Az uramnak olyan jót tett a múlt télen az Adria, hogy azt gondoltuk, most hosszabb időt fogunk ott tölteni… Voltak párizsi ismerőseink, akik a telet mindig Nizzában töltötték, azoknál érdeklődtünk, s a vége az lett, hogy elindultunk ismét háztartással telelni Nizzába. Előbb a Grand Hotelban szálltunk meg, és onnan indultam egy párizsi barátnőmmel háznézőbe. Találtunk egy szép házat a tengerparti Promenade des Anglais 67. szám alatt. A ház nagyon kényelmesen volt berendezve, minden szobában volt kandalló. És az uram nagy élvezettel szokta nézni a lángoló fahasábokat…” A Magyar Nemzet 1904. január 16-ai száma közölte a nizzai élményeket Jókai egy jó barátjának küldött levelében: „Soha életemben ilyen boldog karácsonyt nem ünnepeltem meg, mint az idén Nizzában. Meleg napsugártól, még melegesebb szeretettől körülsugározva, családom körében töltöttem az öröm-árasztó ünnepet. Nem lakom bűzös penzióban; hanem egy előkelő palotában, melynek egész emeletét bérlem. Azt a nőm választotta ki, gondos utánjárás mellett a város legdíszesebb pontján, a Promenade des Anglais mentén, a tengerparton. Kényelmes otthont kívánt nekem teremteni, ahol testem-lelkem megújulhat. Itt mindent megtalálok, ami az úri komforthoz kívánatos… Én minden este azzal az imádsággal hajtom fejemet álomra s azzal ébredek fel: „Adjon az én Istenem Atyám az én szeretett nőmnek, Bellának s az én hazámnak, Magyarországnak boldog jövendőt!” Jókai Nizzában is ugyanazon napirend szerint dolgozott mint otthon: hajnalban kelt és délelőtt tíz óráig írt. Fiatalkori barátjával, a Nizzában lakó Türr Istvánnal is sok délutánt töltött együtt, régi emlékekről beszélgettek.
Jókai nizzai üdüléséből Kun Árpád a csodagyerek címmel küldött cikket a kilencesztendős hegedűvirtuóz játékáról a Magyar Nemzet c. lapnak, amit a Vasárnapi Újság 1904. április 17-ei száma is átvett. Jókainak utolsó írását, A férj kabátja c. elbeszélését a Vasárnapi Újság közölte már az író halála után, 1904. május 29-én. Mikszáth Kálmán a következőket írta erről: „Ez volt egyszersmind utolsó novellája, mert két nagyobb regénybe kezdett, melyeknek egyikéből negyven oldal maradt, a másikból egy oldal.” Nagy Bella így írt férje utolsó heteiről: „Jókai nagyon jól érezte magát Nizzában. Napfényes időben mindig nyitott ablaknál dolgozott, ahonnan látta a tengert… Ismerősök, akik Jókait régebbről ismerték, és Nizzában is találkoztak vele, nem győzték dicsérni rugalmas frissességét és napbarnította arcszínét. Ezerkilencszázhárom novemberétől ezerkilencszáznégy áprilisáig voltunk Nizzában, s Jókai olyan jól érezte magát, hogy elhatározta, hogy ezután minden telet Nizzában fogunk tölteni. Amikor Bertiesné 1904 áprilisában búcsú-összejövetelt adott tiszteletünkre, egy pohárköszöntőt valaki azzal fejezett be, hogy viszontlátásra jövő évben. Nem jövő évben – mondta Jókai –, hanem még az idén, mert novemberben újra itt leszünk. A sors sajnos másképp döntött…”

### Halála

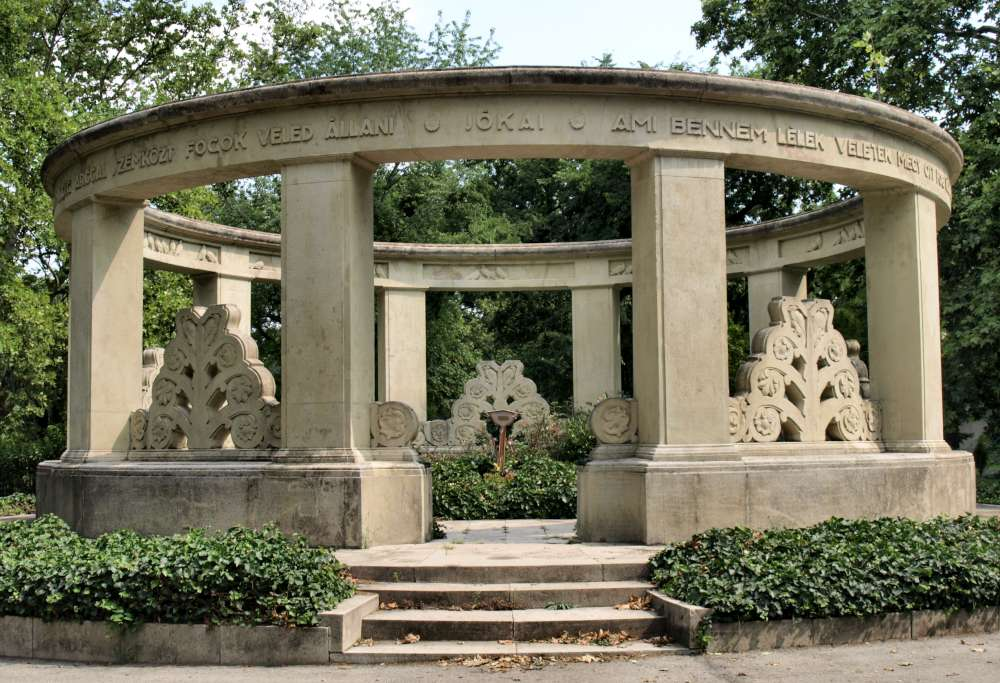
Jókai Mór síremléke, Kismarty-Lechner Jenő és Füredi Richárd alkotása. A síremlék az író születésének századik évfordulóján kiírt pályázat után, 1928-ban készült el. A tervezésnél figyelembe vették Jókai azon kívánságát, hogy sírhantja felett ne legyen kő (Budapest, Kerepesi temető)

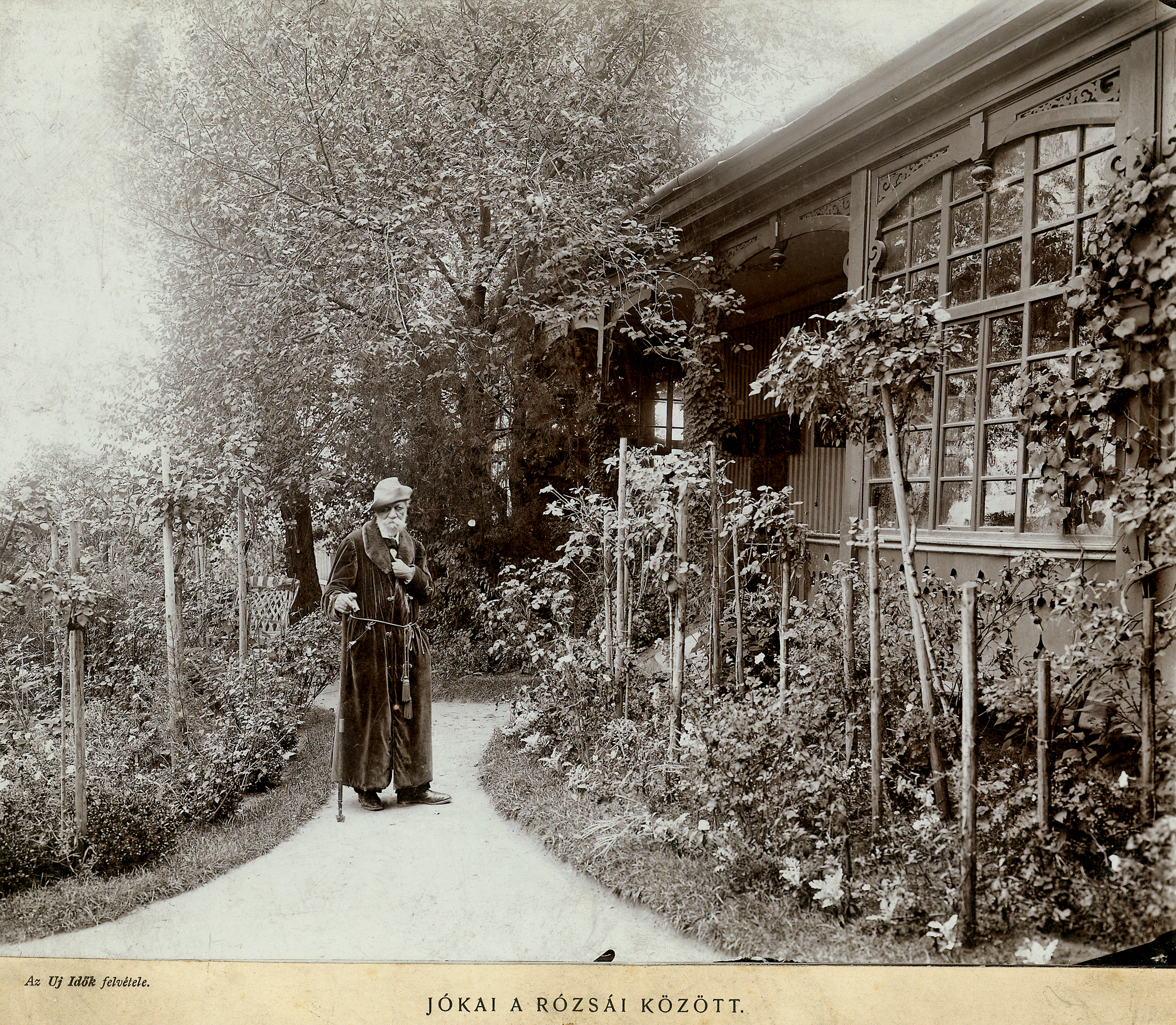
Jókai Mór svábhegyi nyaralójának kertjében, 1900 körül

Jókai 1904 tavaszán Nizzából hazatérve megfázott. 1904. május 5-én reggel kikerestette A lőcsei fehér asszony című művét könyvtárából, amit színműnek akart átdolgozni, de a belelapozást követően már nem volt ereje foglalkozni vele. Délután meglátogatta Beöthy Zsolt is, akivel elbeszélgetett, az ő távozása után elaludt. Este hat órakor ébredt fel, és panaszkodott gyöngeségére, kérte, hogy nyissák ki az ablakot. Ezután elkérte a hogyléte felől tudakozók névjegyét, hogy megnézze őket. Nyolc órakor Korányi Frigyes és Stricker Mór mellhártyaizzadmányt diagnosztizáltak Jókainál, aki azonban nem panaszkodott fájdalomra. Este 9-kor még hozzáigazította óráját a lakásban található többihez, letette az éjjeliszekrényre, és percekig hallgatta. Majd annyit mondott: „Aludni akarok”, s fokozatosan elhagyta ereje. Életének 80. évében hunyt el, tüdőgyulladásban.

### Temetése
Örök nyugalomra a Kerepesi temetőben helyezték, 1904. május 9-én, délután, végső nyughelyére ezrek kísérték, a menet a Múzeum előcsarnokából indult. A királyt Apponyi Lajos udvarnagy képviselte, jelen voltak miniszterek, a parlamenti tagjai, a vármegyék és városok küldöttségei. Tizenkét szekér vitte a koszorúkat a halottaskocsi után. Többen is megemlékeztek róla a Múzeumban és a temetőben is, az utolsó beszédet Tuba János mondta, aki egy láda Komáromról hozott földet bocsátott le az író sírjába. Jókai első fejfáját saját háza kapufélfájából készítették, miképpen azt végrendeletében meghagyta. 1928-ban Kismarty-Lechner Jenő és Füredi Richárd tervei alapján épült köréje impozáns síremlék.

### Az örökségi per
Jókai Mór végrendeletének kihirdetésére 1904. május 11-én került sor, a budapesti VII. kerületi járásbíróságon. Ebben az író általános és egyetlen örökösének feleségét, Grosz Bellát nevezte meg. Fesztyné Jókai Róza 1905-ben megtámadta a végrendeletet a Budapesti Királyi Törvényszéken, kérte annak semmissé tételét az özvegyi jog érdemtelensége okán. Füredi Mórral, ügyvédjével indítványozták azt is, hogy tanúkat is meghallgassanak az ügyben, akik azt voltak hivatottak bizonyítani, hogy Grosz Bella férjét ütötte, „legyalázta, leköpte, öngyilkossági kísérletig üldözte, ruháitól megfosztva fogolyként elzárta, éheztette…”, egyúttal elismerték, hogy nem rendelkeznek bizonyítékkal afelől, hogy a végrendelet leírása előtt vagy közben a feleség fizikai kényszert alkalmazott volna. Ellenben Jókai Róza azt állította: „ki tudom mutatni, hogy megtévesztette őt felőlem való véleményében, hogy azt szuggerálta neki, hogy tébolydába akarom záratni…”. Jókai Róza 1907-ben visszavonta keresetét, majd peren kívüli egyezséget kötött, melynek értelmében Grosz Bellát arra kötelezte, hogy minden évben számoljon el a Jókai-jogokból befolyó bevételekkel, melyekből tíz százalék Jókai Rózát illeti. Az 1920-as években Jókai Róza megint beperelte az özvegyet, amelynek 1927-ben újabb megállapodás lett a vége. Jókai Róza 12 ezer pengőt kapott, és cserébe egyszer s mindenkorra lemondott a húsz évvel korábban megszerzett részesedéséről.

## Romantika, realizmus

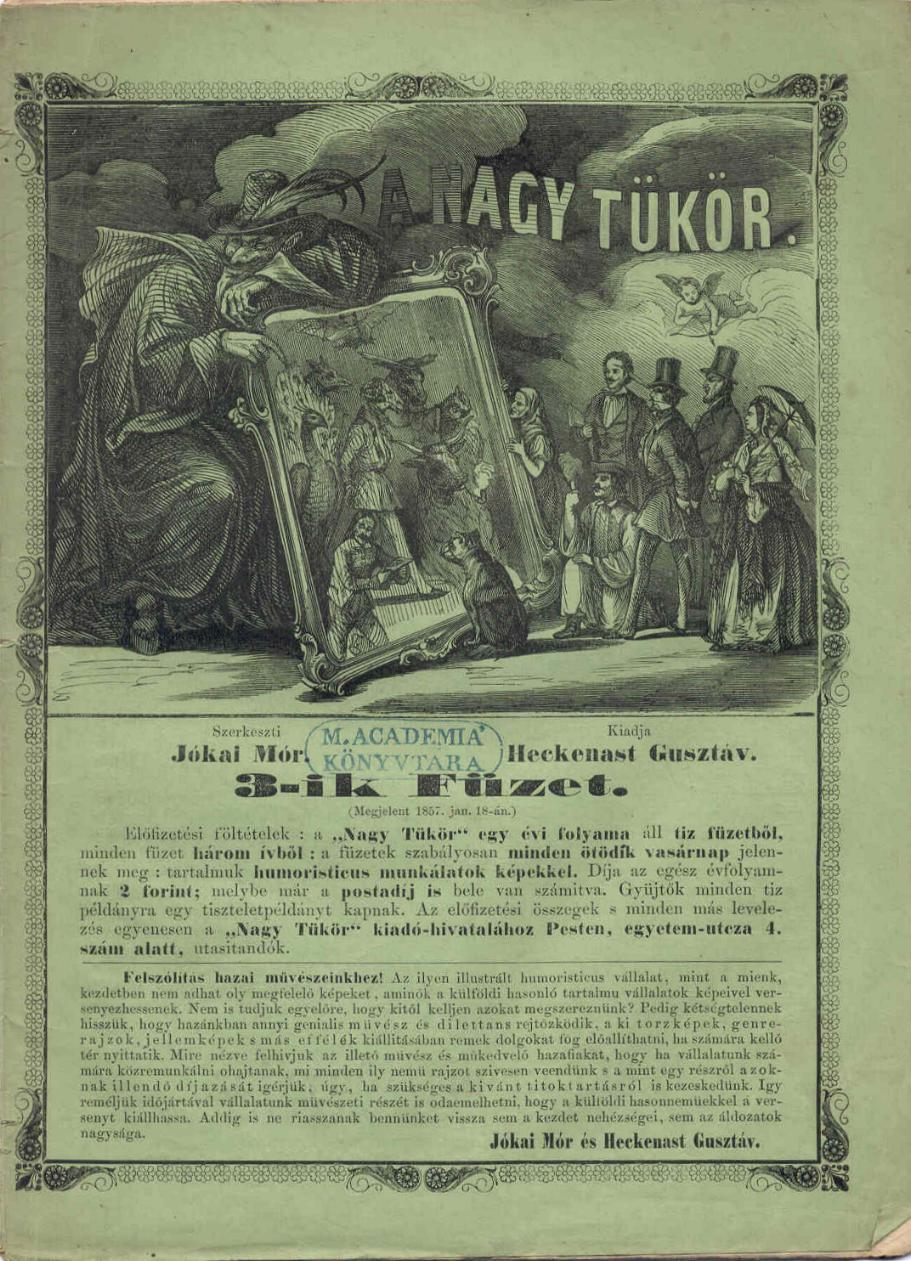
A Nagy Tükör, 1857. 3. Füzet

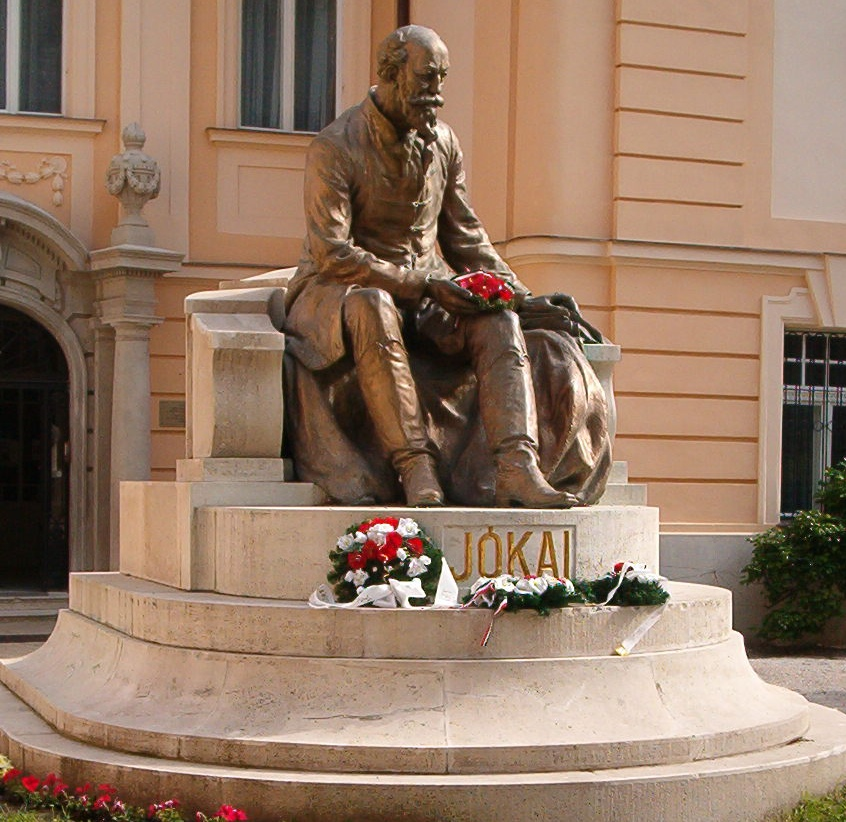
Jókai Mór szobra szülővárosában

Jókai regényeinek befogadását, értelmezését a keletkezésüktől az utóbbi évtizedekig a realista és a romantikus stílus kettőssége határozta meg. Már kortársai, Gyulai Pál és Péterfy Jenő is az angol  és francia realizmushoz viszonyítva marasztalták el Jókait. Ez az elgondolás arra épít, hogy a realizmus korszerűbb, így magasabb értékű a romantikánál. A Jókai-szakirodalmat ez a megközelítés csaknem a mai napig meghatározza, Németh G. Bélának a hetvenes években íródott áttekintő munkája is a romantikától a realizmusig tartó átmenetként írta le a 19. század második felének irodalmát. Jókai hívei ezzel az elgondolással szemben fogalmazták meg a saját érveiket, ez ellen próbálták megvédeni a szerzőt. Egy részük évtizedeken keresztül azt bizonygatta, hogy Jókai ösztönös művész, természet adta nagy mesemondó, akit nem lehet ezeknek a stílusoknak az összefüggésében megítélni (sőt, bizonyos mértékben szerintük Jókai felette áll mindenféle ítéletnek, elemzésnek), mások pedig igyekeztek minél több realista elemet kimutatni Jókai műveiben, hogy megvédjék őt a leértékeléstől. Barta János pl. azzal védte az írót: igaz ugyan, hogy nem reális, amit ír, de az élettől mégsem szakad el, hiszen nála a hősök magát az életet emelik fel önmaguk fölé. Az újabb értelmezések arra törekednek, hogy ne csupán a romantika és a realizmus kettősségében értelmezzék Jókai műveit, hanem új nézőpontokból vizsgálják azt, pl. a szerző iróniáján keresztül, vagy a történetmondás összetettsége, többrétegűsége alapján, amely szempontokból Jókai inkább a kortárs, posztmodern irodalommal rokonítható.
A romantikus jegyek
- A romantika elsősorban a főhősök ábrázolásában mutatkozik meg: Jókai hősei vagy rosszak, vagy jók. Ez ellentétben áll a realizmus alkotásmódjával, amely szerint az ember rendkívül összetett lény, a jó és rossz tulajdonságok egyszerre találhatók meg benne, a társadalmi konvenciók, a neveltetés, a környezeti adottságok az ösztönök együttesen határozzák meg. Jókainál a hősök viszont változatlanok, és a legnehezebb szituációkból is lelkileg tisztán, romlatlanul kerülnek ki (pl. Evila a Fekete gyémántokban).
- A hősök általában valamilyen nagy ügyet szolgálnak, legtöbbször valamilyen nemzeti ügyet. A főszereplőkben a jó és a rossz csap össze, ami miatt a küzdelem mitikus nagyságúvá emelkedik. Sőtér István megfogalmazásában „Szentirmay Rudolf és Abellino: Isten és ördög hatalmas párbajának részesei. […] Jó és rossz küzdelme az egész világot áthatja Jókainál”.[45]
- Romantikus Jókaiban a nagyszabású tablók, természetképek, csatajelenetek festése is. Vonzódik a katasztrófák leírásához, mint pl. a Kárpáthy Zoltán árvize vagy a Nincsen ördög szörnyű vonatbalesete. A kőszívű ember fiainak csatajeleneteit Sőtér István szerint olyan erős pátosz jellemzi, amit már nem lehet tovább fokozni: Jókai „a romantikus nagyzenekar minden hatását túlszárnyaló pátosszal festi alá a királyerdei ütközet képét: a magyar szabadságharc hőseit a stílus viharzó trombitaszava ünnepli.”[46]
- Romantikussá teszi Jókait a meseszerűhöz, a fantasztikushoz, a bizarrhoz, a kísértetieshez való vonzalma is.
- A romantikára jellemző az egzotikum kedvelése, a távoli kultúrák, főleg a mesés kelet iránti vonzalom. Ez a vonzódás megtalálható Jókainál is, pl. a török világgal foglalkozó regényeiben (Janicsárok végnapjai, Török világ Magyarországon, A fehér rózsa).

Realizmus

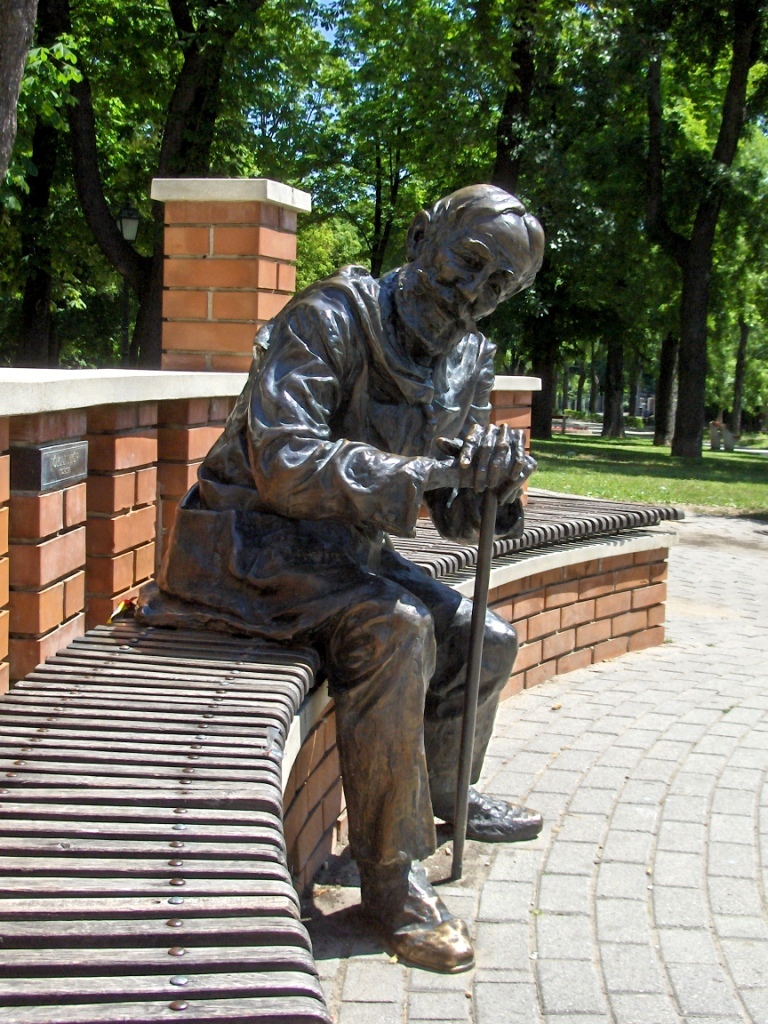
Szobra a Svábhegyen

- A realizmus a szakirodalom szerint Jókai anekdotizmusában és a zsánerképek rajzában (vagyis a népies életképekben) mutatkozik meg. Míg Jókai a főszereplőket erősen stilizálva rajzolja meg, addig a mellékszereplőkben egy-egy jellegzetes (legtöbbször népies) alakot mutat be, az életképekben pedig a nép környezetét, tevékenységi formáit, gondolkodásmódját mutatja be. Jókai népiessége és realizmusa ezek szerint egy tőről fakadnak. Németh G. Béla szerint ilyen szempontból Jókai ugyanazt valósította meg a prózában, amit Petőfi a lírában.[47]

## Regényeinek további jellemzői

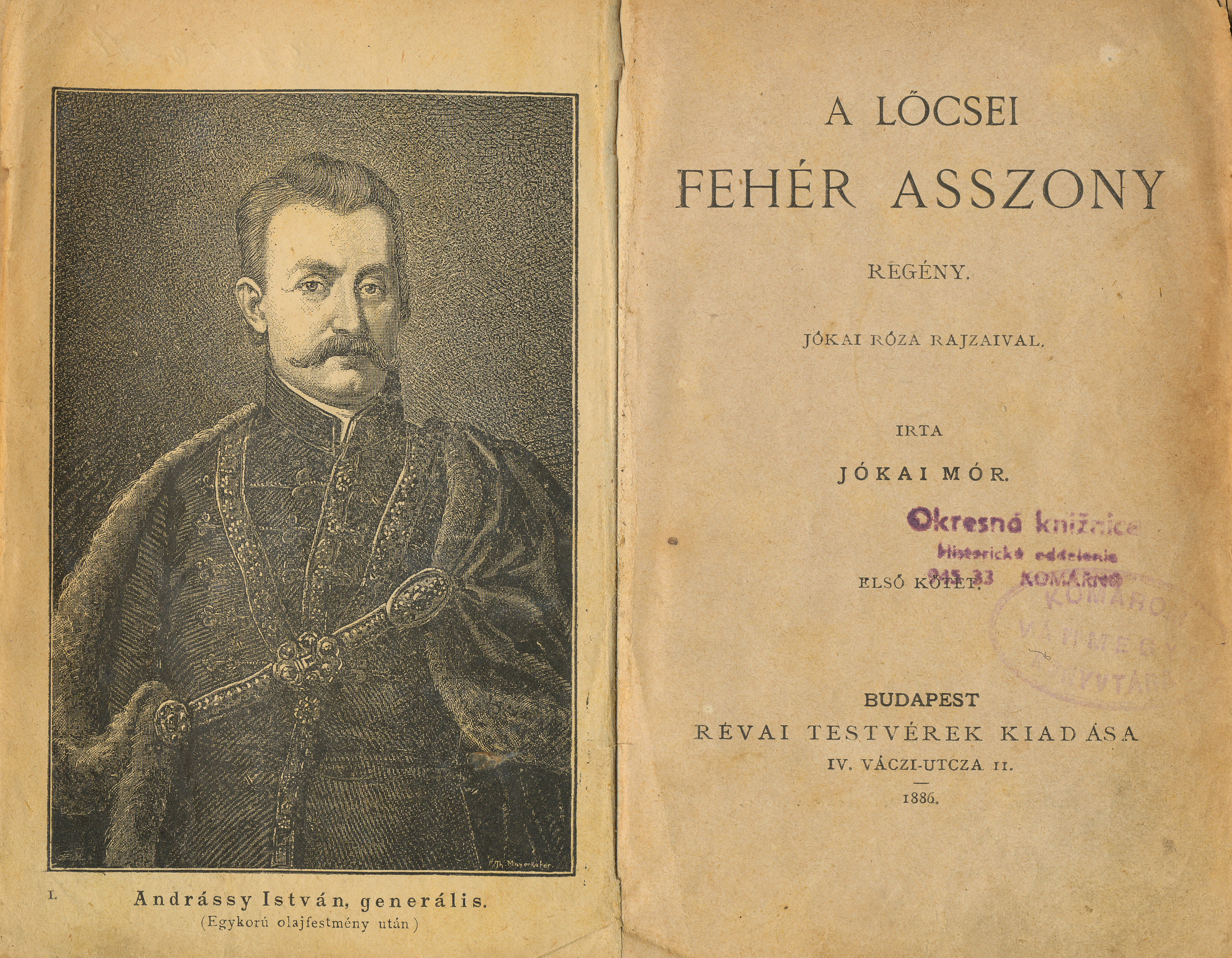
A lőcsei fehér asszony címoldala

- Művészetének legszembeötlőbb jellegzetessége a cselekményesség, a fordulatos, váratlan meglepetések sokaságát tartalmazó meseszövés. Jókai ennek rendeli alá a regények és novellák többi összetevőjét, mint pl. a jellemek megrajzolását, a környezet megjelenítését. A regények cselekménye gyakran több szálon fut, és az sem ritka, hogy egy hosszabb kitérő keretében, visszamenőleg elmeséli a történetbe újonnan bekapcsolódó szereplő korábbi élettörténetét.[48] A cselekmény általában nagy időtartamot, több évet fog át, de gyakoriak az olyan regények is, amelyek egy egész életpályát mesélnek el (Mire megvénülünk; Az arany ember; A kiskirályok; Enyém, tied, övé).[49] A romantikus meseszövés jellegzetes eszközei a nagy leleplezések is, amikor „egészen más megvilágításba kerülnek az elbeszélés korábbi mozzanatai, mint eleddig láttuk őket: feltárulnak az ellenségeskedések, szenvedések titkos, az olvasótól nem ismert rugói, lehull a színlelők álarca.”[50] A fordulat épülhet arra is, hogy a szereplő csak hosszú idő után döbben rá azoknak az eseményeknek az értelmére, amelyek vele történnek.[51]
- Szintén kivételes az a gazdagság, amit Jókai művészete a környezet, a tájak, kultúrák festése terén mutat: „Tájleírásaival végigvezet a történelmi Magyarország regényes vidékein a Fertőtől a Szent Anna-tóig, az Al-Dunától a Tátráig, de azonfelül bejárja mind az öt világrészt, a jövő századot vagy akár a pliocént (Fekete gyémántok).[52]
- Jókainak már kortársa, Gyulai Pál szemére vetette nagy hiányosságát, a főszereplők jellemének kidolgozatlanságát, sablonosságát: „Személyei nem annyira jellemrajzok, mint inkább középszerű színészek szereplései. Sajátságos, bizarr jelmezekbe öltözteti őket, erősen kitömve, vastagon kifestve. Amelyik szép, az szebbnél szebb akar lenni, a rút a rútnál rútabb, a béna bénánál bénább, a vitéz vitéznél vitézebb, a bohó bohónál bohóbb.”[53] Jókai karakterei kevéssé egyénítettek: vagy makulátlanul jók, vagy mindenestül rosszak. A pozitív hősök nem ismernek lehetetlent, bátorságuk és találékonyságuk mellett morálisan feddhetetlenek, a tudományban és művészetben egyaránt jártasak. Kárpáthy Zoltán pl. a legkevésbé sem kelti valóságos ember benyomását: alakja a regény nemes, de nagyon didaktikus alapgondolatát (a nemzeti közösségért való küzdelem fontosságát) hivatott bemutatni. Jókai regényeiből hiányzik a pszichológiai részletezés, ami meghatározó a kortárs angol és francia realizmusban. A hősök cselekvése, érzelmei, személyiségük változása nincs kellőképpen megindokolva. Gyulai egyik példája[54] erre a Szerelem bolondjai, ahol Harter Elemér elválik fiatal feleségétől, majd a válás után, amikor a nő férjhez megy egy másik férfihoz, őrülten beleszeret. Regénybeli cselekvését ez a szerelem motiválja, ám semmit nem tudunk meg arról, miért vált el a feleségétől, és mi miatt szeretett bele újra. Szintén nincs megmagyarázva a lélektani változás az Enyém, tied, övé c. regényben, ahol a főszereplő Áldorfay Ince a szabadságharc hőséből korrupt politikussá, majd fiatal nő bolondjává válik. Önarcképnek szánhatta.
- A szakirodalom egyetért azonban abban, hogy a főalakok egysíkúsága mellett Jókai remek mellékszereplőket alkot. Ilyen feledhetetlen mellékszereplők komikus oldalon Tallérossy Zebulon A kőszívű ember fiaiból vagy az öregkorában is az anyja kicsi fiát játszó, selypítve beszélő Béni bácsi az Eppur si muove c. regényből, illetve a negatív oldalon Abellino az Egy magyar nábobból.
- Jellemző Jókaira, hogy a regény műfaji megnevezés alatt futó művekben valójában nagyon sok műfaj jellegzetességeit keveri. Fontos szerepet játszik ezek között az anekdota: regényei gyakran anekdoták laza füzéreként állnak össze. Mikszáth is kiemelte Jókai-kötetében, hogy az alkotó hajlamos inkább a részletekre koncentrálni az egész helyett: ha egy mellékszál írásakor elragadja a fantáziája, akkor azt alaposan kidolgozza, lemondva közben a regény egész szerkezetének zártságáról, egységéről, kerekségéről. Kései korszakában jelen van a pikareszk, ahol „főhőssé válik a rokonszenves, tág lelkiismeretű csibész, kinek kacskaringós életútját csaknem teljesen végigkövetjük.”[55] (Egy hírhedett kalandor) Műveinek jelentős része történelmi regény, (pl. Erdély aranykora). Szintén megtalálható munkásságában a kalandregény is, pl. a Minden poklokon keresztül. Emellett eposzi elemekkel is gyakran találkozhatunk Jókainál. Meghatározóak a népmesei összetevők is, Sőtér István pl. arról ír, hogy A kőszívű ember fiai a népmesék alapmotívumára épül: ilyen motívum a haldokló apa, illetve a fiúk létszáma, ami a mesék bűvös hármas száma.[56] Fried István hozzáveszi ezekhez még a titokregény műfaját is, mely a világirodalomból leginkább Dickensnél található meg, és az jellemző rá, hogy a főhős sorsának értelme, a háttérben zajló események, összefüggések értelme csak hosszú idő után világosodik meg.[44] Szilasi László hangsúlyozza ezzel kapcsolatban, hogy „a Jókai szövegeknek nincs egy autentikus műfaji modellje. Azok a műfajok, műfaji csoportok, formák és formarendszerek, amelyekkel a Jókai-szöveg építkezését ez ideig magyarázni próbálták (eposz, mítosz, utópia, népmese, népdal, anekdota, mese, életkép, história, krónika, regény, történelmi regény, irányregény, romance, önéletrajz, emlékirat, tárca, ponyva stb.) önmagukban sohasem képesek lefedni egyetlen regényszöveget sem. A Jókai-szöveg olyan struktúra, amelynek egynél több középpontja van.”[57] Jókainál ezek szerint tehát meghatározó a műfaji sokszínűség, heterogenitás.
- A szakirodalom Jókai nagy erényének tartja az életképek elevenségét, érzékletességét. Németh G. Béla szerint Jókai ezzel hasonlóan a realizmus irányába lépett tovább a romantikától, ahogyan a költészetben Petőfi is, akinél szintén gyakoriak a népies életképek.[47]
- Jókai „általában elsőrendű művészi feladatának érzi a hangulatok, hangnemek váltogatását, és nem egy művében ilyen alapon építi fel a szerkezetet is.”[58] A pátosz (pl. a Fekete gyémántokban a bányatűzzel küzdő Berend Iván esetében), a tragikum, a szentimentalista elemek (pl. Fanny esetében az Egy magyar nábobban) és a humor, valamint az idill (Az arany ember) és az elégikus hangnem egyszerre vannak jelen műveiben.
- Az elbeszélőnek a regényhez való viszonyáról elmondható, hogy Jókainál a mindentudó elbeszélő a jellemző, aki az eseményeken kívül áll, mintegy felülről tekint azokra. Általában egyértelműen elmondja véleményét szereplőiről, az ítéletet nem hagyja az olvasóra. „Alig készülhet rövid külső vagy belső rajz egy-egy főszereplőről anélkül, hogy abba erkölcsi minősítést kifejező, erőteljes jelző ne kerülne.”[59] Ez az elbeszélő azonban eléggé személytelen valaki, akit a valóságos, életrajzi Jókaihoz nem fűznek erős kötelékek. Ennek megfelelően majdnem minden regényében a harmadik személyű elbeszélő forma dominál, bár akadnak kivételek is[60] (pl. A tengerszemű hölgy, ahol Jókai is első szám első személyben nyilatkozik meg, és Erzsike is első személyben meséli el neki a kalandjait, ilyen a Mire megvénülünk c. regényben a Dezső naplójából való fejezetek sora, illetve a De kár megvénülni).
- Alkotói pályájának fénykora az ötvenes évektől a hetvenes évtizedig tart. A következő negyedszázadban írott munkái nem állnak a korábbiak színvonalán: ezekben a művekben eluralkodik a kalandos elem. Ekkoriban keletkezett írásai elsősorban történelmi regények: „A nagy nemzeti törekvéseket azonban már nem éli úgy át, mint hajdanában, a história színes képeskönyvvé válik a kezében, amelyből elsősorban a kalandor jellegű alakokat és a kuriózumokat válogatja ki.” Ehhez „új korlátozó tényezőként járul a sokat-írás, amely rutinosságra, önismétlésre csábítja, sokhelyt stílusát is pongyolává és magyartalanná teszi”.[61]
- Azok között, akik hatást gyakoroltak Jókaira, leginkább Victor Hugo, Eugène Sue, Charles Dickens neve kerül elő, és valamivel ritkábban Dumas. Hugóval rokonítja a regények pátosza, a szereplők kettéosztása jókra és rosszakra, Dickens pedig a humor területén kapcsolható Jókaihoz. Idősebb korában Jules Verne is inspirációt jelentett számára, mindenekelőtt Az Egész az északi pólusig c. regényben, A jövő század regénye c. műben, illetve a Fekete gyémántok egyes részeiben.

## Egyesületi, testületi tagságai
- Az Athenaeum Irodalmi és Nyomdai Rt. tagja
- A cs. és kir. szab. triesti általános biztosító társaság központi igazgatóságának igazgató-tanácsosa
- A Dugonics Társaság tiszteletbeli tagja
- A Magyar Általános Takarékpénztár Részvénytársaság igazgatósága és felügyelő-bizottságának alelnöke
- A Magyarországi Hírlapírók Nyugdíjintézetének Igazgatóságának tiszteleti, rendes és igazgatósági tagja
- Az Otthon írók és Hírlapírók Körének tiszteleti elnöke
- A Petőfi Társaság alapítója és elnöke
- A Révai Testvérek Irodalmi Intézet Rt. igazgatósági elnöke
- A Concordia Budapesti Jótékonysági Egylet dísztagja

## Díjai, kitüntetései
- A Szent István-rend lovagja
- A Szent Száva-rend nagy keresztje

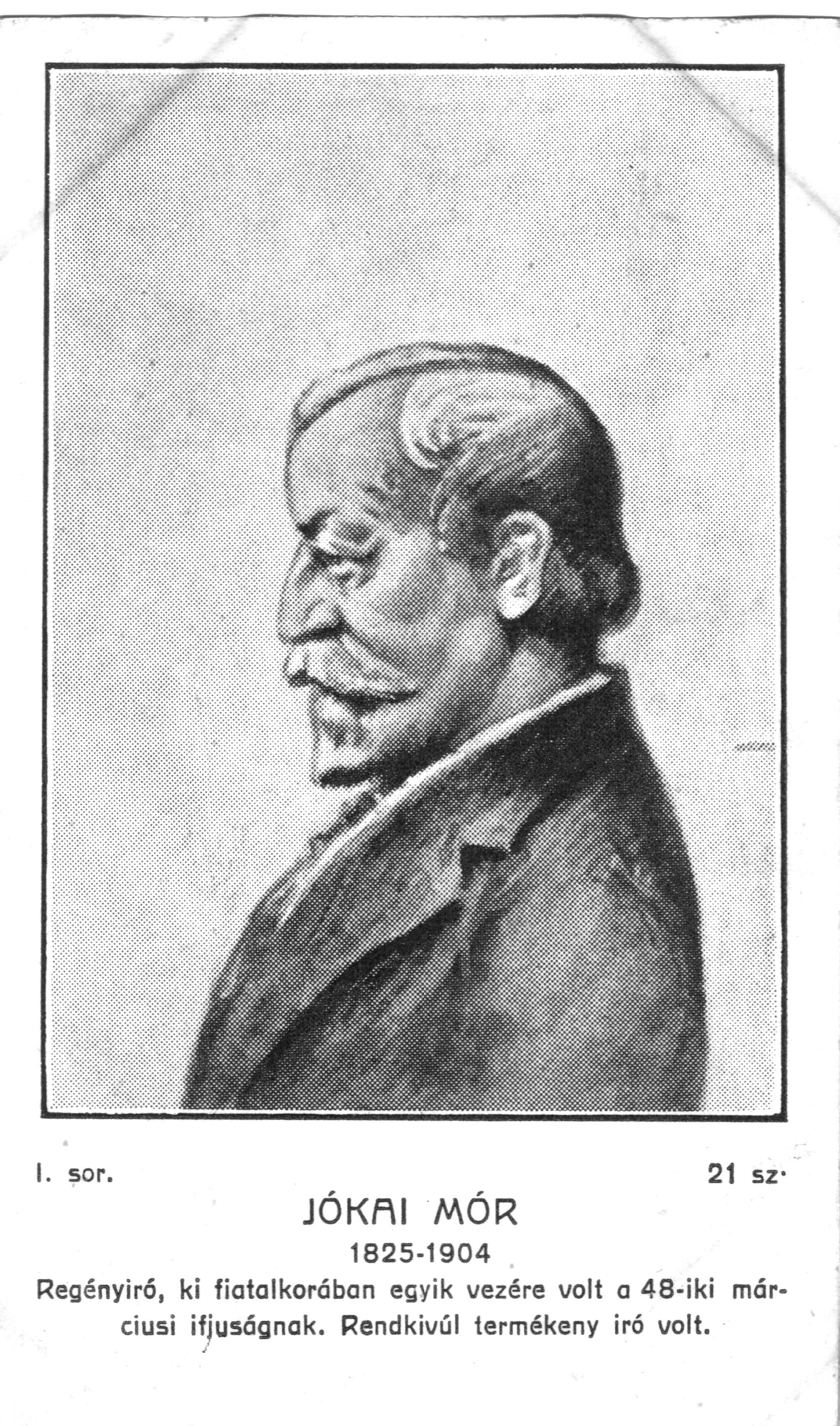
Jókai Mór magyar emlékkártyán

- Budapest székesfőváros díszpolgára
- Makó díszpolgára
- Nagykanizsa megyei jogú város díszpolgára
- Szeged szabad királyi város díszpolgára

## Művei

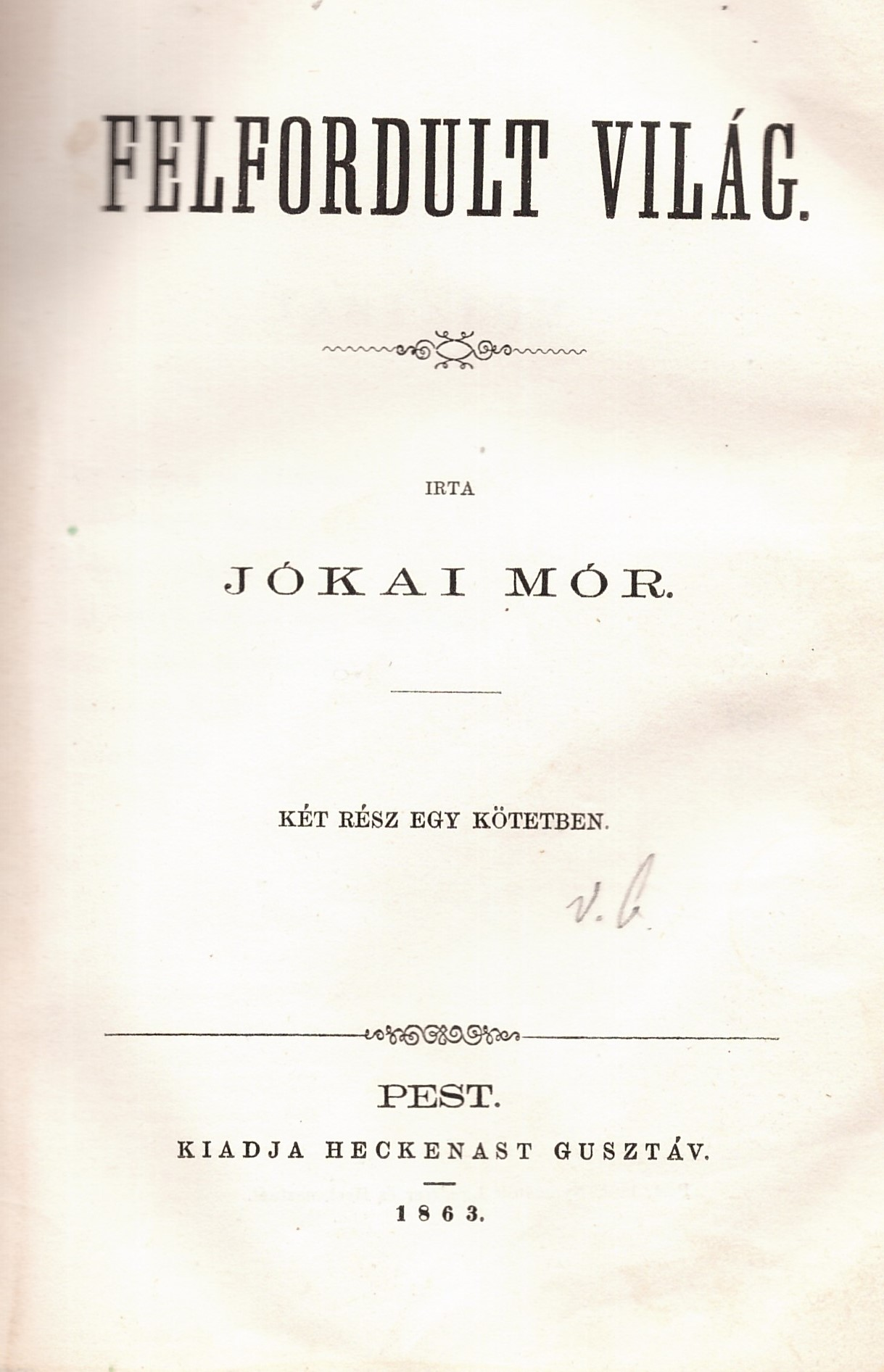
Jókai Mór: Felfordult világ (Pest, 1863)

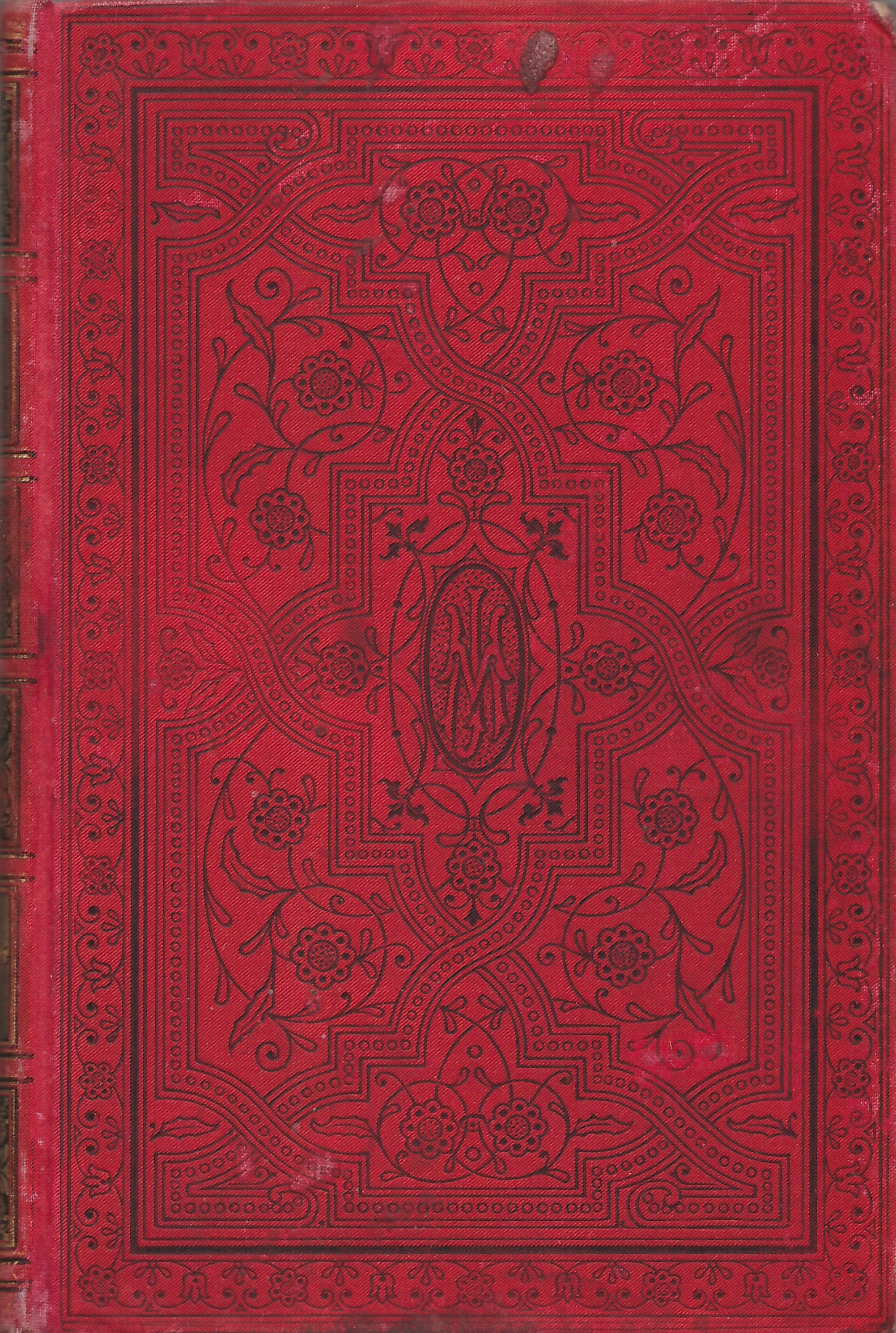
Jókai Mór (1825–1904) műveinek díszkiadása (1910-es évek)

1. Hétköznapok. Regény. Pest, 1846. Két kötet. (Hartleben kiadó 350 forinttal díjazta, Ism. Irodalmi Őr II. 5. sz. Tóth Lőrincz, 2. kiadás, J. munkái. Népszerű kiadás 56–59. Pest, 1870. Németül: Lebenswirren c. ford. Wechsler Lajos, Berlin, év n.)
2. Vadon virágai. Novellák. Pest, 1848. Két kötet. (2. czímkiadás. Uo. 1852. kiadás. J. munkái n. k. 4. 10. 17. Fekete világ cz. elbeszéléssel. Uo. 1857–58., 3. k. Bpest, 1873, 1878)
3. Forradalmi és csataképek 1848. és 1849-ből Sajótól. Pest, 1850. 2. k. (Ism. P. Napló 115. sz., 2. k. J. munkái n. k. 21–23. Uo. 1861, 3. k. 1870, Uo. 4. k. 1883. Bpest. Németül: Pest, 1850; betiltatott és 1868-ban jelent meg czímkiadásban, Schlachtenbilder cz. 1851. Kampf- und Schlachtenbilder c., Lipcse, 1850. Angolul: ford. Szabad, Frey Imre. London, 1855, Stuart Mária, Uo. 1856. Olaszul: Turin, 1859; Fiume, 1872. Svédül: Varberg, 1876. Finnül: ford. Blomstedt Oszkár Helsingfors, 1877. az eredetiből Krohn Gyula. Porvoo, 1884)
4. Egy bujdosó naplója. Novellák a forradalom utáni időkből. Pest, 1851 (2. kiadás. Uo. 1865. 3. k. J. munkái n. k. 24. Bpest, 1874. Hozzá: Kurbán bég és Megölt ország. Finnül: A bujdosó naplója, ford. Blomstedt Oszkár, az Uusi Suometarban 1877. és különny.)
5. Hangok a vihar után. Pest, 1852. 2. k. (J. újabb novellái I., II., 2. kiadás, J. munkái n. k. 1., 2., 3. Uo. 1857. 3. k. 1870., 4. k. Bpest, 1877., 1882. Németül: A kalóz király. Drezda, 1881. Berlin, 1893. Szerbül: ford Milivoj. Pest, 1868, Fortunatus. Halle, 1885)
6. Erdély aranykora. Regény. Pest, 1852. Két kötet. (Ismerteti Magyar Hirlap 653., 654. szám, második kiadás. Uo. 1854, 3. k. J. munkái n. k. 18–20. Uo. 1860, 4. k. 1874, 5. k. Bpest, 1884. Németül: ford. Rosner L., Lipcse, 1874. Berlin, 1889. Ism. Fővárosi Lapok 304. sz.)
7. A kétszarvú ember, historiai beszély. Pest, 1852 (J. újabb novellái III., 2. k. J. munkái n. k. 11., 12. Uo. 1858, 3. k. 1872, 4. k. Bpest, 1882, 5. k. 1891. Németül; fordította Wechsler L., Berlin, 1886. Lengyelül: Posen, 1879)
8. Török világ Magyarországon. Regény. Pest, 1853. Három kötet. (Müller Gyula kiadó 550 frt tiszteletdíjat fizetett a szerzőnek, a gyűjteményemben levő 1852. szept. 29. kelt eredeti szerződés szerint és 1100 példányban nyomatott; 2. kiadás. Uo. 1853, 3. k. J. munkái. n. k. 5–9. Uo. 1858, 4. k. 1872, 5. k. Bpest, 1883, J. válogatott regényei 39–50. Pozsony, év n., Németül: ford. Chezy Vilmos, Bécs, 1855., előbb a Presseben, ford. Wechsler L. Berlin, 1884)
9. Egy magyar nábob. Regény. Pest, 1853–54. Négy kötet. (Ism. P. Napló 1854. 35. sz., 2. kiadás. Uo. 1858, 3. k. J. munkái n. k. 38–43. Uo. 1868. 4. k., díszkiadás. Bpest, 1874; képes díszkiadás, szerző arczk. és Goró Lajos 62 szövegrajzával és 8 aquareljével. Bpest, 1894. Németül: ford. Dux Adolf. Pest, 1856, 1878, Berlin, 1892, Francziául: Brüssel és Páris, 1865. Oroszul: Szent-Pétervár, 1866., Finnül: ford. Achten Emmy. Helsingfors, 1872. Niilo E. Wainio. Porvoo, 1888)
10. Janicsárok végnapjai. Regény. Pest, 1854. Két rész. Török mozgalmak 1830-ban cz. Uo. 1854 (I. Halil Patrona 1733., II. Janicsárok végnapjai, 2. k. J. munkái n. k. I. 25., 26., II. A fehér rózsa cz., 30., 31. Uo. 1864., II. 3. k. Bpest, 1881. Németül: Die weisse Rose cz. ford. Falk Miksa. Pest, 1854., 1858. Berlin, 1884. Bécs, 1892. Szerbül: ford. Klaics Dusán. Belgrád, 1893)
11. Erdélyi képek. Novellák. Pest, 1854. Két kötet. (2. k. J. munkái n. k. 13., 14., 16. a Carinus c. beszélylyel. Uo. 1859, 3. k. Bpest, 1874. 1878. Francziául: ford. Karageorgevith Bozidar, Paris, 1894. Reve et vie cz.)
12. Kárpáthy Zoltán. Regény. Pest, 1854. Négy kötet, (2. kiadás. Uo. 1860., 3. k. J. munkái n. k. 32–37. Uo. 1865., és díszkiadás., 1874. 5. k. 1877. Uo., J. válogatott regényei 10–22. Pozsony, év nélkűl. Németül: fordította Glatz Ede. Pest, 1860, előbb a Pest-Ofner Zeitungban, Budapest, 1878, Lipcse, 1893. Finnül: fordította Achten Emmy, Helsingsfors. 1879, Niilo E. Wainio. Porvoo, 1890. Szerbül: ford. Popovics György. Zágráb, 1880. Horvátul: ford. Popovics György. Belgrád, 1881)
13. A magyar nemzet története. Pest, 1854, (Ism. P. Napló 205. sz., 2. jav. és bőv. kiadás, 17 Geiger-féle képpel. 1860, 3. k. 1870. Uo. 4. k. Bpest, 1884, II. kötet 1884, III. k. 1890. Olaszul: ford. Gauss Viktor. Fiume. 1884, Tótul: I. k. Bpest, 1886
14. Véres könyv. Csataképek a jelenkori háborúból. Pest, 1855. Három kötet. (Ism. P. Napló 85. sz., 2. kiadás. J. munkái n. k. 68–71. Uo. 1871)
15. A magyar előidőkből. Pest, 1855 (Novellák, 2. kiadás, J. munkái n. k. 54., 55. Uo. 1869)
16. Tarka élet. Pest, 1855–56. Két kötet. (2. változatlan kiadás. Uo. 1858. Ezen munkát a szerző maga adta ki.)
17. Oczeánia Egy elsülyedt világrész története. Pest, 1856. Két kötet. (2. kiadás, J. munkái n. k. 94., Uo. 1875, 3. k. 1889. Németül: Berlin, 1884, 1889)
18. Délvirágok. Pest, 1856. Két kötet. (2. kiadás, J. munkái n. k. 64., 65. ... 3. k. 1870. Uo.)
19. Árnyképek. Novellák. Pest, 1856. Két kötet. (2. kiadás, J. munkái n. k. 74., 76. ... 3. k. Bpest, 1873)
20. Szomorú napok. Regény. Pest, 1856. Két kötet. (2. kiadás, J. munkái n. k. 28., 29. 1862, 3. k. 1871. 4. k. Bpest, 1871. Németül: 1862-ben egy bécsi illustrált hírlapban; ford. Bródy Zs. Lipcse, 1874, Berlin, 1874, 1884. Lengyelül: ford. Szaniawskiéj Karolin. Varsó, 1878)
21. A magyar nép adomái. Pest, 1856 (2. kiadás, 150 adomával bőv. kiadás. 1857, 3. k. 1867. 4. k. Jókai munkái n. k. 72., 73. A magyar nép élcze szép hegedű szóban. cz. Uo. 1884)
22. A legvitézebb huszár. Uo. 1856. 15 képpel. (Vasárnapi Könyvtár I. 9.)
23. A régi jó táblabirák. Regény. Pest, 1856. Négy kötet. (2. kiadás: J. munkái n. k. 60–63. Uo. 1870. 3. kiadás. Bpest, 1876. Németül: Ungarische Post 1855, ford. Kárffy Titus. Uo. 1856, Bpest, 1878)
24. Sonkolyi Gergely. Isten nyugosztalja meg szegényt! Novella; Heckenast, Pest, 1857 (Jókai Mór munkái. Népszerű kiadás)
25. A varchoniták; Heckenast, Pest, 1857 (Jókai Mór munkái. Népszerű kiadás)
26. Fortunatus Imre; Heckenast, Pest, 1857 (Jókai Mór munkái. Népszerű kiadás)
27. A kalóz-király. Történeti novella; Heckenast, Pest, 1857 (Jókai Mór munkái. Népszerű kiadás)
28. Novellák. Pest, 1857 (Hazai beszély- és regénytár 1.)
29. Népvilág. Elbeszélések. Pest, 1857. 2. köt. (2. kiadás J. munkái n. k. 120., 121., 1871. 3. k. Bpest, 1885. Finnül: A kedves atyafiak, ford. Jalava Antal. Helsingfors, 1879)
30. A kétszarvú ember. Históriai beszély; Heckenast, Pest, 1858 (Jókai Mór munkái. Népszerű kiadás)
31. Regék. Pest, 1858. Tíz képpel. (Vasárnapi Könyvtár III. 1., 2. kiadás 1858. J. munkái n. k. 15. 1859. Uo. 3. k. Vasárn. k. Bpest, 1874. Angolul: A hadak útja, ford. Marie Parke s Margary Deane. New York, 1877)
32. Az elátkozott család. Regény. Pest, 1858. Két kötet, (2. k. J. munkái n. k. 95–97. Uo. 1876. Németül: Der Fluch des Priesters cz. Berlin, 1892)
33. A nagy tükör; szerk. Jókai Mór; Heckenast, Pest, 1858
34. A bűntárs; Heckenast, Pest, 1858 (Jókai Mór munkái. Népszerű kiadás)
35. Jókai Mór Decameronja. Pest, 1858–60. Tíz kötet. (2. k. J. munkái n. k. 101–112. Bpest, 1884. Németül: Berlin, 1887)
36. Kakas Márton Naptára 1859–64-re. Pest. Hat évfolyam.
37. Kakas Márton tolltaraja. Összekötve kiválogatott versei, levelei és apróbb elbeszéléseiből. Pest, 1860. Két kötet. (Új czímkiadás: Kakas Márton humorisztikus levelei cz. Uo. 1871)
38. Szegény gazdagok. Regény. Uo. 1860. Négy Kötet. (A 4. kötetben függelékül: Az utolsó budai basa. 2. k. J. munkái n. k. 48–53. Uo. 1869. Németül: a berlini Roman-Zeitungban 1872, Berlin, 1873, 1879, 1884, 1876, ford. Wechsler L. Uo. 1891. Csehül: ford. Vodnarsik Ed. Brünn, 1865, Az utolsó budai basa, ford. Wechsler L. Drezda s Lipcse, 1885. Szerbül: ford. Ovanovics György. Újvidék, 1871 és 1885. Hollandul: ford. J. A. Governeur. Zutpfen, 1873. Kerbeny német fordítása után. Angolul: ford. Fretwell János. New-York, 1874., Dánul: ford. Damkier Axel. Koppenhága, 1874. Szerző arczk. és életrajzával. Svédül: ford. Hemgren Károly. Stockholm, 1876)
39. A magyar néphumorról. Pest, 1860. Székfoglaló. (Értekezések a nyelv- és széptud. köréből I. 9.)
40. Carinus. Históriai novella; Heckenast, Pest, 1860 (Jókai Mór munkái. Népszerű kiadás)
41. Színművek Pest, 1860. Három kötet. (2-dik kiadás. Jókai munkái n. k. 147–151. Budapest, 1893. I. A szigetvári vértanúk, szomorújáték négy felvonásban Először a pesti nemzeti színházban 1860. márc. 29., ezen legnépszerűbb és legkedveltebb darabját körülbelül 50-szer adták elő; 1866. szept. 7. Zrinyi Miklós halálának 300. évfordulóját is ezen darabbal ünnepelték; Könyves Kálmán, szomj. öt felv. 1855. dec. 18., eddig 22-szer adták és állandóan megmaradt a műsoron; a bécsi Burgszínházban 1885-ben adták elő; II. Dózsa György, szomj. öt felv. 1857. nov. 3. E darabja szolgáltatott okot egy nagy hírlapi polémiára, melynek egyik főtényezője Gyulai Pál volt; Pesti Napló 1858. 5., 6., 9., 10. sz., új betanulással először a nemzeti színházban 1878. november 17. Erkel Ferenc operát írt szövegéből. Manlius Sinister, szomj. öt felv., 1863. dec. 10. és még kilencszer ismételték meg; III. Dalma, szomj. négy felv. 1852. nov. 27., A murányi hölgy, vígjáték három felvonásban)
42. A serfőző; Heckenast, Pest, 1860 (Jókai Mór munkái. Népszerű kiadás)
43. Jókay Mór beszéde. Tartatott május 24-kén 1861; Lampel, Pest, 1861
44. Jókai és báró Podmaniczky Frigyes beszédei. Uo. 1861
45. A fehér rózsa; Heckenast, Pest, 1862
46. Téli zöld. Jókai Mór műveiből válogatott elbeszélések az ifjúság számára; Heckenast, Pest, 1862
47. Kakas Márton politikai költeményei. Uo. 1862
48. Magyarhon szépségei; Heckenast, Pest, 1862 (Jókai Mór munkái. Népszerű kiadás)
49. Az új földesúr. Regény. Uo. 1862. Három kötet. (2. kiadás. J. munkái n. k. 44–47. Uo. 1869. Németül: a berlini Postban 1872-ben Kerbeny ford. Lipcse, 1874. Drezda. 1876. Angolul: ford. Patterson Arthur. London, 1868. Finnül: ford. Jalava. Helsingfors, 1878. A szerző életrajzával, J. sajátkezű német életrajza után, melyet J. 1877. dec. 6. Kertbenynek küldött és mely jelenleg gyűjteményemben van. Oroszul: Pétervár, 1869, Hollandul: Zutpfen, 1869., Lengyelül: ford. Callier A., Lemberg, 1881, Francziául: ford. Heinecke H. k. a. Páris, 1886, Dánul: ford. Ahlborg György, Patrioterna cz. Koppenhága, 1879)
50. Szélcsend alatt. Elbeszélések. Pest, 1862. Két kötet. (2. kiadás. J. munkái n. k. 122–124. Bpest, 1886)
51. Felfordult világ. Pest, 1863. 2. k. (Humorisztikus dolgozatok, 2. kiadás. J. munkái n. k. 98., 99. Bpest, 1876. Németül: Magazin des Auslandes 1873. Berlin, Tollhäuslerwirthschaft cz. 1873, 1884)
52. Politikai divatok. Regény. Pest, 1862–64. Négy kötet. (Szerző saját kiadása, második kiadás J. munkái n. k. 84–87. Bpest, 1874. Németül: Andere Zeiten andere Leute cz. Pest, 1870. Berlin, 1873, 1874, 1883. Lengyelül: ford. A Callier. Varsó, 1879. Svédül: ford. Hemgren Károly. Stockholm, 1881)
53. Milyenek a nők? Elbeszélések. Pest, 1865. Két kötet. (2. kiadás J. munkái n. k. 66., 67. Uo. 1871)
54. Milyenek a férfiak? Elbeszélések. Pest, 1865 (2. kiadás. J. munkái n. k. 88. Bpest, 1874)
55. Mire megvénülünk. Pest, 1865. Négy kötet. (2. kiadás. J. munkái n. k. 90–93. Bpest, 1875, 3. k. 1884, 4. k. 1892. Uo. Németül: a Blätter für Unerhaltungban 1872, ford. Sonnenfels. Pest, 1873, Lipcse, 1874, Gebrochene Farben cz., ford. Wechsler. Lipcse, 1885. Nach zehn Jahren c.)
56. Üstökös albuma, 1–2.; rajz Jankó János; Emich, Pest, 1866
57. Kakas Márton Albuma Pest, 1866. Két kötet. (I. Kakas M. viszontagságai, II. Országgyűlési képek.)
58. Virradóra. Legújabb novellák és genreképek. Pest, 1868. Négy kötet. (Ism. Budapesti Szemle XIII. 1869. 2. kiadás. Uo. 1873. czíme elhagyásával és a tartalom szerint: I. Chinchilla herczeg ... II. Két menyegző...III. A fránya hadnagy... IV. Fekete sereg... czímekkel. Ugyanígy jelent meg a J. munkái n. 2. kiadásban 100. a II. kötet, 3. kiadás: J. újabb munkái n. k. 12–15. Bpest, 1879. Ism. Athenaeum 1873. 12. sz.)
59. Szerelem bolondjai Regény. Uo. 1868–1869. Négy kötet. (Ism. Budapesti Szemle XIII. 1869. 2. kiadás. J. újabb munkái n. k. 1–5. Bpest, 1879. Németül: ford. Glatz E. Pest, 1869., ford. Falk Miksa. Uo. 1868, előbb a Pester Lloydban, fordította Kertbeny a Berliner Tageblattban 1874. és Berlin, 1881, 1884, 1891, Dánúl: ford. Dankier Koppenhága, 1875. 1891. Norvégül: Göteborg, 1878. Finnül: ford. németből Lofgren Erzsébet. Helsingfors, 1881)
60. Mit akar az ellenzék, forradalmat vagy reformot? Pest, 1869
61. A malom alatt Uo. 1869 (Apróbb népies elbeszélések.)
62. Beszéde a pest-terézvárosi választókhoz febr. 28. 1869. Uo.
63. A kőszívű ember fiai. Regény. Uo. 1869. Hat kötet. (2. kiadás. J. munkái n. k. 77–82. Bpest, 1874. Németül: a Pester Lloydban 1869, a Pester Tagblattban 1872, Berlin, 1874, 1885. Franciául: ford. Antonine de Gerando-Teleki, bevezetéssel, Párizs, 1880. Lengyelül: Lemberg, 1882)
64. Jókai Mór válogatott beszélyei, 1–2.; Heckenast, Pest, 1870
65. Fekete gyémántok. Regény. Pest, 1870. Öt kötet. (második kiadás. J. újabb munkái n. k. 6–11. Bpest, 1878, 1896. Németül: ford. Dux Adolf, Pest, 1871. Berlin, 1877, 1879, 1885, 1892. Svédül: Köping, 1878. Angolul: ford. Frances A. Gerard. London, 1896, a szerző heligravure arcképével. Lengyelül: ford allier A. Varsó, 1879. Dorn Egon német színművet írt a regényből, melyet Hamburgban 1896-ban százötvenedszer adtak elő.)
66. A véres kenyér. Egy ifjú hős naplója. Pest, 1872
67. Föld felett és víz alatt. Regénykék. Uo. 1872 (2. kiadás. J. újabb munkái n. k. 33–35. Bpest, 1881. Új olcsó c. k. Uo. 1884)
68. Ha az ellenzék többségre jut. Programmbeszéd. Pest, 1872
69. A baloldal az igazi reformpárt. Képviselői jelentés Pest-Terézváros polgáraihoz. Uo. 1872
70. A magyar nép élcze szép hegedűszóban; összegyűjt. Jókai Mór; 3. bőv. kiad; Heckenast, Pest, 1872 (Jókai Mór munkái Népszerű kiadás)
71. Eppur si muove. És mégis mozog a föld! Regény. Uo. 1872–73. hat kötet. (Ism. Pester Lloyd 1872. 141. sz., 2. kiadás. J. újabb munkái n. k. 16–24. Bpest, 1879. Új olcsó cz. k. Uo. 1884. Németül: a Pester Lloydban 1871, Berlin, 1874 és 1885)
72. Az arany ember. Regény. Pest, 1872. Öt kötet. (2. kiad. J. újabb munkái n. k. 25–31. Bpest, 1880. Olcsó kiadás Uo. 1884. Ism. Athenaeum 1873. Németül: a Pester Lloydban 1872-ben, ford. Kertbeny. Lipcse, 1874., Berlin, 1873, 1880, 1882, 1890, az egyik német kiadáshoz Wallner Ferenc előszót írt, Csehül: ford. Brábek F. Prága, 1875. Dánul: ford. Damkier Axel. Koppenhága, 1874. Lengyelül: ford. Callier A. Lemberg, 1876. Svédül: ford. németből Hemgren Károly. Stockholm, 1877. Angolul: London 1888. Timar's two-Worlds cz., ford. Mrs Hegan Kennard. Uo. 1894, New York, 1884. németből A modern Midas cz. ford. Laura Curtis Bullard és Emma Herzog; Olaszul: ford. Brelich E. Fiume, 1882. Szerbül: Belgrád, 1890. Ruthenül: a lembergi Gyilo c. lap szépirodalmi mellékletében 1884. Csiky József tanár 1884-ben örményre fordította.)
73. A fekete sereg; Athenaeum, Pest, 1873
74. A fránya hadnagy; Athenaeum, Pest, 1873
75. Debreczen; s.n., s.l., 1873
76. Kis dekameron. Válogatott beszélyek a serdülő ifjúság számára kiszemelve s itt-ott módosítva; Heckenast, Pest, 1873
77. A jövő század regénye. Pest, 1872–74. Kilencz kötet. (2. kiadás. J. újabb munkái n. k. 42–53. Bpest, 1882. Új olcsó cz. k. Uo. 1885. Ism. Athenaeum 1873. 47. szám. Németül: Pester Lloyd 1873, Pozsony, 1879)
78. A szegénység útja. Budapest, 1874
79. Petki Farkas leányai. Regényes kép a múltból; Franklin, Budapest, 1874
80. Egy ember, aki mindent tud. Egy darab regény. Uo. 1874 (Új olcsó cz. kiadás). Uo. 1885
81. Enyim, tied, övé. Regény. Uo. 1875. Hat kötet. (Új olcsó cz. k. Uo. 1884. 2. kiadás J. munkái n. k. 133–134. Uo. 1891. Németül: Berlin, 1875, 1885. Finnül: Helsingfors, 1877, Lengyelül; ford. Callier, A. Lemberg, 1877)
82. Emlékeim Bpest, 1875. két kötet. (2. kiadás. Uo. 1880)
83. Jókai Mór forradalom alatt írt művei. 1848–1849. Ugyanott, 1875. Jókai arcképe 1849, saját rajza után. (Szerző kiadásában. Ismert. Vasárnapi Ujság 1874. 52. sz.)
84. Jókai Mór elbeszélő költeményei és satyrái. Uo. 1875
85. A debreceni lunatikus. Elbeszélés. Uo. 1876 (2. kiadás. Uo. 1885. és J. munkái n. k. 132. Uo. 1891)
86. Egész az északi polusig! Vagy: mi lett tovább a Tegethoffal? Regény egy hajón hátramaradt matróz feljegyzése után. Uo. 1876. Két kötet. (Új olcsó kiadás. Bpest, 1885. Németül: Pester Lloyd 1875, Zweitausend Jahre unter dem Eise cz. Berlin, év n. Lengyelül: Lemberg, 1875)
87. Az élet komédiásai Regény. Uo. 1876. Hét kötet. (Ism. Figyelő 11. sz. Új olcsó k. Uo. 1884. Németül: Pester Lloyd 1875–76., Berlin, 1876., 1881., 1885. Csehül ford. Brabek Frantisek, Prága...)
88. Egy az Isten. Regény. Uo. 1877. Hat kötet. (Új olcsó cz. k. Uo. 1885. 2. k. J. munkái n. k. 126–131. Uo. 1889. Ism. Petőfi Társaság Lapja, P. Napló 214. sz. Riedl Fr. Németül: Berlin, 1878, 1880, 1882, 1884, 1889. Die nur einmal lieben cz. Lengyelül: Varsó, 1880. Olaszul: Quelli, che amano una sola volta[62] cz. ford. Pucher Eliza, Milano, 1888, Szerző életrajzával Enrico Casaneotól.)
89. Névtelen vár. Történelmi regény. Bpest, 1877. Három kötet. 10 képpel. (2. k. ... 3. k. J. munkái n. k. 1885. Uo. Ism. 1878: a Hon 17., a kolozsvári Hölgyfutár 4. sz., P. Napló 53., Kelet Népe 147. 163. Németül: Berlin, 1879. két kiadás, 1883, 1885, 1893)
90. Szép Mikhál. Regény. Bpest. 1877. Két kötet. (Ism. Petőfi társ. Lapja, a kolozsvári Hölgyfutár 6. sz., Nemzeti Hirlap 55., 57. sz. Új olcsó cz. k. Uo. 1884. Németül: Pester Lloyd 1877, Berlin, 1878, 1880., 1881., angolul: ford. R. N. Bain. London, 1891. Svédül: Stokholm, 1879)
91. Milton. Dráma négy felvonásban. Bpest, 1877 (Nemzeti színház könyvtára 110. és J. munkái n. k. 137–141. Uo. 1893, először adták a nemzeti színházban 1876. ápril 3., Londonban 1894. december 13. Felbermann Lajos fordításában adták elő egy magánszínházban.)
92. Elbeszélések; Franklin, Budapest, 1877 (Jókai Mór munkái Népszerű kiadás)
93. Az életből ellesve. Beszélyek. Ugyanott. 1878. Három kötet. (Második k. J. munkái n. k. 113. Uo. 1885. Új olcsó címkiadás. Uo. 1885. Megtörtént regék cz.)
94. Egy asszonyi hajszál. Történelmi regény-vázlat. Uo. 1878 (Történelmi regénytár 11–13. Szerző sajátja, három fametszetű rajzzal. 2. k. J. munkái n. k. 113. Uo. 1885. Németül: fod. Wechsler L. Drezda és Lipcse, 1883, 1892)
95. Észak honából. Muszka rajzok. Uo. 1878 (2. k. J. munkái n. k. 125. Uo. 1886. Németül: Pozsony, 1879)
96. Görög tűz. Elbeszélések mindenféle igazhivők történetéből. Uo. 1878. Három kötet. (Új olcsó cz. kiadás 1885)
97. Jókai Mór programmbeszéde. tartatott a józsefvárosi választók előtt július 21. Ugyanott 1878
98. Mondjuk ki az igazat. Ugyanott, 1878
99. Egy hírhedt kalandor a XVII. századból. Regényes korrajz. Uo. 1879. Három kötet. (Új olcsó c. kiadás 1884. Németül: Was ein Todtenkopf erzählt cz. Berlin, 1881, 1882)
100. Hős Pálfy. Drámai jelenetek 3 képben. Uo. 1879 (Nemzeti színház könyvtára 126. és J. munkái n. k. 137–141. Uo. 1893., Zenéjét szerk. részben Erkel Gyula; először adták a nemzeti színházban ápr. 24. Németül: ford. Schnitzer J. Bpest, 1879)
101. Rab Ráby. Regény. Jankó rajzaival és a szerző arczk. Pozsony, 1879. 3. k. (Ism. Hon 239., 329., Ellenőr 378., Főv. Lapok 268. sz. Új olcsó k. Uo. 1880. Németül: Pester Lloyd 1879. és Pozsony, 1880)
102. Szabadság a hó alatt, vagy a zöld könyv. Történelmi regény. Bpest, 1879. Négy kötet. (Új olcsó c. kiadás. Uo. 1884. Ism. Főv. Lapok 1879. 197. sz., Koszorú II., Németül: Pozsony, 1879. Heimath des Nordens cz., Neue Illustrirte Zeitung 1879., Francziául: ford. Mme Adam. Paris, 1880.; átdolgozta Ulbach Louis. Páris, 1880. Le tapis vert cz. Csehül: 1879. Angolul: London, 1896. Sajtó alatt.)
103. A rútak rútja; Pfeifer, Budapest, 1879
104. A magyar világból. Elbeszélések a felnőtt ifjúság számára, 1–3.; Stampfel, Pozsony, 1879–1880
105. Jókai Mór beszéde és költségvetési ügyben a képviselőház 1880. febr. 26. üléséből. Bpest, 1880
106. Beszéde a váci szabadelvűpárt értekezletén. Máj. 1. Uo. 1881.
107. Háromszéki beszédek; Bernstein M. Ny., Sepsiszentgyörgy, 1881
108. Akik kétszer halnak meg. Regény. Uo. 1881. Négy kötet. (Új olcsó csz. k. Uo. 1886. Ism. Budapesti Szemle XXIX. 1882 Riedl Fr., Főv. Lapok 1881. 80. sz. Németül: Berlin, 1881., 1884. és év n. Csehül: ford. Mayerhoffer Gusztáv. Prága. 1888. A ma cz. folytatással. Oroszul: ford. Kuna A. H. Szentpétervár, 1881)
109. Páter Péter. Regény. Uo. 1881 (Ism. Pesti Napló 85., 121., Főv. Lapok 80. sz. 2. kiadás. Uo. 1892. Németül: Bpest, 1881. Tótul: ford. Izák Gusztáv. Turócz-Szent-Márton, 1883. Szerbül: ford. Jovanovics Milán. Pancsova, 1880)
110. Asszonyt kísér, Istent kísért. Regény. Uo. 1881. 3 képpel. (Regény-Csarnok 1., 3., 5. Ism. Főv. Lapok 1881. 80., 81. sz., J. munkái n. k. 135., 136., 2. kiadás. Uo. 1891)
111. Targallyak. Bpest, 1882 (Beszélyek. Ism. Koszorú VII.)
112. A ma. Regény; Athenaeum, Budapest, 1882
113. Dekameron. Száz novella. 1–6. köt., 1–3.; Franklin, Budapest, 1882
114. Szeretve mind a vérpadig. Történeti regény a Rákóczy korból. Uo. 1882. Öt kötet. (Új olcsó c. k. Uo. 1887. Ism. P. Napló 125. sz., Egyetértés 146. sz. Koszorú VIII., Budapesti Szemle XXXVIII. 1884. Németül: Berlin, 1883)
115. Egy játékos, aki nyer. Regény. Bpest, 1882. Két kötet. (2. kiadás. Uo. 1892. Németül: Bpest, 1883., 1886. Lengyelül: ford. Zajaczkowska Zsuzsánna a Tygodnik Powszechnyben 1883. Olaszul: ford. Relich Ernő, Fiume, 1883)
116. Mátyás diák és Bente Úr. Néprege Mátyás királyról Versbe szedte. Uo. (1882. Jó könyvek 1.)
117. Mátyás király és a szegény varga. A cinkotai kántor. Két verses elbeszélés. Uo. (1882. Jó könyvek 4.)
118. Beszélyek; Franklin, Budapest, 1883
119. A puskás Kalári. székely monda. Uo. (1883. Jó könyvek. II. költemény)
120. Oroszlánhűség. Költői elbeszélés. Uo. (1883. Jó könyvek 16.)
121. A pénz betegségei. Elbeszélés. Uo. 1883
122. A bálványos vár. Történeti regény. Uo. 1883. Két kötet. (Ism. Főv. Lapok 54. sz., P. Napló 58. Koszorú. Németül: Die Götterburg cz. Berlin, 1884)
123. A Damokosok. Regényes történet. Uo. 1883. Két kötet, 4 tollrajzzal Jókai Rózától. (Ism. P. Napló 213., Egyetértés 214., Koszorú, Kecskeméti Lapok 35. sz.)
124. Beszéde a budget-törvényjavaslat fölött a képviselőház 1880. decz. 4. ülésében. Uo. 1884
125. Negyven év viszhangja. Uo. 1884 (Ism. P. Napló 1883. 318., Egyetértés 317., Budapesti Hirlap 313., Koszorú, Budapesti Szemle XXXVII. 1884. Németül: Die Zonen des Geistes cz. Bécs és Teschen, Weiss Juliántól, 1884)
126. Magyar föld; Országos Középiskolai Tanáregyesület, Budapest, 1884 (Ifjúsági iratok tára)
127. Minden poklokon keresztül. Történeti regény. Uo. 1884. Négy kötet. (Ism. Nemzet 1883. 295., 309., Főv. Lapok 261., 2. kiadás. Uo. 1892. Németül: Boroszló, 1885)
128. Magyarország története a népiskolák számára. Uo. 1884. Képekkel. (2. átdolg. kiadás. Uo. 1888)
129. Jókai Mór programmbeszéde. Kassán, 1884. május 25.; Athenaeum, Budapest, 1884
130. A lőcsei fehér asszony. Regény, Jókai Róza rajzaival. Uo. 1885. Öt kötet. (Új kiadás. Uo. 1886. Ism. P. Napló 1884. 350., Budapesti Hirlap 1885. 30., Budapesti Szemle XLI. Németül: Bpest, 1885. Lengyelül: ford. Jarosevszka Boleszlava. Varsó, 1887. Olaszol: ford. Pucher Eliza, Milano 1890)
131. Az arany ember. Dráma 5 felv., előjátékkal. Uo. 1885 (Először adatott a nemzeti színházban 1884. decz. 3., mely 50-nél több előadást ért és 39,894 frt 57 krral járult a bevételhez.)
132. A cigánybáró. Regény. Uo. 1885 (Magyar Szalon Könyvtára 1., 2., 4., 6. Ism. Nemzet 53., Főv. L. 37., P. Hirlap 10., P. Napló 105., Egyetértés 100. sz. Németül: Berlin, 1886)
133. A kiskirályok. Regény Jókai Róza rajzaival. Uo. 1886. 5. k. (J. újabb regényei. Ism. Főv. Lapok 323., P. Napló 73. sz. Németül: Berlin 1886. Lengyelül: f. Jaroszewszkiej Boleszlav. Varsó, 1886)
134. Fekete gyémántok. Dráma 5 felvonásban. Bpest, 1886 (Először a nemzeti színházban 1885. okt. 9.)
135. Életemből. Igaz történetek. Örök emlékek. Humor. Útleírás. Uo. 1886. Három kötet. (Ism. Ország-Világ, Nemzet 1887. 357. sz. 2. kiadás. Uo. 1893)
136. Még egy csokrot. Elbeszélések. Uo. 1886 (Új czím-kiadás. Uo. 1889)
137. Koronát szerelemért; Franklin, Budapest, 1886 (Jókai Mór munkái. Népszerű kiadás)
138. A Maglay család. A ki holta után áll bosszút. Két elbeszélés. Uo. 1887
139. Segítség! Az Eperjes-Nagykároly-torockói tűzkárosultak emlékalbuma; szerk. Jókai Mór; Franklin Ny.–Egyetemi Ny., Budapest, 1887
140. Jókai Mór beszéde választóihoz; Athenaeum, Budapest, 1887
141. Keresd a szived. Dráma 5. felv. Uo. 1887
142. A három márványfej. Regény. Kritikával elegy. Uo. 1887. Három kötet. (Ism. Főv. Lapok 1888. 5. sz., Irod. Értesítő 1888. 2., 7. sz., Budapesti Szemle LV. 1889)
143. Olympi verseny. Ábrándkép a budapesti nemzeti színház ötven éves fennállásának ünnepére. Bpest, 1887 (2. k. Jókai munkái n. k. 142–146. Uo. 1893)
144. Gr. Benyovszky Móricz életrajza. Saját emlékiratai és útleírásai. Képekkel, térképekkel, autographokkal sat. Uo. 1887–88. Két kötet. (Ism. Brassó 1889. 145. sz. Budapesti Hirlap 1887. 136. sz., 2. kiadás. Bpest, 1891)
145. Jocus és Momus. Bpest, 1888 (Ism. Irod. Értesítő 1. sz., 2. kiadás. Uo. 1893)
146. Lenczi Frater. Regény. Uo. 1888 (Németül: Ein genialer Narr cz. átdolgozta Wechsler L. Berlin, 1890)
147. Utazás egy sírdomb körül. 12 fametszettel és 4 fénynyomattal Vágó Pál rajzai után. Uo. 1889 (Ism. Vasárnapi Ujság 1888. 53. sz.)
148. Aki a szivét a homlokán hordja. Rege, regény és való. 1889. Uo. 1890 (Két kiadás. Németül: ford. Rotter Lajos, Das todte Herz c. Bécs, 1889)
149. A lélekidomár. Regény. Uo. 1888–1889. Öt kötet. (Újabb regényei 78–95. Ism. Irod. Értesítő 1888. Németül: Berlin, 1893)
150. Szemelvények Jókai Mór műveiből; Lampel, Budapest, 1889 (Tanulók olvasótára)
151. A tengerszemű hölgy. Regény. 1890. Három kötet. (1890. okt. 6. a m. tudom. akadémia Péczely-jutalmát nyerte. Ismertette Fővárosi Lapok 1889. 348., Magyar Szemle 43. Budapesti Szemle LXVII. 1891. Németül: fordította Krücken Oszkár. Lipcse, 1890. Szerző jellemrajzával és arczk. Angolul: ford. R. Nisbet Bain. London, 1893)
152. Gazdag szegények. Regény. Bpest, 1890. Két kötet. (Ism. Főv. Lapok 117. Németül: ford. Oskar von Krücken Wiener Tagblatt 1889; átdolg. Wechsler L. Berlin, 1890)
153. Thespis kordéja, vagy a földön járó csillagok Uo. 1890 (és Jókai munkái n. k. 142–146. Uo. 1893)
154. Napraforgók. Újabb elbeszélések. Uo. 1890. Két kötet.
155. Nincsen ördög. Regény. Uo. 1891. 2 kötet. (Ism. P. Loyd 157., Hét 27. sz. Németül: ford. Wechsler L. Berlin, 1891. Angolul: ford. Steinitz F.-né London, 1891, New York 1895. szerző arck.)
156. Fekete vér. Regény, Bpest, 1892. Két kötet. (Ism. P. Napló 345. Élet 1892)
157. Rákóczy fia. Regény. Uo. 1892. Három kötet. (Ism. Élet.)
158. Mesekönyv. Uo. 1892. Képekkel.
159. Két menyegző. Elbeszélések; Athenaeum, Budapest, 1892 (Az Athenaeun olvasótára)
160. Jókai Mór meséskönyve; ill. Gyulay László; Révai, Budapest, 1892
161. Házasság éhségből és egyéb elbeszélések. Uo. 1893
162. Vén emberek nyara és egyéb elbeszélések. Uo. 1893
163. Kétszer kettő négy és egyéb elbeszélések. Uo. 1893 (Németül: ford. Wechsler L. Berlin, 1892)
164. Sárga rózsa. Pusztai regény. Uo. 1893 (A magyar tudom. akadémia Péczely-jutalmát nyerte, L. Beőthy Zsolt jelentése: Akadémiai Ért. 1894. Ism. Főv. Lapok 1894. 301. sz. Németül: ford. Hecht-Cserhalmi Irén. Stuttgart, 1895, Boroszló, 1896. Franciául: ford. Horn Emit., Páris, 1895. Boissier Gaston bevezetetésével, a szerző jellemrajzával és Les femmes Sicule, Un Bal, Le Chant de la Foret beszélyekkel; Horn ezen fordítása 1896. nov. 26. az Académie Française közgyűlésén a Langlois díjból 800 frankkal jutalmaztatott. Finnül: ford. Niilo E. Vainio. Helsingfors, 1894)
165. Fráter György. Történelmi regény. Bpest, 1893. Öt kötet
166. A két Trenk. Történeti regény. Uo. 1893. Két kötet. (Németül: ford. Wechsler L. Stuttgart, 1892)
167. Színművek. Uo. 1893 (J. munkái n. k. 137–146. I. Szép Mikhál, színmű 4 felv. egy előjátékkal, először 1877. márcz. 9. a nemzeti színházban; A bolondok grófja, énekes bohóság 3 felv., először 1887. decz. 30. a budapesti népszínházban; Világszép leányok, énekes népszinmű 3 felv.; II. A gazdag szegények, népdráma 3 felv., Zenéje Káldy Gyulától, először 1893. máj. 12., a Budai Színkörben, Az aradi hősnők, tört. vígj. 3. felv., először 1891. febr. 6. a nemzeti színházban; Földön járó csillagok, drámai prolog, 1890. okt. 25. a nemzeti színházban. Az I. kötetből: Milton, Hős Pálffy, már előbb külön megjelentek, a III. kötet szintén megjelent 1860-ban. L. 33. sz.)
168. Jókai Mór írói működésének ötvenedik évfordulója. 1894. jan. 6. Kiadja a Jókai-jubileum rendező bizottsága. Uo. 1894 (Előszó, Bpest, 1893. dec. 20. a rendező bizottságtól, Az ünnepélyek sorrendje, Jókai félszázados írói jubileumára, Komócsy Józseftől, A jubileumot rendező nagy bizottság, Jókai Mór irodalmi működése, Negyven év viszhangja, A zsidó fiú, der. 5 felv., Sonkolyi Gergely, novella, Drágakövek, Marcze Zare, A «Decameron»-ból: A halál után, A kénytelen mulatság, A költő szerelme, költ., Bejelentett küldöttségek, Előfizetők)
169. Jókai Mór összes művei; közrebocsátja a Jókai Mór ötven éves írói jubileuma alkalmából alakult bizottság; Révai, Budapest, 1894 (Mintakötet)
170. Csataképek a magyar szabadságharczból; Révai, Budapest, 1894 (Jókai Mór összes művei. Nemzeti kiadás)
171. Három királyné; Országos Irodalmi Rt., Budapest, 1894 (Az Ország-Világ Könyvesháza)
172. Az egyhuszasos leány. Száz leány egy rakáson és egyéb elbeszélések; Athenaeum, Budapest, 1894 (Az Athenaeun olvasótára)
173. Magneta. Regény. Bpest, 1895 (Németül: ford. Wechsler, Berlin, 1895)
174. Trenk Frigyes. Regény. Uo. 1895
175. A Kráó. Regény. Uo. 1895. 138
176. Tégy jót. Regény négy szakaszban. Uo. 1895
177. Magyar nemzeti vértanúk; Franklin, Budapest, 1895 (Történelmi könyvtár)
178. A Barangok vagy A paeoniai vojvoda. Vígjáték; Athenaeum Ny., Budapest, 1896
179. De kár megvénülni. Regény egy vén öcsém uram élményei után. Uo. 1896
180. Kertészgazdászati jegyzetek. Uo. 1896
181. Budapestnek emlékül. Uo. 1896 (Budapest versekben)
182. Megtörtént regék. Beszélyek; Révai, Budapest, 1897 (Jókai Mór összes művei. Nemzeti kiadás)
183. Ne hagyd magad! És egyéb elbeszélések; Athenaeum, Budapest, 1897 (Az Athenaeun olvasótára)
184. Az apja fia. És egyéb elbeszélések; Athenaeum, Budapest, 1897 (Az Athenaeun olvasótára)
185. Őszi fény. Újabb elbeszélések; Révai, Budapest, 1898 (Jókai Mór összes művei. Nemzeti kiadás)
186. Mesék és regék; Révai, Budapest, 1898 (Jókai Mór összes művei. Nemzeti kiadás)
187. A barátfalvi levita; Révai, Budapest, 1898 (Jókai Mór összes művei. Nemzeti kiadás)
188. Levente. Történelmi drámai költemény; Révai, Budapest, 1898 (Jókai Mór összes művei. Nemzeti kiadás)
189. Költemények, 1–2.; Révai, Budapest, 1898
190. Emlékbeszéd Rudolf trónörökösről és egyéb beszédek; Lampel, Budapest, 1898 (Magyar könyvtár)
191. Helvila. Dráma; Lampel, Budapest, 1898 (Magyar könyvtár)
192. A nagyenyedi két fűzfa; Méhner, Budapest, 1898 (Jó könyvek)
193. A hazajáró lélek; rajz Goró Lajos; Méhner, Budapest, 1898 (Jó könyvek)
194. Mátyás király és a szegény varga; Révai, Budapest, 1898 (Jó könyvek a magyar nép számára)
195. Ezernyolczszáznegyvennyolcz. Az 1848/49-iki magyar szabadságharcz története képekben. Egykoru képek, okiratok, eredeti kézírások, ereklyék, nevezetes nyomtatványok, kiáltványok, művészi emlékek; szerk. Jókai Mór, Bródy Sándor, Rákosi Viktor; Révai, Budapest, 1898
196. A tengerszem tündére. Rege; Méhner, Budapest, 1898 (Jó könyvek)
197. Thonuzoba pogány vezér hősi halála; Méhner, Budapest, 1898 (Jó könyvek)
198. A peregrinus; Méhner, Budapest, 1898 (Jó könyvek)
199. Szép angyalka. Kis képek; Lampel, Budapest, 1899 (Magyar könyvtár)
200. Öreg ember nem vén ember. Képzelt regény négy részben, 1900
201. Tallérossy Zebulon levelei Mindenváró Ádámhoz; bev., jegyz. Várdai Béla; Lampel, Budapest, 1900 (Magyar könyvtár)
202. Börtön virága (regény, 1904)
203. Aranyember Legjobb Könyvek 45. szám, Az Érdekes Ujság Kiadása, Budapest, 1919 Két dráma szövege a MEK-ben

### Népszerű regényei
- Hétköznapok
- A kőszívű ember fiai
- Az arany ember
- Egy magyar nábob
- Kárpáthy Zoltán
- Szegény gazdagok
- Fekete gyémántok
- És mégis mozog a föld!

### Kéziratban maradt művei
- Két gyám, népszínmű öt felvonásban (előadatott 1846. április 18-án a pesti nemzeti színházban, kézirata a Magyar Nemzeti Színház könyvtárában);
- Kincstárnok dráma három felvonásban, 1847 március elején a játékszini választmánytól visszavette; * A hulla férje, dráma három felvonásban (először a Nemzeti Színházban 1851. november 15.);
- Földőn futó, népszínmű három felvonásban, (előadatott a nemzeti színházban 1850. április 14-én Csallóközi álnévvel).

Jókainak 38 kis könyvecskéje van, melyek egyikébe cikkeiért, regényeiért kapott honoráriumot jegyezte föl 1842-től, mikor az Isten ítélete c. beszélyért öt forintot fizettek neki, a többi közt a Magyar nábob regényeért pedig ezer forintot, és hogy munkái hány példányban nyomattak; többiekben regényeihez írt följegyzései és rajzai vannak; egy kis albumban a Lőcsei fehér asszony c. regényéhez arcképek, régi viseletek, vár- és házrajzok, sat.

### Tudományos-fantasztikus vonatkozású alkotásai
- Fekete gyémántok – Berend Iván ismertet egy utópiát.
- A jövő század regénye – A mű középpontjában a repülő gép (aerodromon) áll, amely elhozza a világbékét.
- Egész az északi pólusig – Egy eltévedt hajós viszontagságos utazása az Északi-sarkvidéken: a szárazföldön, a Föld belsejében és a tenger alatt.
- Ahol a pénz nem isten – Egy lakatlan szigetre vetődő család ideális társadalmi rendszert hoz létre.
- Óceánia

### Önéletrajza
- Jókai Mór önéletírása. Athenaeum Részvénytársaság Nyomda, Budapest, 1895

## Idegen nyelven
Már életében számos nyelvre lefordították. A számtalan német kiadáson túl angol, cseh, dán, eszperantó, észt, finn, francia, lengyel, olasz, spanyol és svéd nyelvű fordítás jelent meg.

## Álnevei és betűjegyei
Sajó, Kakas Márton, Kis Endymion, J. M., a Jelenkorban (1847–1848) és Θ.

## Származása
| ásvai Jókai Mór (Komárom, 1825. febr. 18.– Budapest, Erzsébetváros, 1904. máj. 5.) költő, író, ref. | Apja: ásvai Jókay József (Ógyalla, 1781. december 27.– Komárom, 1837. október 29.) ügyvéd, táblabíró | Apai nagyapja: ásvai Jókay Sámuel (Komárom, 1749. július 3.– Ógyalla, 1829. július 20.) ógyallai földbirtokos | Apai nagyapai dédapja: Jókay Sámuel (1715 – ?) komáromi kereskedő (quaestor/ mercator)      |
| ásvai Jókai Mór (Komárom, 1825. febr. 18.– Budapest, Erzsébetváros, 1904. máj. 5.) költő, író, ref. | Apja: ásvai Jókay József (Ógyalla, 1781. december 27.– Komárom, 1837. október 29.) ügyvéd, táblabíró | Apai nagyapja: ásvai Jókay Sámuel (Komárom, 1749. július 3.– Ógyalla, 1829. július 20.) ógyallai földbirtokos | Apai nagyapai dédanyja: Madary Zsuzsanna                                                    |
| ásvai Jókai Mór (Komárom, 1825. febr. 18.– Budapest, Erzsébetváros, 1904. máj. 5.) költő, író, ref. | Apja: ásvai Jókay József (Ógyalla, 1781. december 27.– Komárom, 1837. október 29.) ügyvéd, táblabíró | Apai nagyanyja: Vörös Katalin (1761. –Ógyalla, 1830. szeptember 5.)                                           | Apai nagyanyai dédapja: Vöres András Hont vármegye táblabirája és nagy-peszeki földbirtokos |
| ásvai Jókai Mór (Komárom, 1825. febr. 18.– Budapest, Erzsébetváros, 1904. máj. 5.) költő, író, ref. | Apja: ásvai Jókay József (Ógyalla, 1781. december 27.– Komárom, 1837. október 29.) ügyvéd, táblabíró | Apai nagyanyja: Vörös Katalin (1761. –Ógyalla, 1830. szeptember 5.)                                           | Apai nagyanyai dédanyja: Kutas Éva (? – 1806)                                               |
| ásvai Jókai Mór (Komárom, 1825. febr. 18.– Budapest, Erzsébetváros, 1904. máj. 5.) költő, író, ref. | Anyja: nemespulai Pulay Mária (Bana, 1787. május 22. – Komárom, 1856. március 13.)                   | Anyai nagyapja: Pulay Dávid (1754. –Bana, 1806. december 30.) banai földbirtokos                              | Anyai nagyapai dédapja: n. a.                                                               |
| ásvai Jókai Mór (Komárom, 1825. febr. 18.– Budapest, Erzsébetváros, 1904. máj. 5.) költő, író, ref. | Anyja: nemespulai Pulay Mária (Bana, 1787. május 22. – Komárom, 1856. március 13.)                   | Anyai nagyapja: Pulay Dávid (1754. –Bana, 1806. december 30.) banai földbirtokos                              | Anyai nagyapai dédanyja: n. a.                                                              |
| ásvai Jókai Mór (Komárom, 1825. febr. 18.– Budapest, Erzsébetváros, 1904. máj. 5.) költő, író, ref. | Anyja: nemespulai Pulay Mária (Bana, 1787. május 22. – Komárom, 1856. március 13.)                   | Anyai nagyanyja: baracskai Szűcs Erzsébet (1762. – Bana, 1822. október 2.)                                    | Anyai nagyanyai dédapja: n. a.                                                              |
| ásvai Jókai Mór (Komárom, 1825. febr. 18.– Budapest, Erzsébetváros, 1904. máj. 5.) költő, író, ref. | Anyja: nemespulai Pulay Mária (Bana, 1787. május 22. – Komárom, 1856. március 13.)                   | Anyai nagyanyja: baracskai Szűcs Erzsébet (1762. – Bana, 1822. október 2.)                                    | Anyai nagyanyai dédanyja: n. a.                                                             |

## Jókai rokonsága egyéb hírességekkel
|                          |                          |                          |                          |                          |                          |                         |                         |                             |                             |                             |                             |                                 |                                 |                                 |                                 |                                 |                                 |                   |                   |                   |                   |  |  |                                |                                |                                |                                | Benke József (1781–1855)       | Benke József (1781–1855)       | Benke József (1781–1855) | Benke József (1781–1855) | Benke József (1781–1855)    | Benke József (1781–1855)    |                             |                             | Rácz Zsuzsánna              | Rácz Zsuzsánna              | Rácz Zsuzsánna           | Rácz Zsuzsánna           | Rácz Zsuzsánna                     | Rácz Zsuzsánna                     |                                    |                                    |                                    |                                    |                          |                          |                              |                              |                              |                              | Jókay József (1781–1837)     | Jókay József (1781–1837)     | Jókay József (1781–1837) | Jókay József (1781–1837) | Jókay József (1781–1837) | Jókay József (1781–1837) |                          |                          | Pulay Mária (1790–1866)  | Pulay Mária (1790–1866)  | Pulay Mária (1790–1866) | Pulay Mária (1790–1866) | Pulay Mária (1790–1866)  | Pulay Mária (1790–1866)  |                          |                          |                          |                          |  |  |                         |                         |                         |                         |                         |                         |  |  |  |  |  |  |  |  |  |  |  |  |  |  |
|                          |                          |                          |                          |                          |                          |                         |                         |                             |                             |                             |                             |                                 |                                 |                                 |                                 |                                 |                                 |                   |                   |                   |                   |  |  |                                |                                |                                |                                | Benke József (1781–1855)       | Benke József (1781–1855)       | Benke József (1781–1855) | Benke József (1781–1855) | Benke József (1781–1855)    | Benke József (1781–1855)    |                             |                             | Rácz Zsuzsánna              | Rácz Zsuzsánna              | Rácz Zsuzsánna           | Rácz Zsuzsánna           | Rácz Zsuzsánna                     | Rácz Zsuzsánna                     |                                    |                                    |                                    |                                    |                          |                          |                              |                              |                              |                              | Jókay József (1781–1837)     | Jókay József (1781–1837)     | Jókay József (1781–1837) | Jókay József (1781–1837) | Jókay József (1781–1837) | Jókay József (1781–1837) |                          |                          | Pulay Mária (1790–1866)  | Pulay Mária (1790–1866)  | Pulay Mária (1790–1866) | Pulay Mária (1790–1866) | Pulay Mária (1790–1866)  | Pulay Mária (1790–1866)  |                          |                          |                          |                          |  |  |                         |                         |                         |                         |                         |                         |  |  |  |  |  |  |  |  |  |  |  |  |  |  |
|                          |                          |                          |                          |                          |                          |                         |                         |                             |                             |                             |                             |                                 |                                 |                                 |                                 |                                 |                                 |                   |                   |                   |                   |  |  |                                |                                |                                |                                |                                |                                |                          |                          |                             |                             |                             |                             |                             |                             |                          |                          |                                    |                                    |                                    |                                    |                                    |                                    |                          |                          |                              |                              |                              |                              |                              |                              |                          |                          |                          |                          |                          |                          |                          |                          |                         |                         |                          |                          |                          |                          |                          |                          |  |  |                         |                         |                         |                         |                         |                         |  |  |  |  |  |  |  |  |  |  |  |  |  |  |
|                          |                          |                          |                          |                          |                          |                         |                         |                             |                             |                             |                             |                                 |                                 |                                 |                                 |                                 |                                 |                   |                   |                   |                   |  |  |                                |                                |                                |                                |                                |                                |                          |                          |                             |                             |                             |                             |                             |                             |                          |                          |                                    |                                    |                                    |                                    |                                    |                                    |                          |                          |                              |                              |                              |                              |                              |                              |                          |                          |                          |                          |                          |                          |                          |                          |                         |                         |                          |                          |                          |                          |                          |                          |  |  |                         |                         |                         |                         |                         |                         |  |  |  |  |  |  |  |  |  |  |  |  |  |  |
| Fáncsy Lajos (1809–1854) | Fáncsy Lajos (1809–1854) | Fáncsy Lajos (1809–1854) | Fáncsy Lajos (1809–1854) | Fáncsy Lajos (1809–1854) | Fáncsy Lajos (1809–1854) |                         |                         | Meszlényi Mária (1813–1889) | Meszlényi Mária (1813–1889) | Meszlényi Mária (1813–1889) | Meszlényi Mária (1813–1889) | Meszlényi Mária (1813–1889)     | Meszlényi Mária (1813–1889)     |                                 |                                 | Jeremiás Karolina               | Jeremiás Karolina               | Jeremiás Karolina | Jeremiás Karolina | Jeremiás Karolina | Jeremiás Karolina |  |  | id. Lendvay Márton (1807–1858) | id. Lendvay Márton (1807–1858) | id. Lendvay Márton (1807–1858) | id. Lendvay Márton (1807–1858) | id. Lendvay Márton (1807–1858) | id. Lendvay Márton (1807–1858) |                          |                          | Laborfalvi Róza (1817–1886) | Laborfalvi Róza (1817–1886) | Laborfalvi Róza (1817–1886) | Laborfalvi Róza (1817–1886) | Laborfalvi Róza (1817–1886) | Laborfalvi Róza (1817–1886) |                          |                          | Jókai Mór (1825–1904)              | Jókai Mór (1825–1904)              | Jókai Mór (1825–1904)              | Jókai Mór (1825–1904)              | Jókai Mór (1825–1904)              | Jókai Mór (1825–1904)              |                          |                          | Nagy Bella (1879–1947)       | Nagy Bella (1879–1947)       | Nagy Bella (1879–1947)       | Nagy Bella (1879–1947)       | Nagy Bella (1879–1947)       | Nagy Bella (1879–1947)       |                          |                          | Jókay Károly (1814–1902) | Jókay Károly (1814–1902) | Jókay Károly (1814–1902) | Jókay Károly (1814–1902) | Jókay Károly (1814–1902) | Jókay Károly (1814–1902) |                         |                         | Jókai Eszter (1816–1889) | Jókai Eszter (1816–1889) | Jókai Eszter (1816–1889) | Jókai Eszter (1816–1889) | Jókai Eszter (1816–1889) | Jókai Eszter (1816–1889) |  |  | Váli Ferenc (1810–1882) | Váli Ferenc (1810–1882) | Váli Ferenc (1810–1882) | Váli Ferenc (1810–1882) | Váli Ferenc (1810–1882) | Váli Ferenc (1810–1882) |  |  |  |  |  |  |  |  |  |  |  |  |  |  |
| Fáncsy Lajos (1809–1854) | Fáncsy Lajos (1809–1854) | Fáncsy Lajos (1809–1854) | Fáncsy Lajos (1809–1854) | Fáncsy Lajos (1809–1854) | Fáncsy Lajos (1809–1854) |                         |                         | Meszlényi Mária (1813–1889) | Meszlényi Mária (1813–1889) | Meszlényi Mária (1813–1889) | Meszlényi Mária (1813–1889) | Meszlényi Mária (1813–1889)     | Meszlényi Mária (1813–1889)     |                                 |                                 | Jeremiás Karolina               | Jeremiás Karolina               | Jeremiás Karolina | Jeremiás Karolina | Jeremiás Karolina | Jeremiás Karolina |  |  | id. Lendvay Márton (1807–1858) | id. Lendvay Márton (1807–1858) | id. Lendvay Márton (1807–1858) | id. Lendvay Márton (1807–1858) | id. Lendvay Márton (1807–1858) | id. Lendvay Márton (1807–1858) |                          |                          | Laborfalvi Róza (1817–1886) | Laborfalvi Róza (1817–1886) | Laborfalvi Róza (1817–1886) | Laborfalvi Róza (1817–1886) | Laborfalvi Róza (1817–1886) | Laborfalvi Róza (1817–1886) |                          |                          | Jókai Mór (1825–1904)              | Jókai Mór (1825–1904)              | Jókai Mór (1825–1904)              | Jókai Mór (1825–1904)              | Jókai Mór (1825–1904)              | Jókai Mór (1825–1904)              |                          |                          | Nagy Bella (1879–1947)       | Nagy Bella (1879–1947)       | Nagy Bella (1879–1947)       | Nagy Bella (1879–1947)       | Nagy Bella (1879–1947)       | Nagy Bella (1879–1947)       |                          |                          | Jókay Károly (1814–1902) | Jókay Károly (1814–1902) | Jókay Károly (1814–1902) | Jókay Károly (1814–1902) | Jókay Károly (1814–1902) | Jókay Károly (1814–1902) |                         |                         | Jókai Eszter (1816–1889) | Jókai Eszter (1816–1889) | Jókai Eszter (1816–1889) | Jókai Eszter (1816–1889) | Jókai Eszter (1816–1889) | Jókai Eszter (1816–1889) |  |  | Váli Ferenc (1810–1882) | Váli Ferenc (1810–1882) | Váli Ferenc (1810–1882) | Váli Ferenc (1810–1882) | Váli Ferenc (1810–1882) | Váli Ferenc (1810–1882) |  |  |  |  |  |  |  |  |  |  |  |  |  |  |
|                          |                          |                          |                          |                          |                          |                         |                         |                             |                             |                             |                             |                                 |                                 |                                 |                                 |                                 |                                 |                   |                   |                   |                   |  |  |                                |                                |                                |                                |                                |                                |                          |                          |                             |                             |                             |                             |                             |                             |                          |                          |                                    |                                    |                                    |                                    |                                    |                                    |                          |                          |                              |                              |                              |                              |                              |                              |                          |                          |                          |                          |                          |                          |                          |                          |                         |                         |                          |                          |                          |                          |                          |                          |  |  |                         |                         |                         |                         |                         |                         |  |  |  |  |  |  |  |  |  |  |  |  |  |  |
|                          |                          |                          |                          |                          |                          |                         |                         |                             |                             |                             |                             |                                 |                                 |                                 |                                 |                                 |                                 |                   |                   |                   |                   |  |  |                                |                                |                                |                                |                                |                                |                          |                          |                             |                             |                             |                             |                             |                             |                          |                          |                                    |                                    |                                    |                                    |                                    |                                    |                          |                          |                              |                              |                              |                              |                              |                              |                          |                          |                          |                          |                          |                          |                          |                          |                         |                         |                          |                          |                          |                          |                          |                          |  |  |                         |                         |                         |                         |                         |                         |  |  |  |  |  |  |  |  |  |  |  |  |  |  |
|                          |                          |                          |                          | Fáncsy Ilka (1842–1904)  | Fáncsy Ilka (1842–1904)  | Fáncsy Ilka (1842–1904) | Fáncsy Ilka (1842–1904) | Fáncsy Ilka (1842–1904)     | Fáncsy Ilka (1842–1904)     |                             |                             | ifj. Lendvay Márton (1830–1875) | ifj. Lendvay Márton (1830–1875) | ifj. Lendvay Márton (1830–1875) | ifj. Lendvay Márton (1830–1875) | ifj. Lendvay Márton (1830–1875) | ifj. Lendvay Márton (1830–1875) |                   |                   |                   |                   |  |  |                                |                                |                                |                                | Benke Róza (1836–1861)         | Benke Róza (1836–1861)         | Benke Róza (1836–1861)   | Benke Róza (1836–1861)   | Benke Róza (1836–1861)      | Benke Róza (1836–1861)      |                             |                             |                             |                             |                          |                          | Rehrenbeck Szilveszter (1819–1910) | Rehrenbeck Szilveszter (1819–1910) | Rehrenbeck Szilveszter (1819–1910) | Rehrenbeck Szilveszter (1819–1910) | Rehrenbeck Szilveszter (1819–1910) | Rehrenbeck Szilveszter (1819–1910) |                          |                          | Linzmajer Jozefa (1822–1885) | Linzmajer Jozefa (1822–1885) | Linzmajer Jozefa (1822–1885) | Linzmajer Jozefa (1822–1885) | Linzmajer Jozefa (1822–1885) | Linzmajer Jozefa (1822–1885) |                          |                          |                          |                          |                          |                          |                          |                          |                         |                         |                          |                          |                          |                          |                          |                          |  |  |                         |                         |                         |                         |                         |                         |  |  |  |  |  |  |  |  |  |  |  |  |  |  |
|                          |                          |                          |                          | Fáncsy Ilka (1842–1904)  | Fáncsy Ilka (1842–1904)  | Fáncsy Ilka (1842–1904) | Fáncsy Ilka (1842–1904) | Fáncsy Ilka (1842–1904)     | Fáncsy Ilka (1842–1904)     |                             |                             | ifj. Lendvay Márton (1830–1875) | ifj. Lendvay Márton (1830–1875) | ifj. Lendvay Márton (1830–1875) | ifj. Lendvay Márton (1830–1875) | ifj. Lendvay Márton (1830–1875) | ifj. Lendvay Márton (1830–1875) |                   |                   |                   |                   |  |  |                                |                                |                                |                                | Benke Róza (1836–1861)         | Benke Róza (1836–1861)         | Benke Róza (1836–1861)   | Benke Róza (1836–1861)   | Benke Róza (1836–1861)      | Benke Róza (1836–1861)      |                             |                             |                             |                             |                          |                          | Rehrenbeck Szilveszter (1819–1910) | Rehrenbeck Szilveszter (1819–1910) | Rehrenbeck Szilveszter (1819–1910) | Rehrenbeck Szilveszter (1819–1910) | Rehrenbeck Szilveszter (1819–1910) | Rehrenbeck Szilveszter (1819–1910) |                          |                          | Linzmajer Jozefa (1822–1885) | Linzmajer Jozefa (1822–1885) | Linzmajer Jozefa (1822–1885) | Linzmajer Jozefa (1822–1885) | Linzmajer Jozefa (1822–1885) | Linzmajer Jozefa (1822–1885) |                          |                          |                          |                          |                          |                          |                          |                          |                         |                         |                          |                          |                          |                          |                          |                          |  |  |                         |                         |                         |                         |                         |                         |  |  |  |  |  |  |  |  |  |  |  |  |  |  |
|                          |                          |                          |                          |                          |                          |                         |                         |                             |                             |                             |                             |                                 |                                 |                                 |                                 |                                 |                                 |                   |                   |                   |                   |  |  |                                |                                |                                |                                |                                |                                |                          |                          |                             |                             |                             |                             |                             |                             |                          |                          |                                    |                                    |                                    |                                    |                                    |                                    |                          |                          |                              |                              |                              |                              |                              |                              |                          |                          |                          |                          |                          |                          |                          |                          |                         |                         |                          |                          |                          |                          |                          |                          |  |  |                         |                         |                         |                         |                         |                         |  |  |  |  |  |  |  |  |  |  |  |  |  |  |
|                          |                          |                          |                          |                          |                          |                         |                         |                             |                             |                             |                             |                                 |                                 |                                 |                                 |                                 |                                 |                   |                   |                   |                   |  |  |                                |                                |                                |                                |                                |                                |                          |                          |                             |                             |                             |                             |                             |                             |                          |                          |                                    |                                    |                                    |                                    |                                    |                                    |                          |                          |                              |                              |                              |                              |                              |                              |                          |                          |                          |                          |                          |                          |                          |                          |                         |                         |                          |                          |                          |                          |                          |                          |  |  |                         |                         |                         |                         |                         |                         |  |  |  |  |  |  |  |  |  |  |  |  |  |  |
|                          |                          |                          |                          |                          |                          |                         |                         |                             |                             |                             |                             |                                 |                                 |                                 |                                 |                                 |                                 |                   |                   |                   |                   |  |  |                                |                                |                                |                                | Jókai Róza (1861–1936)         | Jókai Róza (1861–1936)         | Jókai Róza (1861–1936)   | Jókai Róza (1861–1936)   | Jókai Róza (1861–1936)      | Jókai Róza (1861–1936)      |                             |                             | Feszty Árpád (1856–1914)    | Feszty Árpád (1856–1914)    | Feszty Árpád (1856–1914) | Feszty Árpád (1856–1914) | Feszty Árpád (1856–1914)           | Feszty Árpád (1856–1914)           |                                    |                                    | Feszty Adolf (1846–1900)           | Feszty Adolf (1846–1900)           | Feszty Adolf (1846–1900) | Feszty Adolf (1846–1900) | Feszty Adolf (1846–1900)     | Feszty Adolf (1846–1900)     |                              |                              | Feszty Gyula (1854–1912)     | Feszty Gyula (1854–1912)     | Feszty Gyula (1854–1912) | Feszty Gyula (1854–1912) | Feszty Gyula (1854–1912) | Feszty Gyula (1854–1912) |                          |                          | Feszty Béla (1868–1928)  | Feszty Béla (1868–1928)  | Feszty Béla (1868–1928) | Feszty Béla (1868–1928) | Feszty Béla (1868–1928)  | Feszty Béla (1868–1928)  |                          |                          |                          |                          |  |  |                         |                         |                         |                         |                         |                         |  |  |  |  |  |  |  |  |  |  |  |  |  |  |
|                          |                          |                          |                          |                          |                          |                         |                         |                             |                             |                             |                             |                                 |                                 |                                 |                                 |                                 |                                 |                   |                   |                   |                   |  |  |                                |                                |                                |                                | Jókai Róza (1861–1936)         | Jókai Róza (1861–1936)         | Jókai Róza (1861–1936)   | Jókai Róza (1861–1936)   | Jókai Róza (1861–1936)      | Jókai Róza (1861–1936)      |                             |                             | Feszty Árpád (1856–1914)    | Feszty Árpád (1856–1914)    | Feszty Árpád (1856–1914) | Feszty Árpád (1856–1914) | Feszty Árpád (1856–1914)           | Feszty Árpád (1856–1914)           |                                    |                                    | Feszty Adolf (1846–1900)           | Feszty Adolf (1846–1900)           | Feszty Adolf (1846–1900) | Feszty Adolf (1846–1900) | Feszty Adolf (1846–1900)     | Feszty Adolf (1846–1900)     |                              |                              | Feszty Gyula (1854–1912)     | Feszty Gyula (1854–1912)     | Feszty Gyula (1854–1912) | Feszty Gyula (1854–1912) | Feszty Gyula (1854–1912) | Feszty Gyula (1854–1912) |                          |                          | Feszty Béla (1868–1928)  | Feszty Béla (1868–1928)  | Feszty Béla (1868–1928) | Feszty Béla (1868–1928) | Feszty Béla (1868–1928)  | Feszty Béla (1868–1928)  |                          |                          |                          |                          |  |  |                         |                         |                         |                         |                         |                         |  |  |  |  |  |  |  |  |  |  |  |  |  |  |
|                          |                          |                          |                          |                          |                          |                         |                         |                             |                             |                             |                             |                                 |                                 |                                 |                                 |                                 |                                 |                   |                   |                   |                   |  |  |                                |                                |                                |                                |                                |                                |                          |                          |                             |                             |                             |                             |                             |                             |                          |                          |                                    |                                    |                                    |                                    |                                    |                                    |                          |                          |                              |                              |                              |                              |                              |                              |                          |                          |                          |                          |                          |                          |                          |                          |                         |                         |                          |                          |                          |                          |                          |                          |  |  |                         |                         |                         |                         |                         |                         |  |  |  |  |  |  |  |  |  |  |  |  |  |  |
|                          |                          |                          |                          |                          |                          |                         |                         |                             |                             |                             |                             |                                 |                                 |                                 |                                 |                                 |                                 |                   |                   |                   |                   |  |  |                                |                                |                                |                                |                                |                                |                          |                          | Feszty Masa (1895–1979)     |                             |                             |                             |                             |                             |                          |                          |                                    |                                    |                                    |                                    |                                    |                                    |                          |                          |                              |                              |                              |                              |                              |                              |                          |                          |                          |                          |                          |                          |                          |                          |                         |                         |                          |                          |                          |                          |                          |                          |  |  |                         |                         |                         |                         |                         |                         |  |  |  |  |  |  |  |  |  |  |  |  |  |  |
|                          |                          |                          |                          |                          |                          |                         |                         |                             |                             |                             |                             |                                 |                                 |                                 |                                 |                                 |                                 |                   |                   |                   |                   |  |  |                                |                                |                                |                                |                                |                                |                          |                          |                             |                             |                             |                             |                             |                             |                          |                          |                                    |                                    |                                    |                                    |                                    |                                    |                          |                          |                              |                              |                              |                              |                              |                              |                          |                          |                          |                          |                          |                          |                          |                          |                         |                         |                          |                          |                          |                          |                          |                          |  |  |                         |                         |                         |                         |                         |                         |  |  |  |  |  |  |  |  |  |  |  |  |  |  |

## Emlékezete

Jókai Mór emlékpad, „Török világ Magyarországon” (Alsógöd-Városvédők Egyesülete)
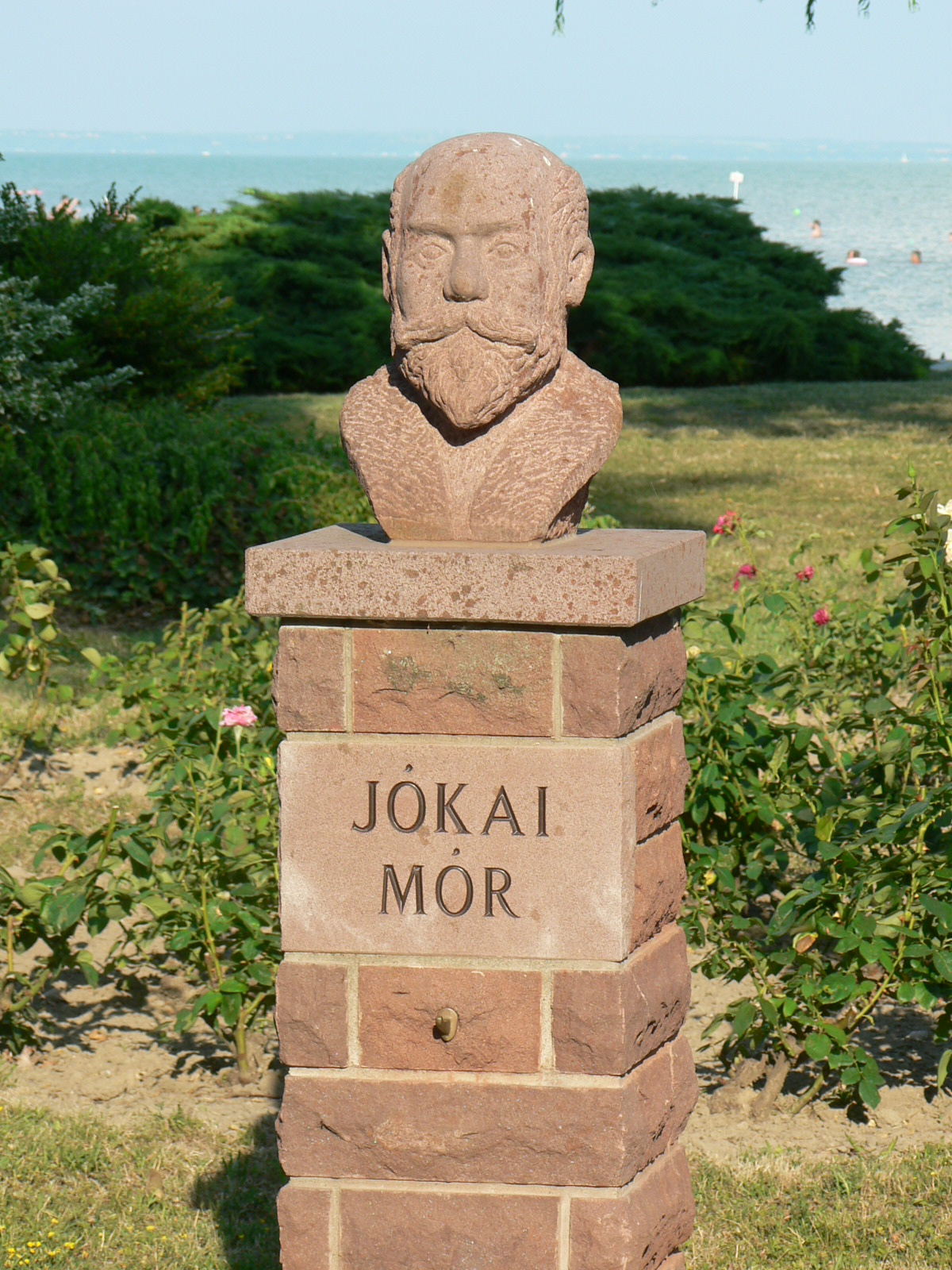
Jókai Mór alsóörsi szobra
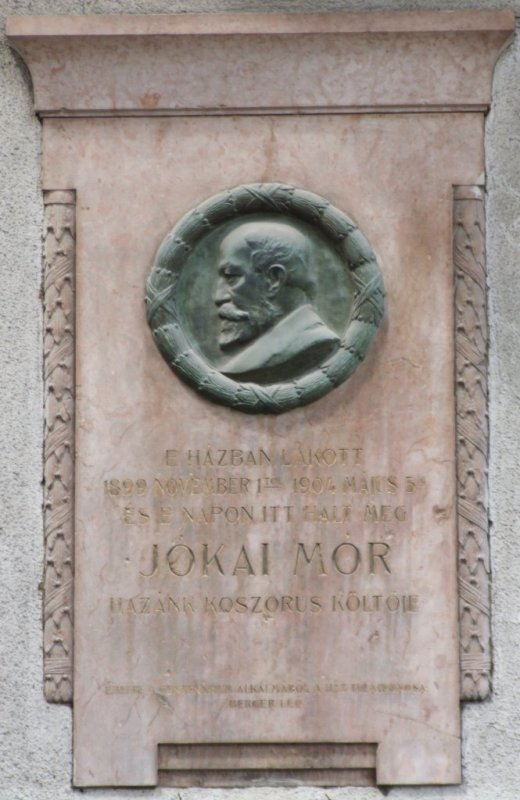
Jókai Mór emléktáblája Budapesten, a Dob utcában
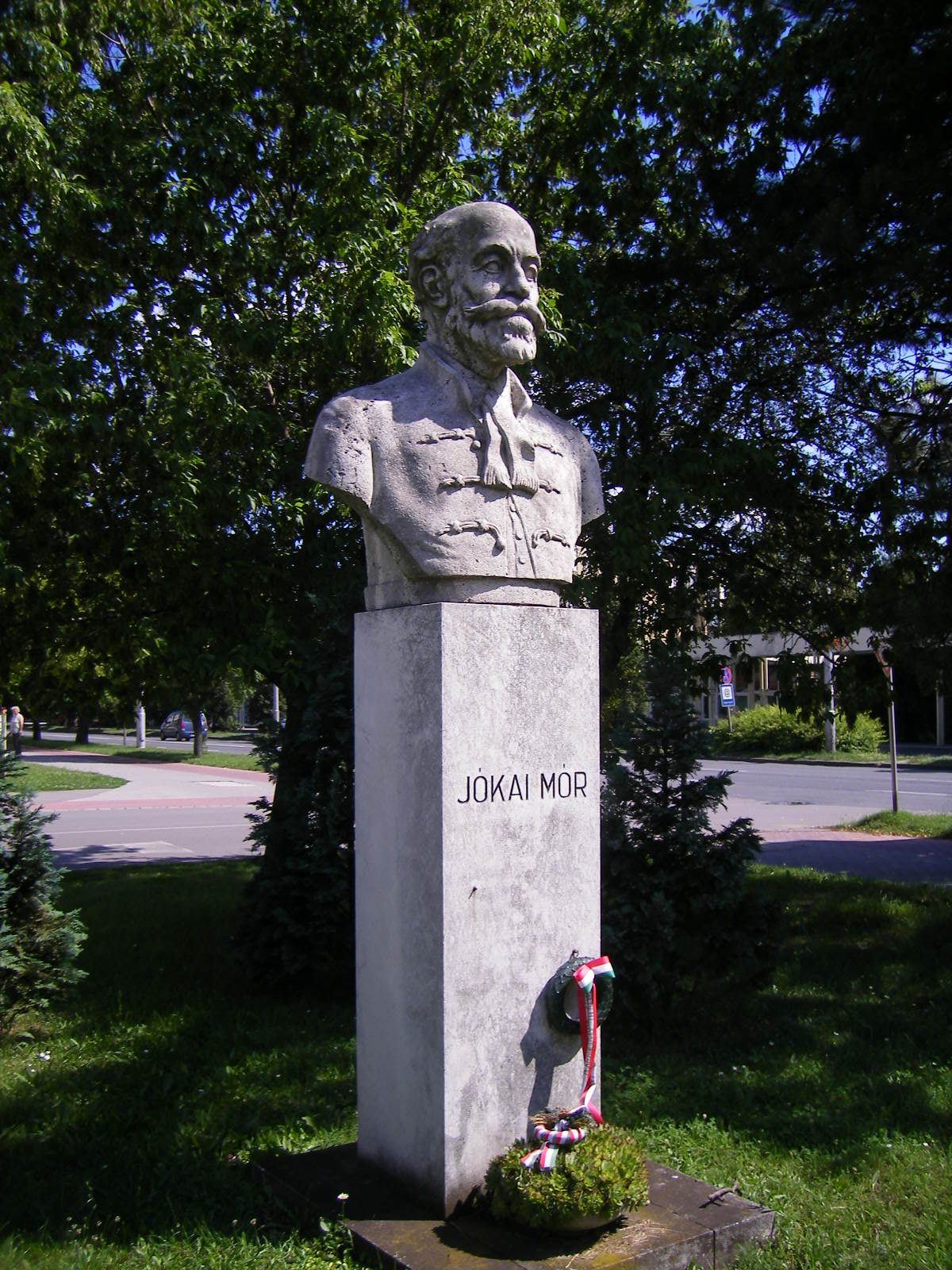
Szobra Dél-Komáromban a róla elnevezett téren
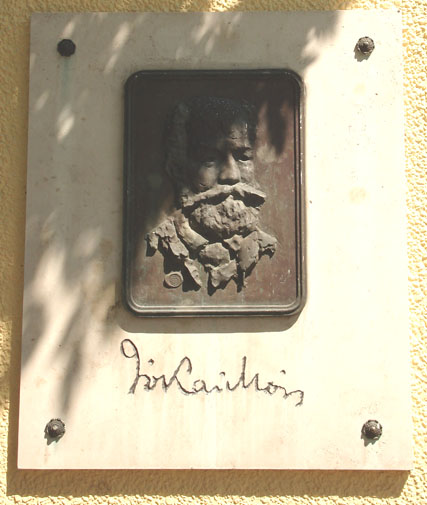
Szanyi Péter: Jókai Mór-dombormű (Miskolc, Jókai Mór Általános Iskola)
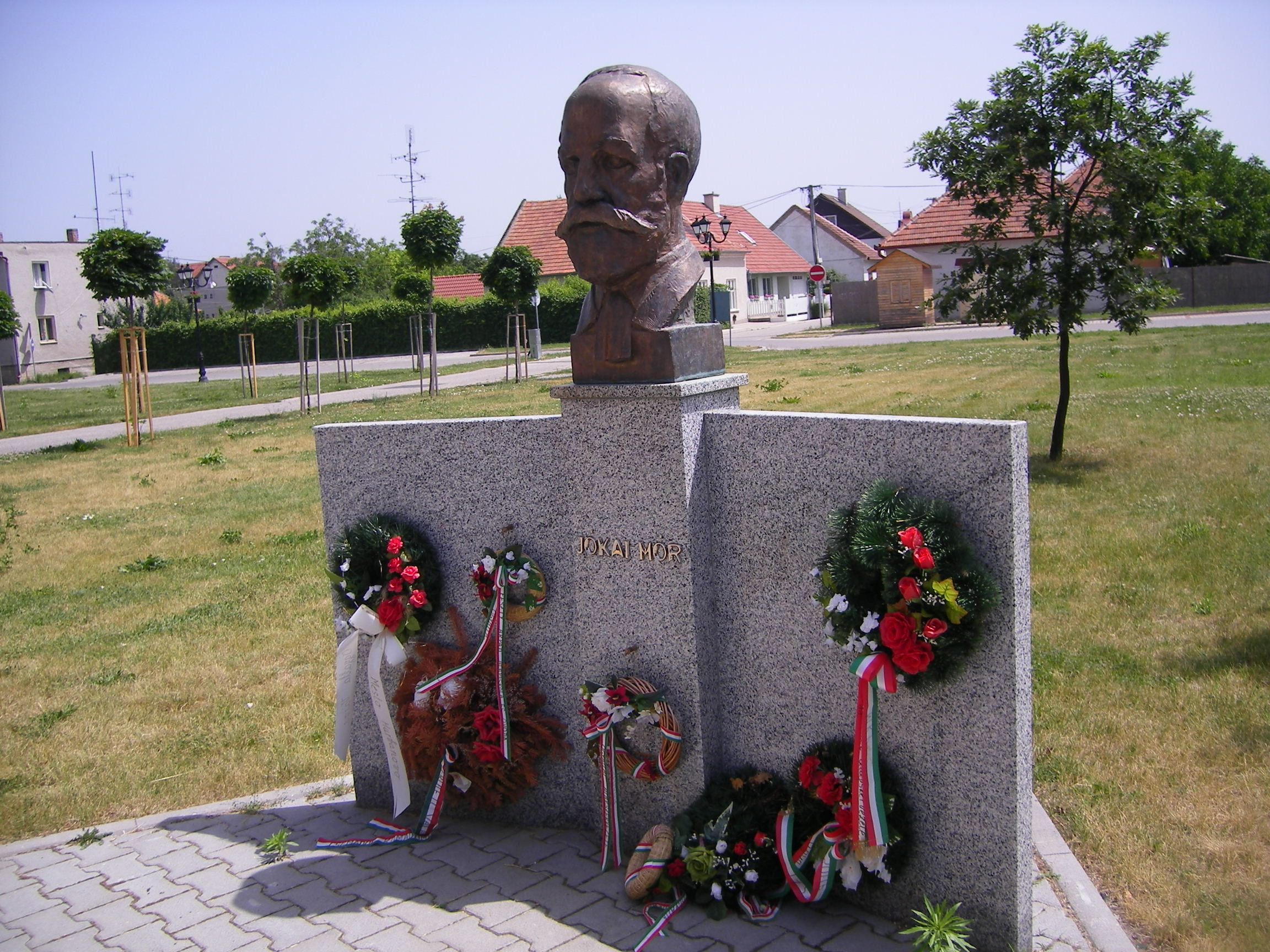
Emlékműve Ógyallán

- Kisbolygót neveztek el róla: 2003. július 7-én észlelte elsőként Sárneczky Krisztián és Sipőcz Brigitta a 90370 Jókaimór[63] aszteroidát. A kisbolygó 5,54 év alatt kerüli meg a Napot, átmérője 4-5 kilométer lehet. „Talán kevesen tudják, de Jókainak volt egy 8 centiméteres távcsöve, amellyel rendszeresen kémlelte a csillagokat” – olvasható a Magyar Csillagászati Egyesület honlapján.[64] A nevét viseli a Merkúr bolygó egyik krátere is.
- Jókai Mór emlékpadok
- Antal Károly 1966-ban készített mészkőszobra Kazincbarcikán a Jókai Mór téren található.
- Révkomáromban található ülő szobra a Duna Menti Múzeum főépülete előtt. Az ő nevét vette fel a komáromi színház, ill. az egyik alapiskola is, ahol emléktáblája is megtalálható. A temetőben található a családi kripta, azonban az elhunytak csontanyaga már nincs ott.
- 2006-tól Nyíregyházán is áll szobra.
- Makó város díszpolgári címmel ismerte el munkásságát.[65]

- Számos festményen szerepel, portréját megfestette többek között Ferraris Artúr és Feszty Masa is.
- Jókai írásművészete iránti tisztelgésként Lajta Erika Gyászorgiák címmel regényt írt.  E regény Jókai Öregember nem vénember című regényének, pontosabban az abban szereplő harmadik „képzelt regénynek” a modern átirata. Főhőse egy melankolikus természetű arisztokrata ifjú: gróf Aáry Kálmán, aki a „kutyaharapást szőrével”-elv jegyében öngyilkosságot megkísérlő nőket ment ki a Dunából, és egyikükbe, egy Zaránd Lenke nevű ragyogó szépségbe beleszeret.

## Szakirodalom
- Mikszáth Kálmán: Jókai Mór vagy A komáromi fiú, ki a világot hódította meg; Révai, Budapest, 1883
- Ferenczy József: Jókai mint hírlapíró; Gross, Győr, 1894 (Egyetemes könyvtár)
- Prém József: Jókai Mór. Élet- és jellemrajz; Stampfel, Pozsony–Budapest, 1894 (Kortársaink. Életrajzi vázlatok)
- Kováts Antal: Jókai mint regényíró; Tóth Ny., Kecskemét, 1894
- Ferenczy József: Jókai mint hírlapíró; Gross, Győr, 1894 (Egyetemes könyvtár)
- Vajda Emil: Dr. Jókai Mór; Ajtai Ny., Kolozsvár, 1894
- E. Horn: Jókai; előszó Gaston Boissier; Ollendorff, Paris, 1895
- Rudnyánszky Gyula: Jókai Mór, a nagy mesemondó. A költő 50 éves írói pályájának ünnepére; Méhner, Budapest, 189? (Magyar mesemondó)
- id. Szinnyei József: Jókai Mór; Hornyánszky, Budapest, 1898
- Molnár Géza: Maurice Jókai; Révai, Budapest, 1900
- Fretwell, John: The Cristian in Hungarian romance. A study of Maurus Jókai's Novel “There is a God or The people who love but once”; West–Green, Boston–London, 1901
- Nógrádi László: Jókai Mór élete és költészete; Stampfel, Pozsony–Budapest, 1902 (Nemzetünk nagy költői)
- Jókai Mór utolsó napjai; Korányi Frigyes, valamint saját jegyzetei alapján közli Stricker Mór; Pesti Lloyd-társulat Kny., Budapest, 1904 (Az Orvosi Hetilap tudományos közleményei)
- Fényes László: Jókai Mór utolsó évei. Tanu-vallomások; Lipinszky Ny., Budapest, 1904
- Vajda Béla: Jókai és a zsidóság; Kármán könyvkeresk. biz., Losonc, 1904
- Szabó László: Jókai élete és művei; Rákosi, Budapest, 1904
- Fényes László: Jókai Mór utolsó évei körül. Válasz Vészi Józsefnek; Lipinszky Ny., Budapest, 1904
- Beőthy Zsolt: Jókai Mór emlékezete; Lampel, Budapest, 1905
- Kunfi Zsigmond: Jókai; Politzer, Budapest, 1905
- Madarász Flóris: Jókai Mór regényei. Két előadás; Lyceumi Ny., Eger, 1906
- Mikszáth Kálmán: Jókai Mór élete és kora, 1–2.; Révai, Budapest, 1907 (Mikszáth Kálmán munkái)
- Jókai Album. Képek, adatok, okmányok Jókai Mór életéből; Hornyánszky Ny., Budapest, 1910
- Madzsar Gusztáv: Jókai, Népvilág; s.n., Szeged, 1911 (Irodalmi segédkönyvek)
- Abaffy Béla: Jókai, A nagyenyedi két fűzfa, A peregrinus; s.n., Szeged, 1911 (Irodalmi segédkönyvek)
- Szemkő Aladár: Jókai, Kedves atyafiak; s.n., Szeged, 1912 (Irodalmi segédkönyvek)
- Abaffy Béla: Jókai, Az új földesúr; s.n., Szeged, 1914 (Irodalmi segédkönyvek)
- Vnutsko Berta: Jókai Mór drámai munkássága; Neuwald Ny., Budapest, 1914
- Gulyás József: Jókai kacér női. Alkalmi felolvasás; Ref. Főisk. Ny., Sárospatak, 1918
- Tábori Kornél: Jókai regénye. Rajzokkal és fényképekkel. Kiadatlan Jókai-kéziratok a centenárium alkalmára. Ismeretlen epizódok és levelek Jókai életéből; Tolnai, Budapest, 1924 (Tolnai regénytára)
- Zsigmond Ferenc: Jókai; Akadémia, Budapest, 1924 (A Magyar Tudományos Akadémia Könyvkiadóvállalata U. F.)
- Borbély István: Jókai emlékezete; Unitárius Irodalmi Társaság, Kolozsvár, 1925 (Unitárius könyvtár)
- Hajdu Lukács: Jókai és a magyar történelem; Spitzer Ny., Komárom, 1925
- Gheorghe Kristóf: Mauriciu Jókai. Biografie si caracterizare cu prilejul aniversării de o sută de ani dela nasterea lui; románra ford. Bitay Árpád; Minerva, Cluj, 1925
- Bernstein Béla: Jókai és a zsidók. Zsidó vonatkozások és alakok összes műveiből; Garai Ny., Budapest, 1925 (Menóra könyvek)
- Petrichevich Horváth Emil: Jókai és Erdély; Hírlapkiadó Ny., Szeged, 1925
- Zsigmond Ferenc: Jókai és Debrecen; Városi Ny., Debrecen, 1925
- Sikabonyi Antal: Jókai és Komárom; Athenaeum Ny., Budapest, 1925
- Hajnóczy R. József: Jókai Szepesben. Irodalomtörténeti rajz; Szepesi Híradó, Lőcse, 1925
- A Sárospataki Ref. Főiskola Jókai ünnepélyének beszédei; kiad. Marton János; Főisk. Ny., Sárospatak, 1925
- Jókai Erdélyben. A legnagyobb magyar regényíró születésének századik forduló évében; összeáll. Tabéry Géza, Incze Ernő; Sonnenfeld Ny., Oradea Mare, 1925
- Jókai emlékkönyv; szerk. Alapy Gyula, Fülöp Zsigmond; Jókai Közművelődési és Múzeum Egyesület, Komárom, 1925
- Gál János: Jókai élete és írói jelleme; előszó Rákosi Jenő; Voggenreiter, Berlin, 1925
- Beöthy Zsolt: Jókai Mór emlékezete; Lampel, Budapest, 1925 (Magyar könyvtár)
- Kristóf György: Jókai Mór élete és művei; Minerva, Cluj-Kolozsvár, 1925
- Kristóf György: Jókai napjai Erdélyben; Pásztortűz, Cluj-Kolozsvár, 1925
- Alapy Gyula: A szülőföld Jókai regényeiben; Spitzer Ny., Komárom, 1925
- Nagy Sándor: Jókai. 1825–1904; Brassói Lapok, Brassó, 1925
- Erdélyi Pál: Jókai; Jókai közművelődési és Múzeum egyesület, Komárom, 1925
- Sikabonyi Antal: Jókai és szülővárosa; Spitzer Ny., Komárom, 1925
- Kőrös Endre: Jókai nemzeti jelentősége; Főisk. Ny., Pápa, 1925
- Minay Lajos: Jókai élete. 1825–1904; Török, Mezőtúr, 1925
- Bognár Cecil: Jókai lélekrajza; Spitzer Ny., Komárom, 1925
- Vass Vince: Jókai kálvinizmusa; Sylvester, Tahitótfalu, 1926
- Bernfeld Magdolna: A németség Jókai Mór megvilágításában; Pfeifer, Budapest, 1927 (Német philologiai dolgozatok)
- Pongrácz József: Jókai és Pápa; Főiskolai Ny., Pápa, 1930
- Rajka László: Jókai „Törökvilág Magyarországon” című regénye; Erdélyi Múzeum-Egyesület, Cluj-Kolozsvár, 1931 (Erdélyi tudományos füzetek)
- Rajka László: Jókai kalandora; Minerva Ny., Cluj-Kolozsvár, 1932 (Az Erdélyi Katholikus Akadémia felolvasásai)
- Czunya Miklós: Jókai töröktárgyú regényeinek forrásairól; szerzői, Budapest, 1934
- Rajka László: Jókai román tárgyú novellái; Minerva Ny., Cluj, 1935 (Erdélyi tudományos füzetek)
- Jerzy Pogonowski: Maurycy Jókai w Polsce; Bibljoteka Polska, Warszawa, 1935
- Szabady Béla: A lőcsei fehér asszony, Korponay Jánosné Géczy Julianna Jókai Mór és a történelem megvilágításában; Győri Hírlap Ny., Győr, 1938
- Hankiss János: Jókai, a nagy magyar regényíró; Egyetemi Ny., Budapest, 1938
- Erdélyi Pál: Jókai útja Rév-Komáromtól Pestig, a bölcsőtől a babérig; Jókai Egyesület, Komárom, 1939
- Kozma Antal: Az „Agence de Paris”, Zola és Jókai; Városi Ny., Debrecen, 1939
- Révész György: A zsidó Jókai regényeiben; Neuwald I. Ny., Nyíregyháza, 1940
- Sőtér István: Jókai Mór; Franklin, Budapest, 1941 (Magyar írók)
- Dezső Gyula: A református Jókai; szerzői, Kecskemét, 1941
- Praznovszky Mihály 1993: Jókai Mór tulipántos ládája. Limes 6/3-4
- Pongrácz József 2014: Jókai, a pápai diák. Acta Papensia 14/1–2.